# Heeresgeschichtliches Museum

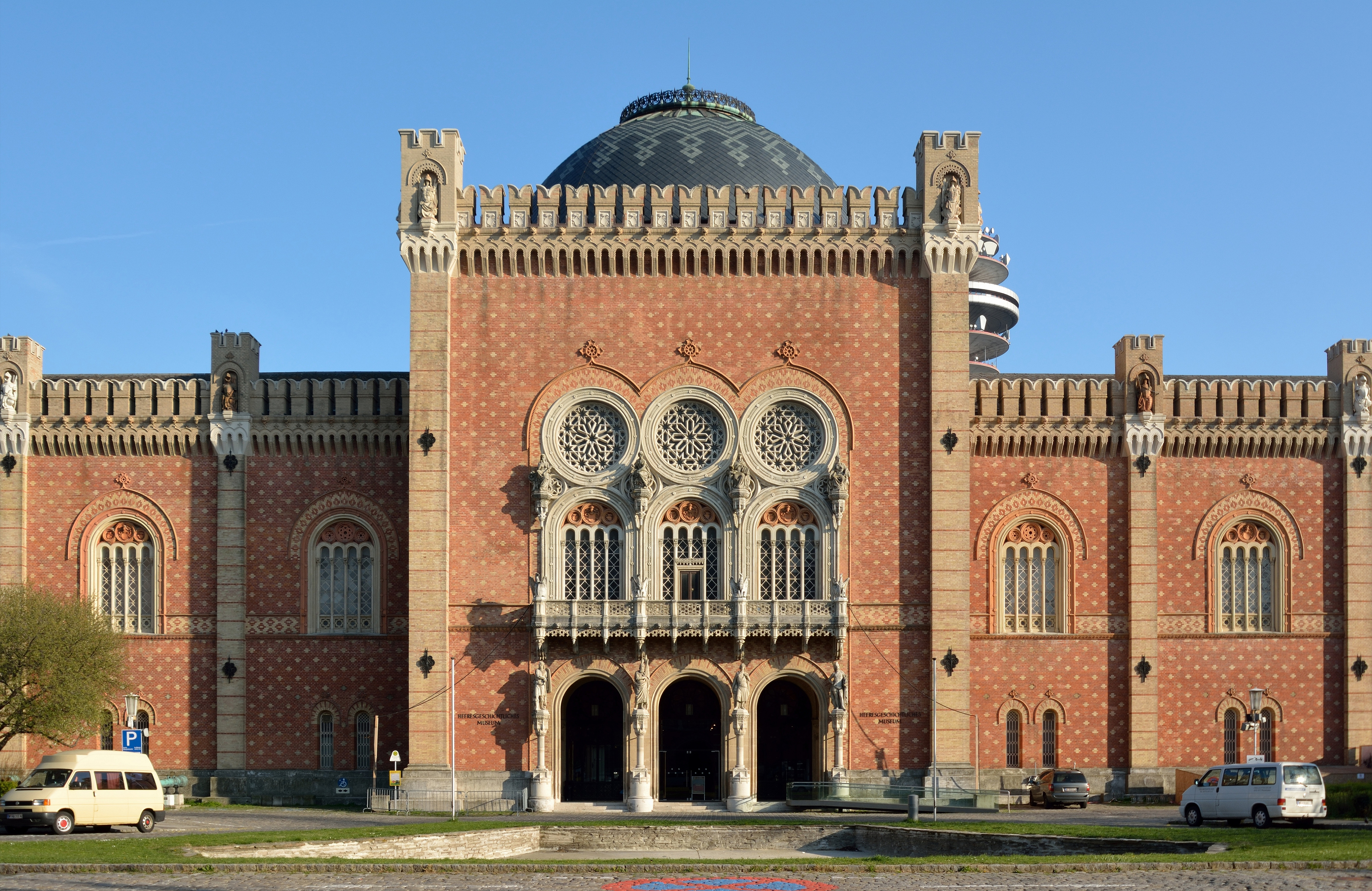
Heeresgeschichtliches Museum

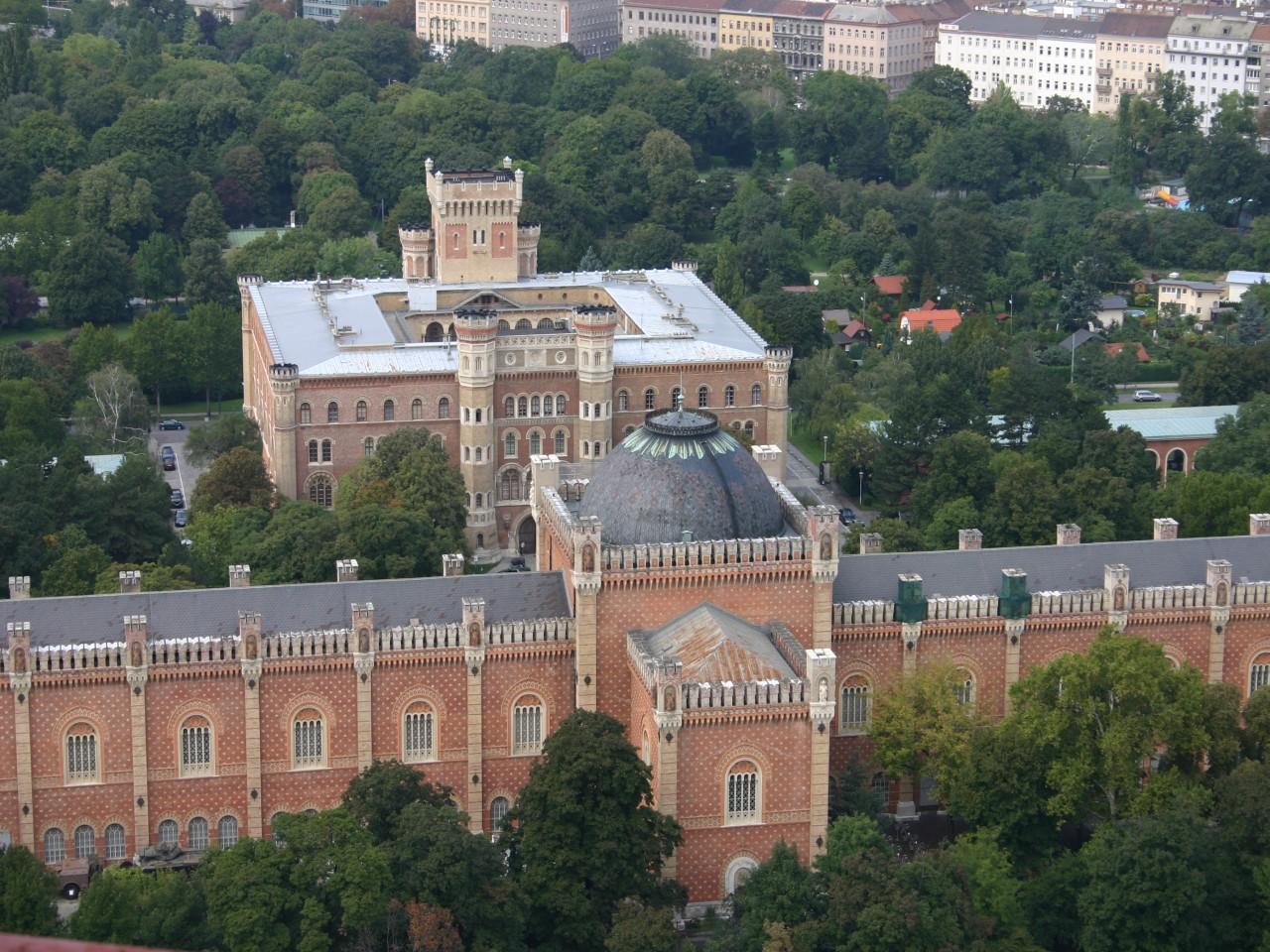
Vordergrund Heeresgeschichtliches Museum, Hintergrund ehemaliges Kommandanturgebäude

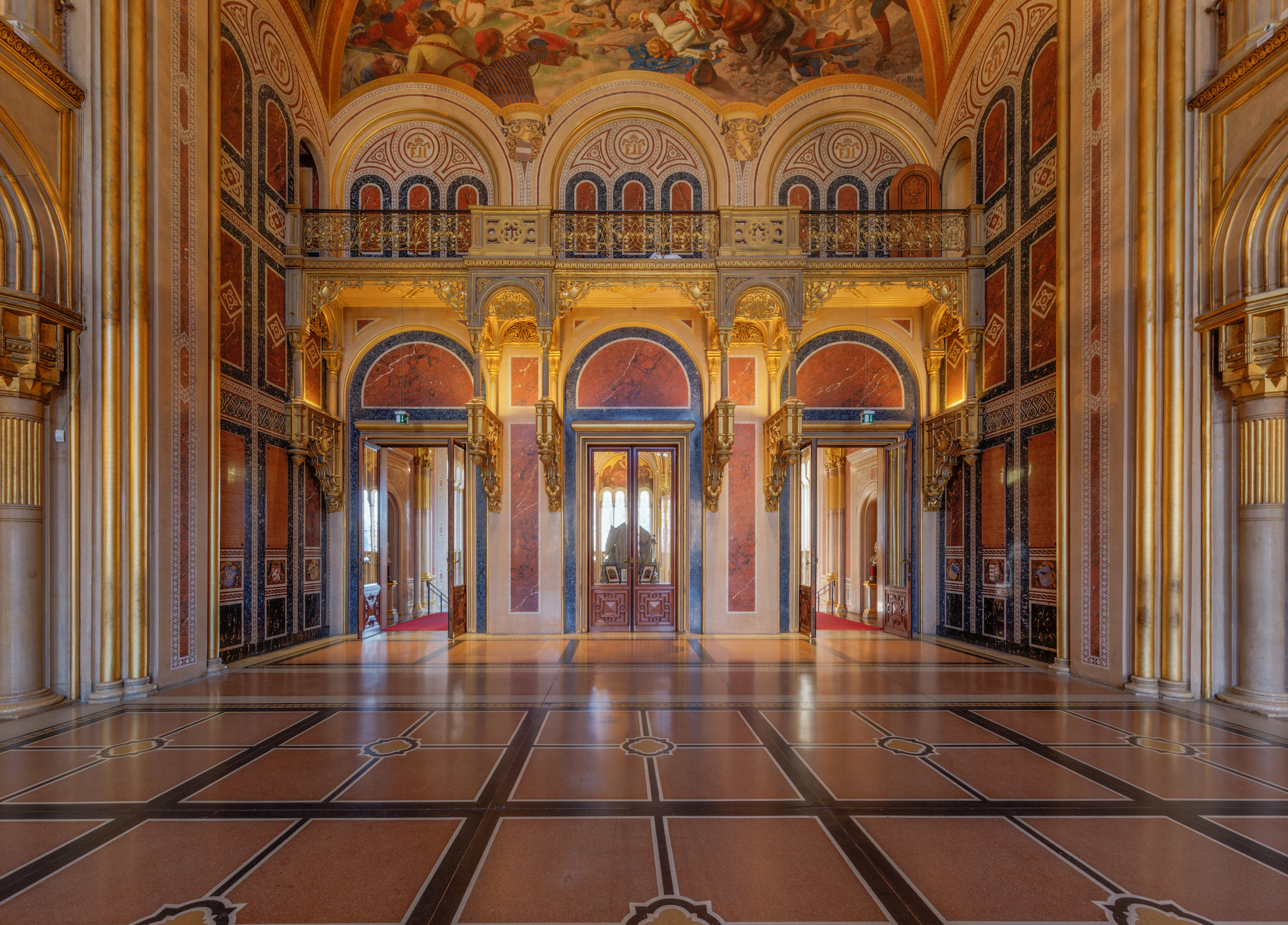
Eingangsbereich der Ruhmeshalle

Das Heeresgeschichtliche Museum – Militärhistorische Institut in Wien ist das militärhistorische Museum des Österreichischen Bundesheeres und vorangegangener österreichischer Armeen. Es dokumentiert die Geschichte des österreichischen Militärwesens vom 16. Jahrhundert bis zur Gegenwart, insbesondere anhand von Militärtechnik, wie Waffen, Fahrzeuge und militärische Ausrüstung, aber auch in Fotografien, Gemälden und Dokumenten. Ein Teil des Museums widmet sich auch der Geschichte der Österreichischen Marine. Das sich im Bundesbesitz befindliche Museum ist nicht den österreichischen Bundesmuseen angegliedert, sondern untersteht als unmittelbar nachgeordnete Dienststelle dem Bundesministerium für Landesverteidigung. Seit Herbst 2019 gibt es eine Kontroverse über das Ausstellungskonzept wegen Vorwürfen des Geschichtsrevisionismus. Über die Zukunft des Museums und eine Neuausrichtung wird öffentlich diskutiert.

## Das Museumsgebäude
Der Museumsbau (Objekt 18) ist das Herzstück des Wiener Arsenals, eines aus vormals 72 Objekten bestehenden riesigen militärischen Gebäudekomplexes, der aus Anlass der Revolution 1848/49 errichtet wurde. Das Arsenal war das größte Bauvorhaben der ersten Regierungsjahre von Kaiser Franz Joseph I. und diente der Festigung seiner neoabsolutistisch ausgerichteten Machtposition z. B. gegenüber dem 1848 revolutionär gesinnt gewesenen Wien.
Das Projekt des seinerzeitigen „Waffenmuseums“ wurde vom dänischen Architekten Theophil von Hansen ausgeführt. Bereits sechs Jahre nach dem Baubeginn (15. April 1850) erfolgte am 8. Mai 1856 die Schlusssteinlegung. Das Gebäude ist somit der älteste – als solcher geplante und ausgeführte – Museumsbau Österreichs.
Zum Zeitpunkt seiner Errichtung befand sich das Arsenal außerhalb des Linienwalls; das Gebiet war aber 1850 mit dem ursprünglichen Favoriten nach Wien eingemeindet worden (4. Bezirk, seit 1874 10. Bezirk; seit 1938 zählt das Arsenal zum 3. Bezirk). Südwestlich verlief neben dem Arsenal die Wien-Raaber Bahn, deren Wiener Bahnhof 1845 eröffnet wurde.
Das Gebäude wurde durch einen Fliegerangriff am 10. September 1944 schwer beschädigt. Besonders der Nordostflügel des Museumsgebäudes wurde zerstört. Am 11. Dezember 1944 sowie am 15. Jänner und am 23. März 1945 wurde das Gebäude von weiteren Bomben getroffen. Am 24. Juni 1955 wurde das Museum wiedereröffnet.

### Fassade
Hansens Plan sah ein 235 Meter langes Gebäude mit vorspringenden Quertrakten und Ecktürmen sowie einen turmartigen Mittelteil von quadratischem Grundriss vor, überragt von einer 43 Meter hohen Kuppel. So wie viele Bauten des Historismus meist Vorbilder aus der Architekturgeschichte haben, zog auch Theophil Hansen jenes des ab dem Jahr 1104 errichteten Arsenal in Venedig heran. Er übernahm byzantinische Stilelemente und setzte gotisierende Bauelemente hinzu. Das aus zweifarbigen Ziegeln bestehende Mauerwerk ist mit Terrakottaornamenten und schmiedeeisernen Schließen geschmückt, die axiale Gliederung ist durch farblich strukturierte Backsteine hervorgehoben, der Mittelrisalit zeichnet sich durch ein reiches Fassadendekor, wie etwa den drei großen Rundfenstern über dem Portal-Fenster-Motiv, aus. Die reich geschmückte Attikazone wird von einem mächtigen Bogenfries getragen, der an florentinische Palastbauten erinnert. Der Schwalbenschwanzzinnenkranz wird an den Achsen der Seitenflügel und an den Ecken des Mittelbaus durch Türmchen unterbrochen, in deren Nischen Trophäenplastiken aus Terrakotta aufgestellt sind. An und vor der Fassade wurden von Hanns Gasser aus Sandstein allegorische Figurendarstellungen der militärischen Tugenden ausgeführt. Unter den Rundfenstern sind dies die weiblichen Figuren (v. l. n. r.) der Stärke, Wachsamkeit, Frömmigkeit und Weisheit; neben den drei zur Vorhalle führenden Öffnungen sind, in männlichen Figuren, die Tapferkeit, Fahnentreue, Aufopferung und die kriegerische Intelligenz dargestellt.

### Innenraum

#### Feldherrenhalle

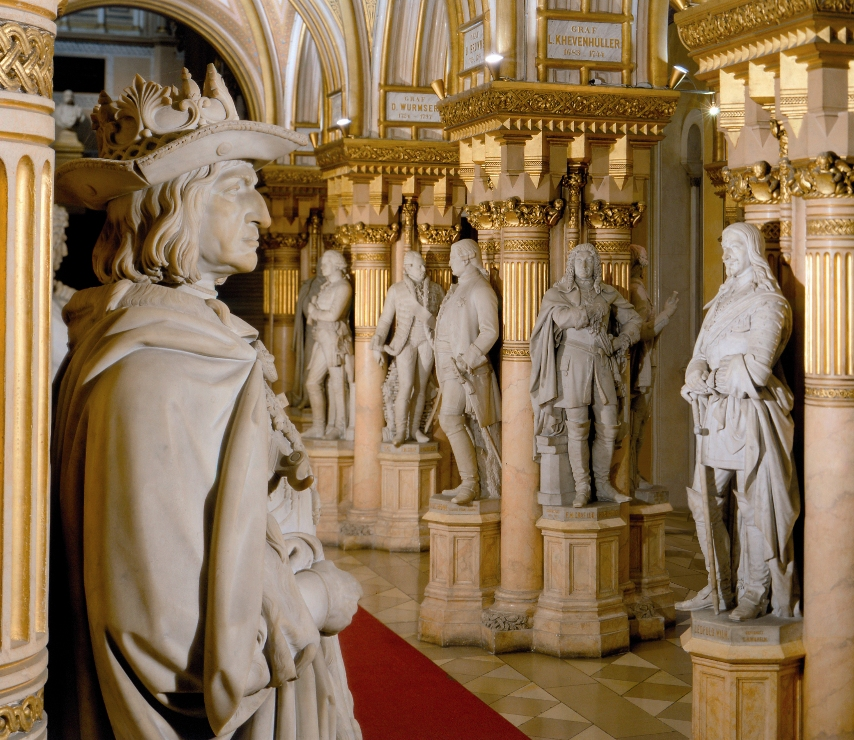
Feldherrenhalle

Im Inneren des Heeresgeschichtlichen Museums manifestiert sich die Absicht Kaiser Franz Josephs, nicht bloß ein Gebäude für die kaiserlichen Waffensammlungen zu errichten, sondern auch eine Ruhmes- und Gedenkstätte für die kaiserliche Armee zu schaffen. So sind in der Feldherrenhalle 56 ganzfigurige Porträtstatuen der „berühmtesten, immerwährenden Nacheiferung würdiger Kriegsfürsten und Feldherren Österreichs“, wie es in der kaiserlichen Entschließung vom 28. Februar 1863 heißt, aufgestellt. Die Statuen sind in Carraramarmor ausgeführt und mit 186 cm alle einheitlich hoch. Namen und Lebensdaten der Dargestellten sind oberhalb der Figuren auf Tafeln angebracht, auf den Sockeln sind die 32 verschiedenen Namen der ausführenden Künstler, der Zeitpunkt der Aufstellung und der Mäzen genannt, der die Herstellung der jeweiligen Skulptur finanziert hatte. Die Kosten für die Hälfte der Statuen trug Kaiser Franz Joseph, der Rest wurde von privaten Gönnern gestiftet, oftmals handelte es sich dabei um Nachkommen des jeweils porträtierten Feldherren.
Liste der Personen, die durch Marmorstatuen in der Feldherrenhalle symbolisiert werden
| - Markgraf Leopold I. (um 940–994) - Herzog Heinrich II. (1107–1177) - Herzog Leopold V. (1157–1194) - Herzog Friedrich II. (1211–1246) - König Rudolf I. (1218–1291) - König Albrecht I. (1255–1308) - Herzog Leopold I. (1290–1326) - Johann Hunyadi (1387–1456) - Andreas Baumkircher (1420–1471) - Johann Giskra von Brandeis (um 1400–1469/70) - Kaiser Maximilian I. (1459–1519) - Niklas Graf Salm (1459–1530) - Georg von Frundsberg (1473–1528) - Wilhelm von Rogendorf (1481–1541) - Kaiser Karl V. (1500–1558) - Niklas Graf Zriny (1508–1566) - Herbard VIII. von Auersperg (1528–1575) - Lazarus von Schwendi (1522–1583) - Adolf von Schwarzenberg (1551–1600) | - Johann ’t Serclaes Graf von Tilly (1559–1632) - Heinrich Duval, Graf von Dampierre (1580–1620) - Charles Bonaventure de Longueval, Comte de Bucquoy (1571–1621) - Albrecht Wenzel Eusebius von Wallenstein (1583–1634) - Matthias Graf von Gallas (1588–1647) - Johann Graf von Aldringen (1588–1634) - Gottfried Heinrich Graf zu Pappenheim (1594–1632) - Johann Graf von Sporck (1600–1679) - Johann Graf von Werth (1591–1652) - Kaiser Ferdinand III. (1608–1657) - Raimondo Graf Montecuccoli (1609–1680) - Erzherzog Leopold Wilhelm (1614–1662) - Friedrich Graf Veterani (1650–1695) - Graf Ernst Rüdiger von Starhemberg (1638–1701) - Herzog Karl V. von Lothringen (1643–1690) - Markgraf Ludwig Wilhelm von Baden-Baden (1655–1707) | - Graf Guido von Starhemberg (1657–1737) - Prinz Eugen von Savoyen (1663–1736) - Johann Graf Pálffy von Erdöd (1664–1751) - Otto Ferdinand Graf von Abensperg und Traun (1677–1748) - Ludwig Andreas Graf von Khevenhüller (1683–1744) - Josef Wenzel Fürst Liechtenstein (1696–1772) - Maximilian Ulysses Reichsgraf Browne (1705–1757) - Leopold Joseph Graf von Daun (1705–1766) - Franz Leopold von Nádasdy (1708–1783) - Dagobert Sigmund Graf von Wurmser (1724–1797) - Gideon Ernst Freiherr von Laudon (1717–1790) - Franz Moritz Graf von Lacy (1725–1801) - Karl Graf Clerfayt (1733–1798) | - Paul Freiherr Kray von Krajowa (1735–1804) - Prinz Friedrich Josias von Sachsen-Coburg-Saalfeld (1737–1815) - Hieronymus von Colloredo-Mansfeld (1775–1822) - Johann Joseph Fürst von Liechtenstein (1760–1836) - Andreas Hofer (1767–1810) - Vinzenz Ferrerius Friedrich Freiherr von Bianchi (1768–1855) - Erzherzog Karl von Österreich-Teschen (1771–1847) - Karl Philipp Fürst zu Schwarzenberg (1771–1820) - Josef Wenzel Graf Radetzky von Radetz (1766–1858) - Julius Freiherr von Haynau (1786–1853) - Alfred Fürst zu Windisch-Grätz (1787–1862) - Joseph Graf Jelačić von Bužim (1801–1859) |

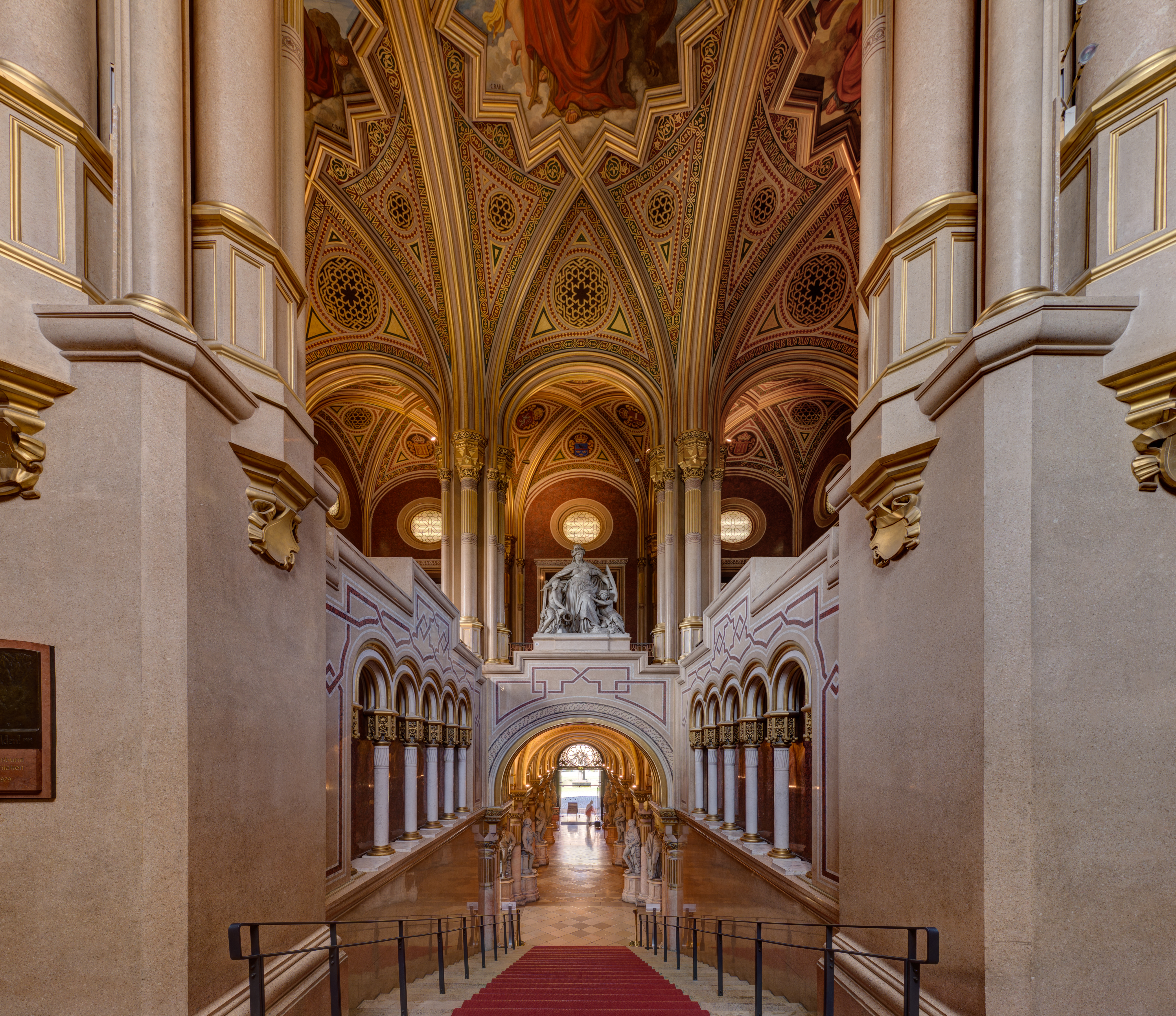
Stiegenhaus mit der „Austria“ von Johannes Benk

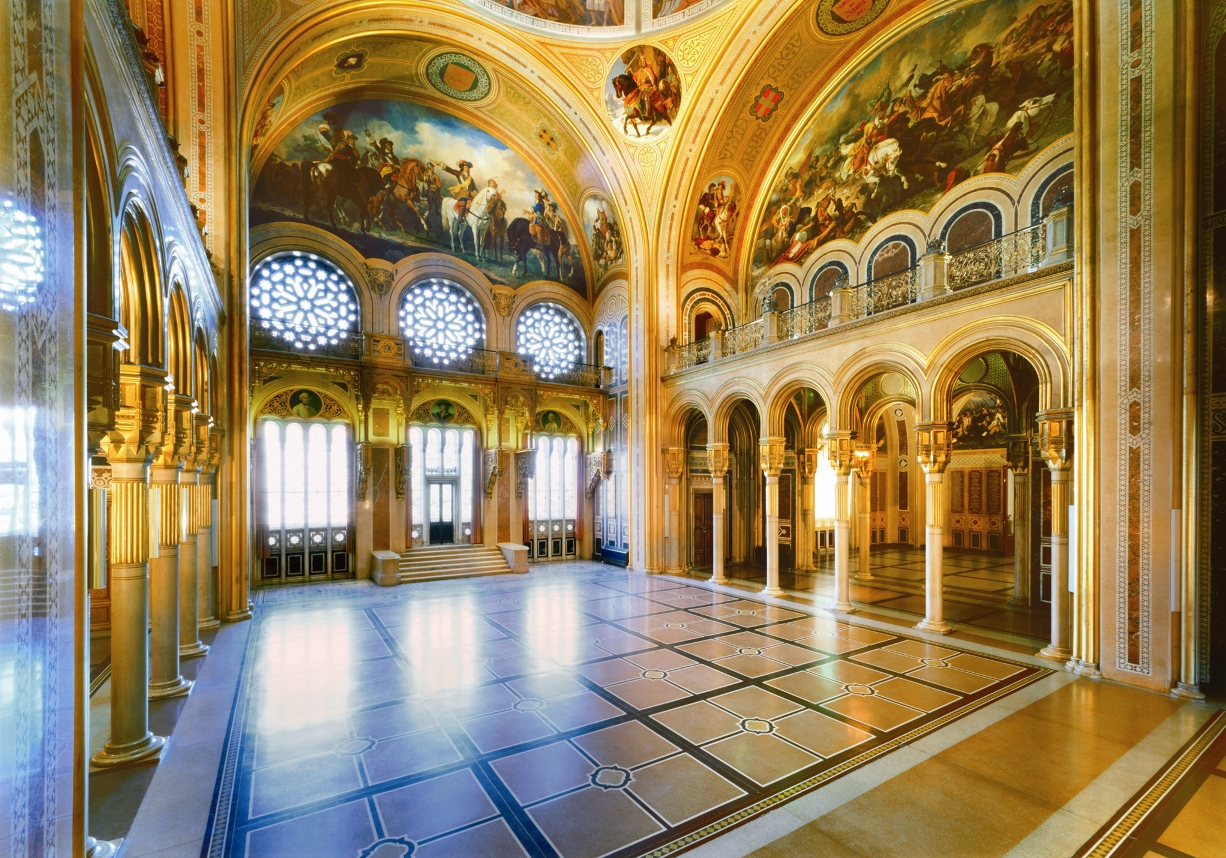
Ruhmeshalle

#### Stiegenhaus
Im Halbstock sind weitere 4 Standbilder von Feldherren aufgestellt, im Gegensatz zu den Figuren in der eigentlichen Feldherrenhalle sind diese in Wandnischen stark überhöht angebracht. Es handelt sich um Akteure des Revolutionsjahres 1848, die im Auftrag des Hauses Habsburg die revolutionären Bestrebungen in allen Teilen der Monarchie niederschlugen: Julius von Haynau, Josef Wenzel Radetzky, Alfred I. zu Windisch-Graetz und Joseph Jelačić von Bužim. Die bildliche Ausgestaltung des Stiegenhauses wurde Carl Rahl übertragen, der sie gemeinsam mit seinen Schülern Christian Griepenkerl und Eduard Bitterlich im Jahre 1864 ausführte. Im Zentrum der mit Gold ornamentierten Decke befinden sich Fresken mit allegorischen Darstellungen von Macht und Einigkeit (Mitte), Ruhm und Ehre (rechts) und Klugheit und Mut (links). Bekrönt wird das Stiegenhaus durch die allegorische Marmorskulpturengruppe „Austria“ von Johannes Benk, die dieser 1869 ausführte.

#### Ruhmeshalle
Die in der ersten Etage befindliche Ruhmeshalle ist mit Fresken von Karl von Blaas verziert. Sie entstanden in den Jahren von 1858 bis 1872 und zeigen die wichtigsten militärischen Ereignisse aus der Geschichte Österreichs seit den Babenbergern. In den vier großen Wandbögen sind die Schlacht bei Nördlingen (1634), der Kriegsrat in der Schlacht bei St. Gotthard (1664), die Schlacht bei Zenta (1697) und der Entsatz von Turin (1706) dargestellt; im linken Nebensaal die Ereignisse aus der Regierungszeit Maria Theresias und Josephs II. bis zur Einnahme Belgrads 1789; im rechten Nebensaal die Napoleonischen Kriege von der Schlacht bei Würzburg 1796 über den Tiroler Volksaufstand von 1809 bis zu den Waffenstillstandsverhandlungen von Feldmarschall Radetzky mit König Vittorio Emanuele II. von Sardinien nach der Schlacht bei Novara 1849.
Die Ruhmeshalle ist zugleich eine Gedenkstätte: An ihren Wänden und in den Nebensälen sind Marmortafeln angebracht, auf denen die Namen von über 500 Offizieren (vom Oberst bis zum General der kaiserlichen Armee, in weiterer Folge der k.u.k. Armee, vom Beginn des Dreißigjährigen Krieges 1618 bis zum Ende des Ersten Weltkrieges 1918) mit Ort und Jahr ihres Todes vermerkt sind.

## Geschichte

### Monarchie

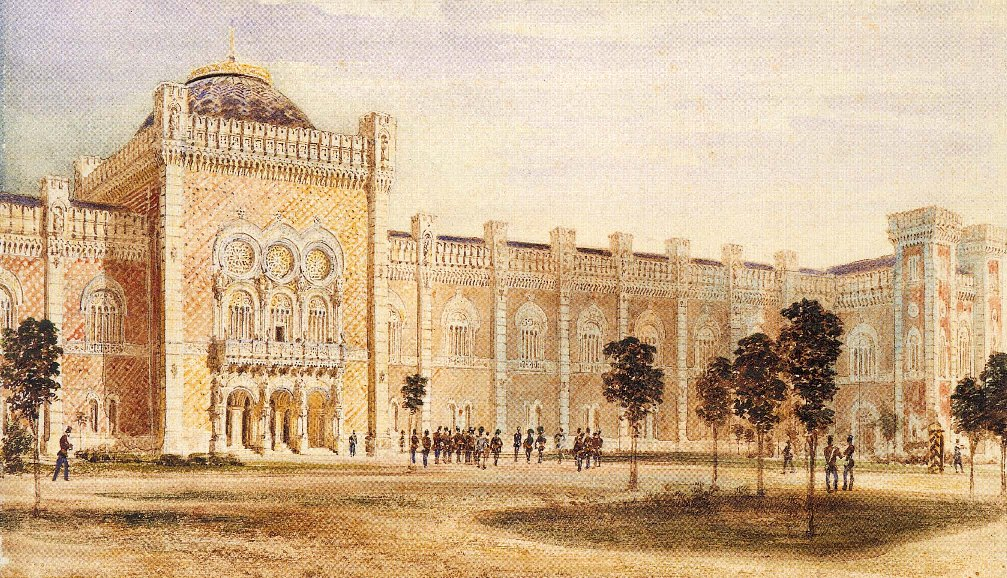
Rudolf von Alt: Ansicht des k.k. Hofwaffenmuseums. Aquarell, 1857

Das Museumsgebäude wurde zwar 1856 fertiggestellt, jedoch dauerte die innere Ausgestaltung bis zum Jahr 1872. Die Sammlung ergänzte sich aus der ehemaligen Hof-Waffensammlung des kaiserlichen Zeughauses, der kaiserlichen Privatsammlung im Schloss Laxenburg sowie der Wiener Schatzkammer. Die Sammlung war zunächst eine reine Waffen- und Trophäensammlung, deren Schwerpunkt die Harnische und Waffen der kaiserlichen Leibrüstkammer darstellten. Nach Ordnung und repräsentativer Aufstellung im neuen Gebäude wurde diese Sammlung im Jahre 1869 als k.k. Hofwaffenmuseum dem öffentlichen Besuch freigegeben. Es war dies die erste Museumseröffnung in Wien.
Der 1871 begonnene Bau des 1891 eröffneten Kunsthistorischen Museums an der Wiener Ringstraße ließ Anfang der 1880er-Jahre erwarten, dass wesentliche Teile der bisher im Museum vertretenen Sammlungen dorthin verlagert werden könnten. Ausrichtung und Zukunft des k.k. Hofwaffenmuseums wurden durch diese Überlegungen sehr unsicher.

Büste (von Johannes Benk) mit Widmung des Bauherren im Stiegenhaus: „Kaiser Franz Joseph I. seinem treuen Heere MDCCCLXIII“

1885 wurde daher ein Kuratorium unter dem Vorsitz des Kronprinzen Rudolf gebildet, dem die neue Ausgestaltung des fortan so genannten k.k. Heeresmuseums oblag. Schwerpunkt der nunmehrigen Sammlung bzw. Ausstellung sollten die Taten der kaiserlichen Armee sein. Der Kronprinz hob bei der Gründungsversammlung des Komitees am 22. Februar 1885 den Zweck des Museums hervor: Er betonte die Wichtigkeit desselben, indem es beitragen wird, den Nimbus und die Ehre der Armee zu verherrlichen, in welcher der echte alte kaiserliche Geist fortlebt, welche allezeit den Reichsstandpunkt hochgehalten hat und das Symbol der Zusammengehörigkeit aller Länder bildet. Aus diesem Grunde hoffte er, dass das Museum mit der möglichsten Großartigkeit ins Leben treten möge.
Das Kuratorium bestand aus:
- Kronprinz Rudolf von Österreich, Protektor und Vorsitzender
- Erzherzog Wilhelm von Österreich, stellvertretender Protektor und Vorsitzender
- Quirin Ritter von Leitner, damaliger Vorstand des Hofwaffenmuseums
- Alfred Ritter von Arneth, Präsident der kaiserlichen Akademie der Wissenschaften
- Johann Nepomuk Graf Wilczek, Mäzen und Sammler sowie wichtigster Förderer der Payer-Weyprecht-Expedition.

Gesamtansicht des Arsenals mit dem k.k. Hofwaffenmuseum, um 1860

Neben Ansuchen an diverse Militärinstitutionen trat das Komitee auch an Privatpersonen heran, um historische Objekte für das neue Museum zu erhalten. Als Prinzip galt: Die Sammlungen sollten in Siegestrophäen und sonstig historisch interessante Gegenstände ausschließlich österreichischer Provenienz, welche für die richtige Erkenntniß der Vergangenheit der k.k. Armee in allen seinen Factoren Bedeutung haben, eingeteilt werden. Nur Originale durften ausgestellt werden, Projekte und Modelle nur unter besonderen Umständen. Durch die Arbeit des Kuratoriums und großzügige Unterstützung des Kaisers, seiner Familie, des Adels und des Bürgertums sowie des Reichskriegsministeriums war eine Fülle von Schätzen zusammengetragen worden, die sich der heutige Mensch kaum mehr vorstellen kann. Am 25. Mai 1891 schließlich wurde das neue k.u.k. Heeresmuseum im Arsenal feierlich von Kaiser und König Franz Joseph I. eröffnet und seiner Bestimmung übergeben.
Mit dem Ausbruch des Ersten Weltkrieges im Jahre 1914 sollte das Museum für den allgemeinen Besuch geschlossen werden. Die Gründe hierfür lagen vor allem in dem Umstand, dass von den verschiedenen Kriegsschauplätzen so viel Material zugewiesen wurde, dass ordnungsgemäße Aufstellung unmöglich wurde.

### 1. Republik
Das Kriegsende von 1918 bedeutete auch für das Museum zunächst das vermeintliche Ende. Es lag die Absicht vor, die Bestände zur Verbesserung der wirtschaftlichen Notsituation zu verkaufen, was jedoch abgewendet werden konnte.
Im September 1921 wurde das Haus als Österreichisches Heeresmuseum wieder eröffnet. Nun sollte die Dokumentation der jüngsten militärischen Ereignisse, vor allem des Ersten Weltkrieges, im Vordergrund stehen. Mit der Eröffnung einer Kriegsbildergalerie wurde 1923 zum ersten Mal auch der Bildenden Kunst ein größerer Bereich gewidmet. Es waren nun nicht mehr ausschließlich Armeeführer und Schlachten, die im Vordergrund standen, sondern es war vor allem der militärische Alltag im Krieg.

### Zeit des Nationalsozialismus

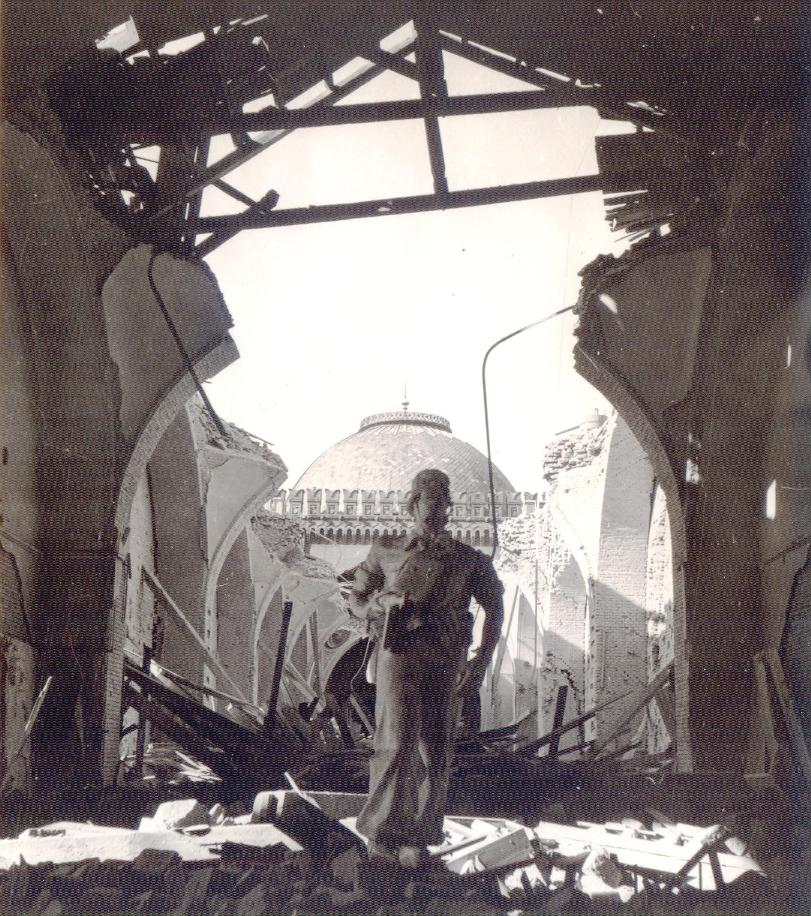
Bei den Luftangriffen von 1944 zerstörter Nordflügel, innen

Während der Zeit des Nationalsozialismus war das Museum der Wehrmachtsdienststelle Chef der Heeresmuseen (General der Infanterie Friedrich Roese, Konteradmiral a. D. Hermann Lorey) in Berlin unterstellt. Der Leiter des österreichischen Heeresmuseum Alfred Mell war, obgleich kein NSDAP-Mitglied, ein enthusiastischer Verfechter des „Anschlusses“ Österreichs und amtierte nun als General-Kustos.
Geraubte Objekte aus dem Besitz verfolgter Juden wurden für Ausstellungen und Sammlungen zusammengetragen. Im Vorfeld des Überfalls auf Polen wurde das Heeresmuseum neben dem Berliner Zeughaus und den Armeemuseen in Dresden und München auch in die zentralisierte Verteilung zukünftiger Beutekunst einbezogen. 1943 intervenierte Mell bei der für sein Museum ungünstig ausgefallenen „Führerzuteilung“ von Raubkunst für österreichische Museen und erreichte die Zuteilung von acht der gewünschten 46 Objekte.
Neben der Erweiterung der Sammlung auch durch die spezifisch nationalsozialistischen Methoden gestaltete das Museum im Laufe des Krieges im Dienst der NS-Propaganda eine Reihe von Sonderausstellungen und „Beuteschauen“.
Mit dem Einsetzen der alliierten Luftangriffe auf Wien ab Herbst 1943 wurden, wie bei allen Wiener Museen, die wertvollsten Bestände ausgelagert. Diese Maßnahmen erwiesen sich als richtig: Am 10. September und 11. Dezember 1944 sowie am 15. Jänner 1945 wurden das Arsenal und der benachbarte Südbahnhof von alliierten Bomberverbänden derart stark in Mitleidenschaft gezogen, dass nicht nur das Museumsgebäude, sondern auch zahlreiche Depots von Bomben getroffen und stark beschädigt bzw. zerstört wurden. Gegen Ende des Krieges, vor allem 1945 im Verlauf der sogenannten Schlacht um Wien, wurde das Arsenalgelände ebenso schwer in Mitleidenschaft gezogen.

### 2. Republik
Während der Besatzungszeit wurden viele der ausgelagerten Sammlungsobjekte, die die Kriegswirren überstanden hatten, von den Alliierten requiriert. Vieles fiel aber auch Diebstahl und Plünderungen durch Soldaten der Roten Armee und durch die Zivilbevölkerung zum Opfer. Letztendlich drohte dem Museum die völlige Auflösung, zumal die Verluste durch Kampffolgen und Plünderungen auf ca. 40 Prozent der gesamten Sammlung geschätzt wurden.
Trotz dieser Schwierigkeiten begann man unter der Leitung von Alfred Mell bereits 1946 mit dem Wiederaufbau des Museums, das auf Mells Vorschlag hin nunmehr endgültig in Heeresgeschichtliches Museum umbenannt wurde. Besondere Unterstützung erhielt die damalige Leitung von der Österreichischen Galerie Belvedere und dem Kunsthistorischen Museum. Die vom Technischen Museum zur Verfügung gestellte Sammlung von Schiffsmodellen bildet bis heute das Herzstück des Marinesaales.
Unter der Leitung von Rudolf Pühringer wurde das Gebäude am 24. Juni 1955 vom Bundesminister für Unterricht, Heinrich Drimmel, feierlich wiedereröffnet.
In der Nachkriegszeit waren die Säle des Museums eher als Trophäenschau („Kult- und Weihestätte“) gestaltet. Es überwog eine nostalgisch verklärte Darstellung von „Kakanien“, Traditionsbewusstsein und die „Würdigung österreichischen Soldatentums“. Das Museum versuchte laut dem Militärhistoriker Michael Hochedlinger „ohne durchschlagenden Erfolg, durch eine objektzentrierte Ästhetisierung die anachronistische Aura eines unkritischen k. u.k. Ruhmestempels abzustreifen“.
1957 machte ÖVP-Verteidigungsminister Ferdinand Graf den »überzeugten Nationalsozialisten« Heinz Zatschek zum Direktor des Museums, und sein Nachfolger Johann Christoph Allmayer-Beck ab 1965 war ein ehemaliger Wehrmachtsoffizier.
Unter seiner Leitung in den Jahren von 1965 bis 1983 wurde der Ausstellungsbereich großzügiger Erneuerung unterzogen. So wurden die Säle der Epochen des 16. und 17. Jahrhunderts sowie der Zeit von 1866 bis 1914 umgebaut und neu präsentiert. Ziel war dabei über die schlichte Zurschaustellung der Objekte hinaus die wissenschaftlich solide Erarbeitung des Themas, dabei aber auch das „Durchkomponieren“ der Säle als „Gesamtkunstwerk“, wie es dem Niveau des Hauses als einem der weltweit bedeutendsten Museen dieser Art entsprach. Allmayer-Beck sah das Museum nicht primär als Ort der Traditionspflege: „Die Tradition muß draußen gepflegt werden – drinnen muss die Geschichte des österreichischen bzw. kaiserlichen Heeres sichtbar gemacht werden – einschließlich der oft vernachlässigten Elemente von Kultur und Sozialem.“
Im September 1998 wurde unter der Leitung von Manfried Rauchensteiner der Saal Republik und Diktatur eröffnet, in dem Objekte aus der Zeit von 1918 bis 1945 gezeigt werden. Dabei wurden erstmals die Zwischenkriegszeit und die NS-Zeit museal rezipiert. Die Art der Aufarbeitung wurde als mangelhaft kritisiert.
Der Leitspruch des Museums lautet seit 2006 „Kriege gehören ins Museum“. Am 9. Dezember 2008 wurde das Heeresgeschichtliche Museum mit dem Österreichischen Museumsgütesiegel ausgezeichnet, das 2013 verlängert wurde.
Nach rund zweijähriger Bauzeit unter der Leitung von Direktor Christian Ortner konnte am 28. Juni 2014 – pünktlich zum 100. Jahrestag des Attentats von Sarajevo – die Saalgruppe zum Ersten Weltkrieg in modernisierter und neu gestalteter Form eröffnet werden. Am 25. Mai 2016 feierte das Heeresgeschichtliche Museum mit einer Sonderausstellung und einem neuen Museumskatalog sein 125-jähriges Bestehen. Darin wird festgestellt, „dass in den 125 Jahren seit der Gründung des Museums sich nicht nur die Zahl der Objekte in den Sammlungen des Heeresgeschichtlichen Museums von 8.000 auf etwa 1,2 Millionen und jene der Besucher von 5.307 auf rund 220.000 pro Jahr erhöht hatten, sondern auch die Ausrichtung des Museums eine wesentlich andere geworden war, ohne dabei jedoch den Charakter als militärhistorisches Museum zu verlieren.“

### Leitung

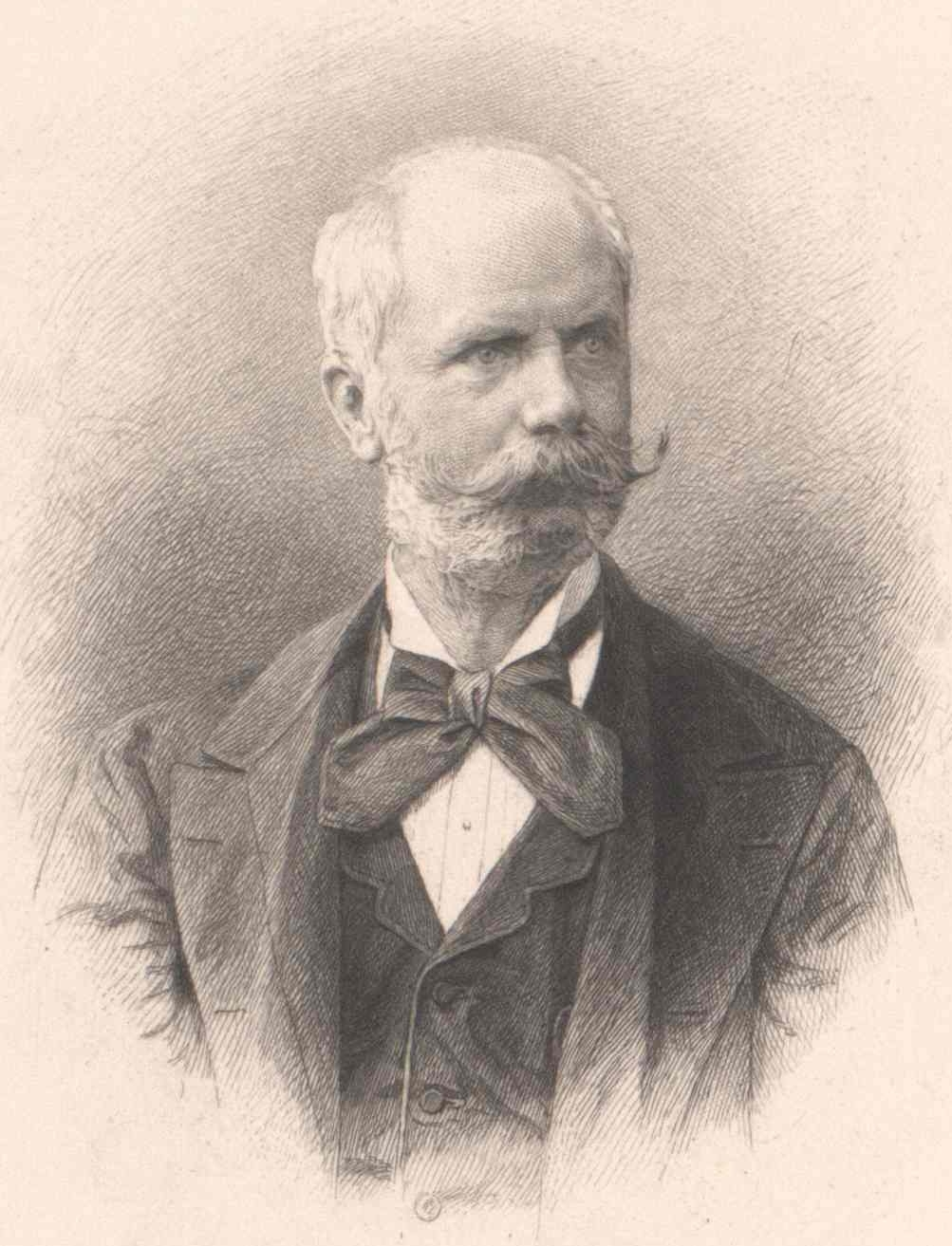
Quirin von Leitner, erster „Vorstand“ des Museums

Die Leitung des Museums oblag seit der Gründung den folgenden Personen:
- 1869–1885: Quirin Ritter von Leitner (1834–1893) als „Vorstand“ des k.k. Hofwaffenmuseums
- 1885–1889: Kommission des k.k. Heeresmuseum unter dem Vorsitz des Kronprinzen Rudolf (1858–1889)
- 1889–1909: Kommission des k.u.k. Heeresmuseum unter dem Vorsitz von Erzherzog Friedrich (1856–1936)
- 1909–1918: Wilhelm John (1877–1934) (ab 1909 offizielle Bezeichnung „Direktor“), k.u.k. Heeresmuseum
- 1918–1934: Wilhelm John (1877–1934), Österreichisches Heeresmuseum
- 1934–1938: Alfred Mell (1880–1962), Österreichisches Heeresmuseum
- 1938–1945: Alfred Mell (1880–1962), Heeresmuseum Wien (dem Chef der Heeresmuseen in Berlin unterstellt)
- 1945–1949: Alfred Mell (1880–1962), von nun an Heeresgeschichtliches Museum
- 1950: Géza Kövess (1896–1977), mit „der Leitung betraut“
- 1950–1956: Rudolf Pühringer (1891–1969)
- 1957–1965: Heinz Zatschek (1901–1965)
- 1965–1983: Johann Christoph Allmayer-Beck (1918–2017)
- 1983–1992: Franz Kaindl (1931–2021)
- 1992–2005: Manfried Rauchensteiner (* 1942)
- 2005–2022: Christian Ortner (* 1969)[26] Die Ausschreibung für die Leitung erfolgte im Juni 2022.[27]
- ab 2023: Georg Hoffmann[28][29]

## Ausstellung
Die Sammlungen des Heeresgeschichtlichen Museums zählen zu den ältesten staatlichen Sammlungen auf Wiener Boden. Sie gehen auf jene Bestände zurück, die im alten Zeughaus der kaiserlichen Armee in der Inneren Stadt seit dem 17. Jahrhundert zusammengetragen wurden und dort bereits im 18. Jahrhundert eine vielbeachtete Sehenswürdigkeit bildeten.
Das Museum präsentiert die Geschichte der Habsburgermonarchie sowie das Schicksal Österreichs vom Ende des 16. Jahrhunderts bis 1945, diverse Sonderausstellungen widmen sich verschiedener weiterer (unter anderem auch zeitgeschichtlicher) Themen. Exponate in der Panzersammlung, wie etwa der Jagdpanzer Kürassier oder die Panzerhaubitze M109 verweisen bis in die Gegenwart. Die Ausstellungsstücke sind nicht nur Waffen und Kriegsgerät wie die mittelalterliche Riesenbombarde Pumhart von Steyr, sondern auch Exponate, die den Weg in den Krieg verdeutlichen, wie zum Beispiel das Automobil, in dem der Thronfolger Österreich-Ungarns, Erzherzog Franz Ferdinand und seine Gemahlin Sophie Chotek, Herzogin von Hohenberg am 28. Juni 1914 ermordet wurden.

### Saal I – Vom Dreißigjährigen Krieg bis Prinz Eugen (16. Jh.–1700)
Der erste Saal des Museums ist der Geschichte Europas im 16. und 17. Jahrhundert gewidmet. Das Heilige Römische Reich Deutscher Nation, dessen Reichshaupt- und Residenzstadt Wien mit der Krönung Kaiser Ferdinands I. 1558 wurde, war während dieser Zeit oftmals Kriegsschauplatz und immer wieder in militärische Konflikte um Macht, Konfessionen, Land und Leute verwickelt. Die Sammlungen des Heeresgeschichtlichen Museums beginnen zu einem Zeitpunkt, an dem sich ein Wandel in der Militärgeschichte vollzieht, der Wandel vom Volksaufgebot zum sogenannten Stehenden Heer. Die kaiserlichen Heere, die bis zum Dreißigjährigen Krieg uneinheitlich ausgerüstet und jeweils nur für Feldzugdauer angeworben worden waren, wurden nunmehr in ein dauernd besoldetes, „stehendes“ Heer übergeführt. Finanziert wurden diese Heere zum überwiegenden Teil von Feldherren wie Albrecht von Wallenstein. Die technische Entwicklung der Feuerwaffe ist von der Hakenbüchse des 16. Jahrhunderts an zur Luntenschloss-, Radschloss- und Steinschloss-Muskete verfolgbar. Zahlreiche Harnische, Hieb-, Stich- und Stoßwaffen runden den Bereich des Dreißigjährigen Krieges ab. Ein besonderes Exponat ist das eigenhändige Handschreiben Wallensteins an seinen Feldmarschall Gottfried Heinrich zu Pappenheim vom 15. November 1632, das am Vorabend der Schlacht bei Lützen geschrieben wurde. Pappenheim sollte tags darauf, das Schreiben bei sich tragend, in der Schlacht tödlich verwundet werden, wofür bis heute die großflächigen Blutspuren Zeugnis ablegen. Weiters ist ein Salvengeschütz aus dem Jahr 1678, die sogenannte Totenorgel, ausgestellt, welche vom kaiserlichen Stückgießer Daniel Kollmann konstruiert wurde und den Versuch darstellt, ein Geschütz für Schnellfeuer für die kaiserliche Armee herzustellen.

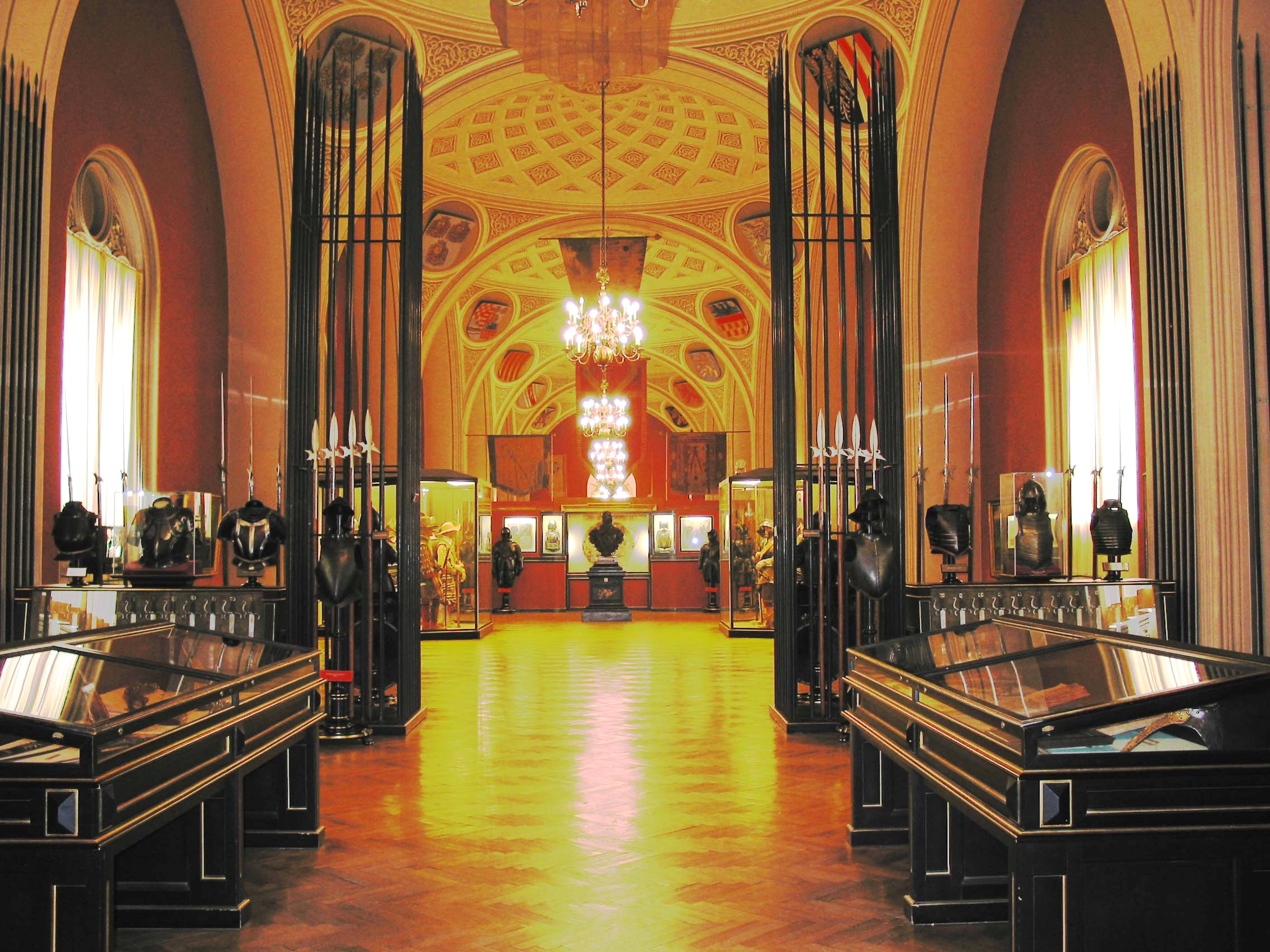
Einblick Saal I
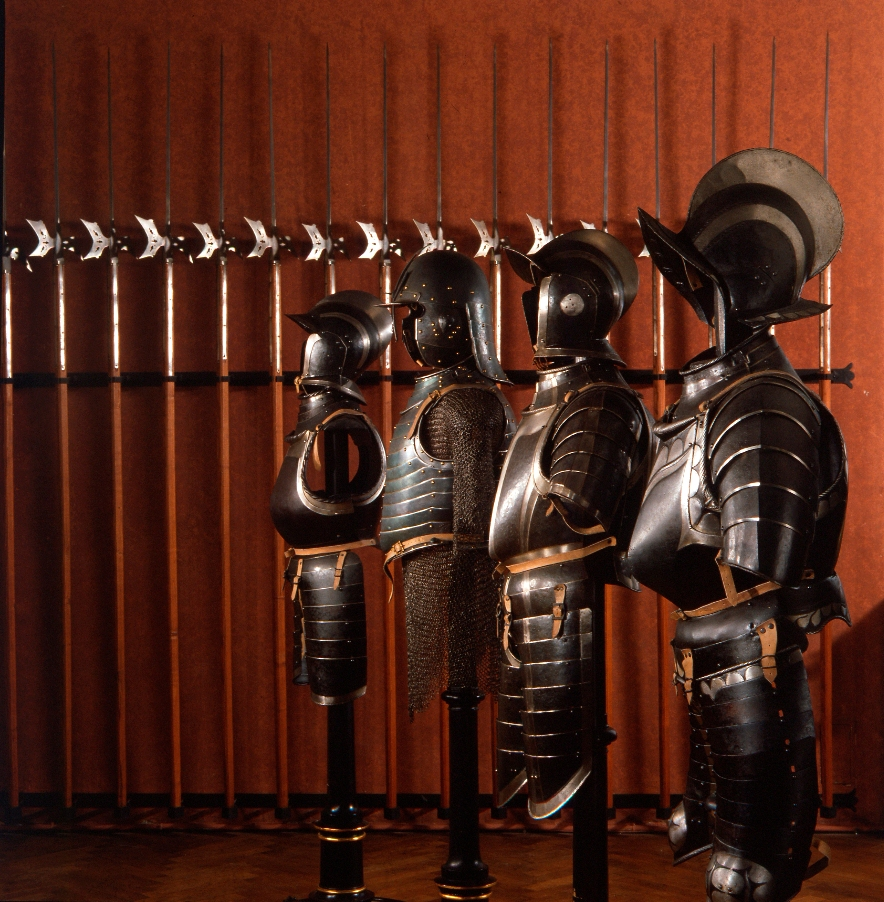
Harnische, um 1600
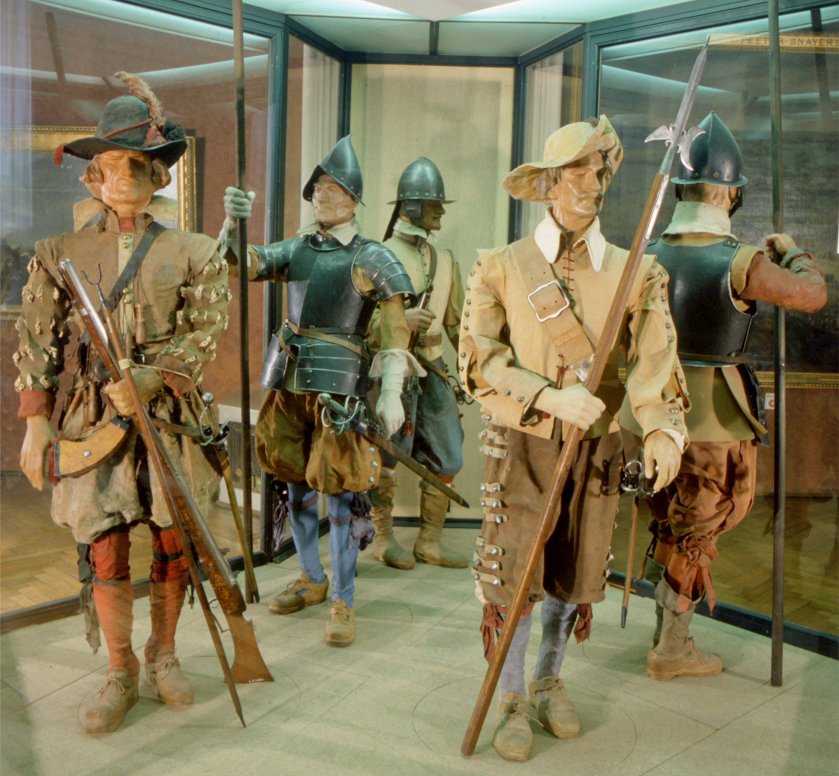
Musketiere und Pikeniere
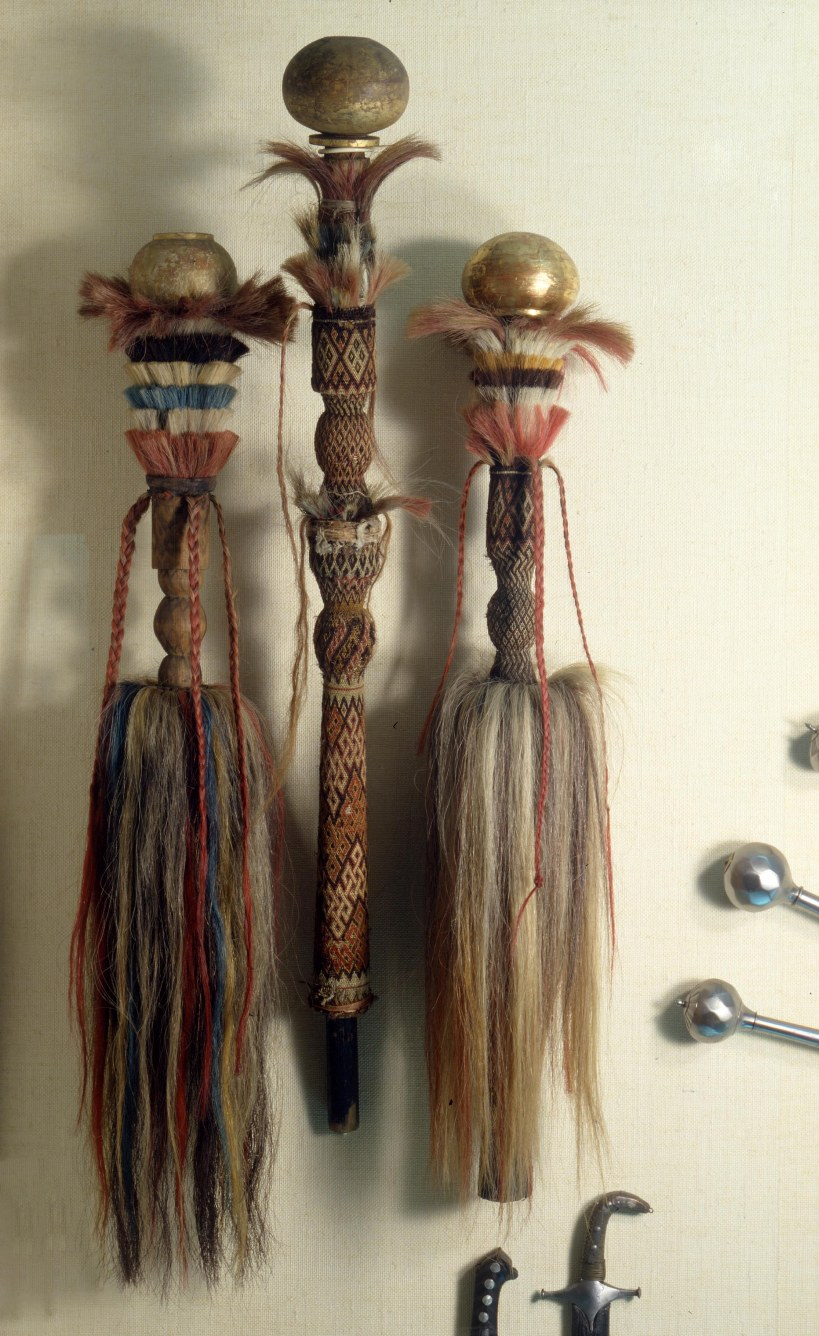
Türkische Rossschweife
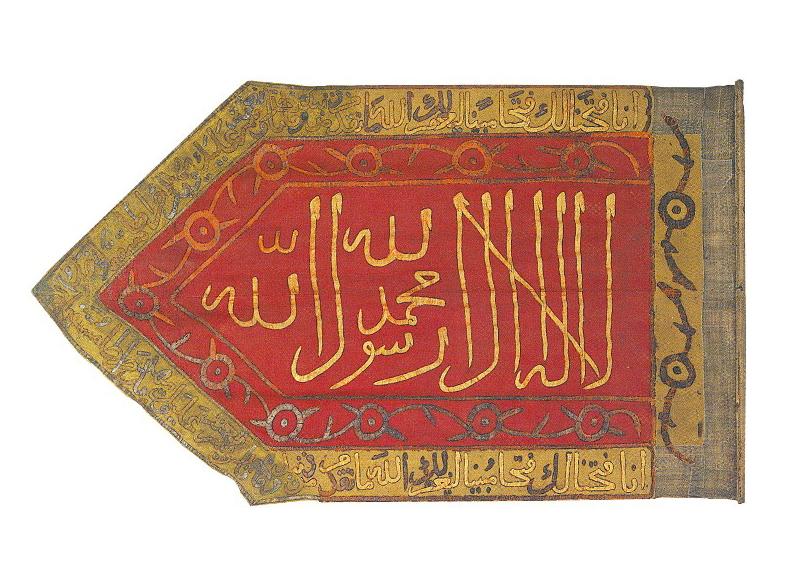
Türkische Standarte 1683

Breiten Raum nehmen die Türkenkriege ein, insbesondere die Zweite Wiener Türkenbelagerung 1683. Zahlreiche Objekte des Osmanischen Heeres sind ausgestellt, darunter die Reflexbögen der berüchtigten Sipahi. Besondere Stücke sind auch ein türkisches Kettenhemd aus dem Besitz des bei Mogersdorf siegreichen kaiserlichen Feldherren Raimondo Montecuccoli, eine silberne türkische Kalenderuhr, mehrere türkische Insignien – darunter Flaggen, Standarten und Rossschweife sowie das Siegel des türkischen Sultans Mustafa II., welches durch Prinz Eugen von Savoyen in der Schlacht bei Zenta 1697 erbeutet wurde. Das letzte Travee im Saal I ist ausschließlich diesem herausragenden Feldherren und wichtigen Mäzen gewidmet. Zu sehen sind zwei seiner persönlichen Kleidungsstücke, sein Kürass, Kommandostab und Degen sowie die nach seinem Tode 1736 aufbewahrte Trauerdekoration des Prinzen.

### Saal II – Spanischer Erbfolgekriegs- und Maria-Theresien-Saal (1701–1789)
Dem 18. Jahrhundert widmet sich der Saal II, der auch „Maria-Theresien-Saal“ genannt wird, wobei zu Beginn dieses Abschnittes immer noch die Person des Prinzen Eugen und seine Erfolge dominieren. Der „edle Ritter“ kämpfte und siegte nicht nur in den Türkenkriegen, sondern auch im Spanischen Erbfolgekrieg. Infolge des Großen Türkenkrieges, der mit den Siegen von Peterwardein (1716) und Belgrad (1717) seine Höhepunkte und mit dem Frieden von Passarowitz 1718 seinen Abschluss fand, erreichte die Habsburgermonarchie ihre größte territoriale Ausdehnung. Der habsburgische Einflussbereich erstreckte sich damit über Mittel- und Südosteuropa und wurde so zur Großmacht. Aus diesem Bereich stechen vor allem ein türkisches Staatszelt sowie der zehnpfündige Mörser von Belgrad hervor, der 1717 mit einem einzigen Schuss in ein türkisches Pulvermagazin einen ganzen Stadtteil Belgrads zerstörte.

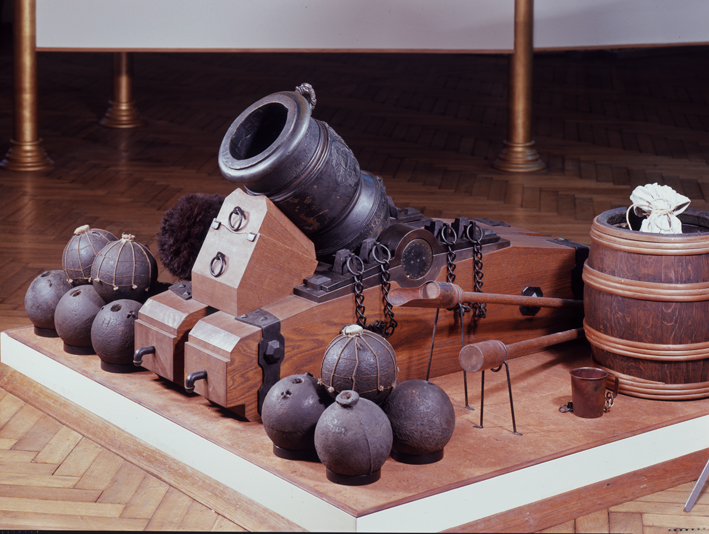
Mörser von Belgrad
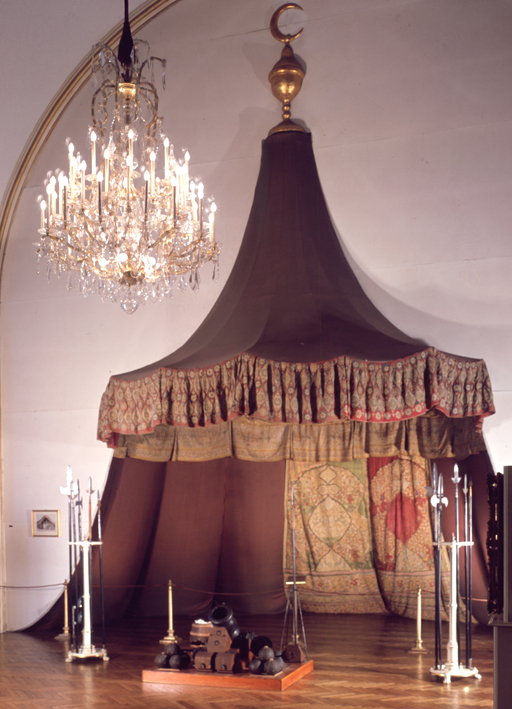
Türkisches Staatszelt
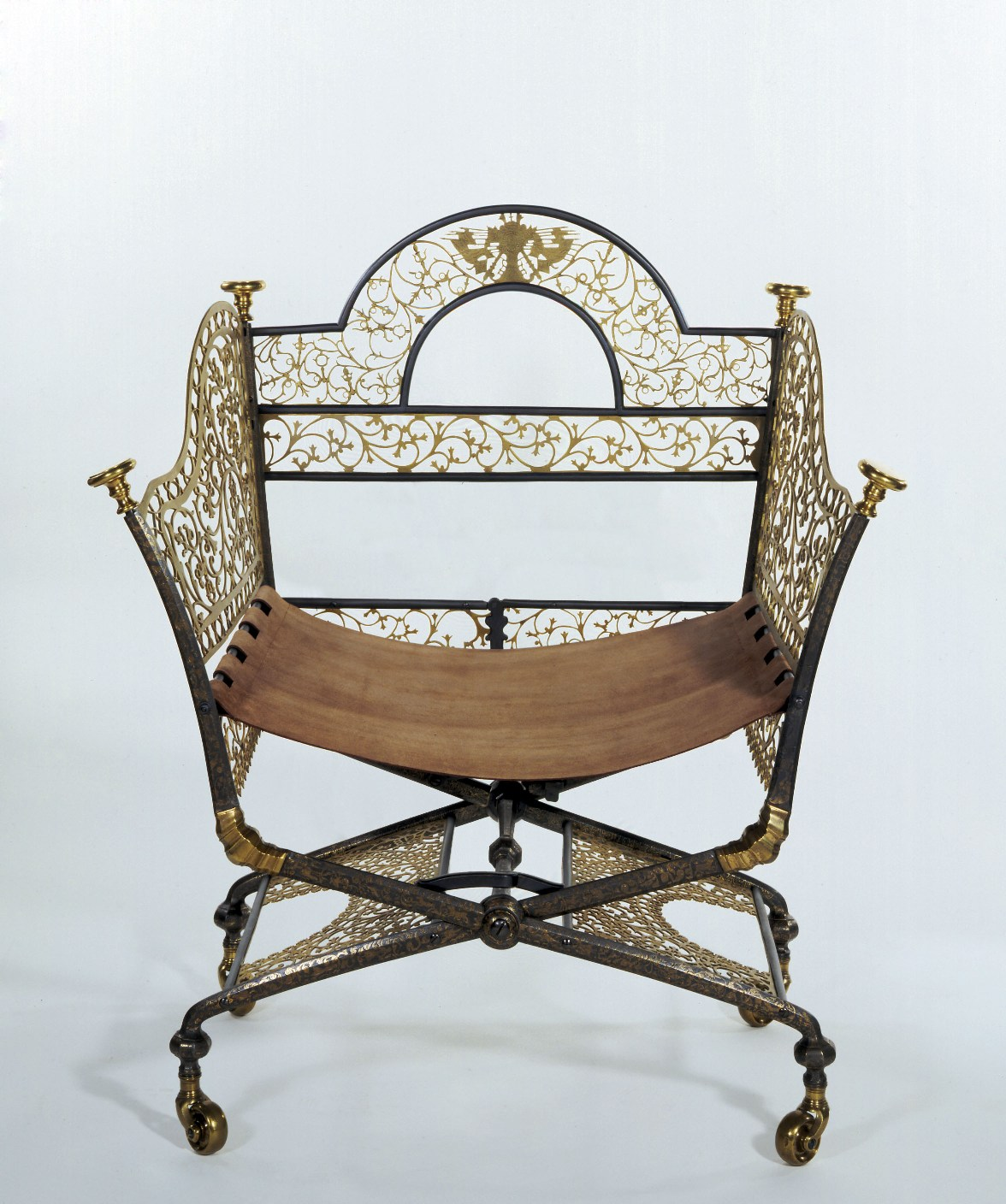
Stuhl der Zarin Elisabeth
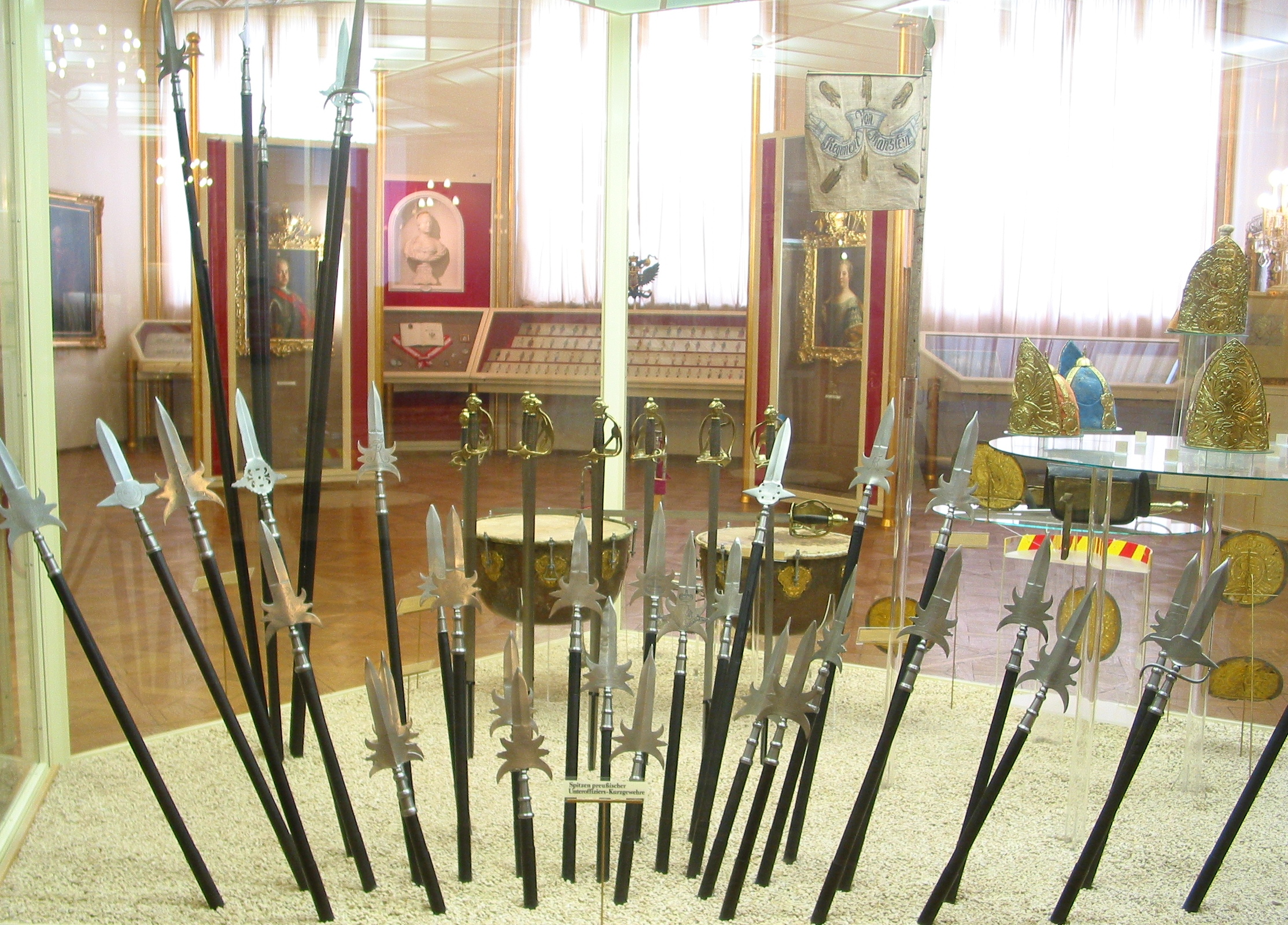
Preußische Armee
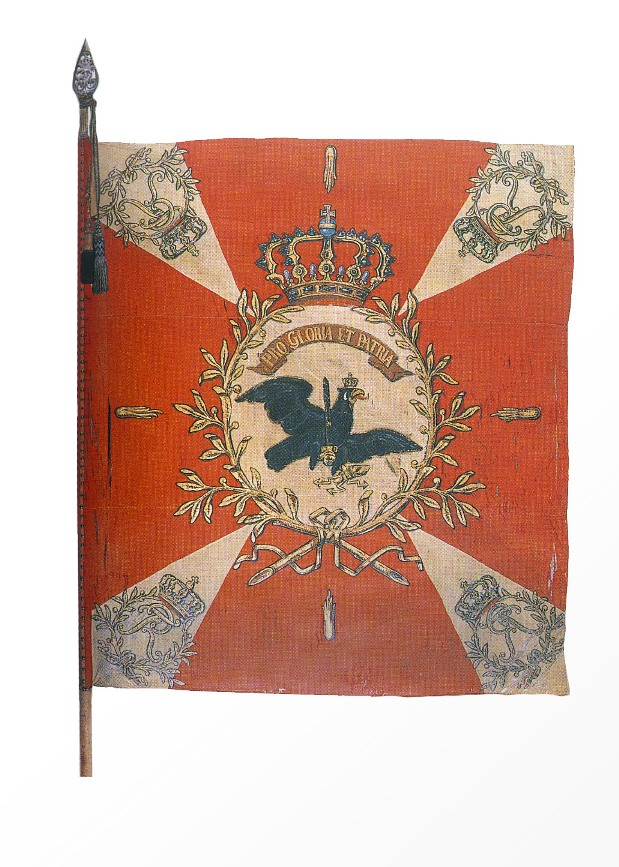
Preußische Fahne

Der Tod des Prinzen Eugen 1736 und jener des letzten männlichen Habsburgers, Kaiser Karl VI. 1740 bildete eine wesentliche Zäsur, auf welche die Herrschaft Maria Theresias folgte, wobei diese gleich zu Beginn mit einer breiten Front von Gegnern konfrontiert war. Im Österreichischen Erbfolgekrieg verteidigte sie nicht nur ihren Machtanspruch, sondern vor allem die geerbten Territorien gegen fast alle Nachbarstaaten. An der Spitze ihrer Gegnerschaft stand König Friedrich II. von Preußen. Obwohl von den zahlreichen Schlachten der sogenannten drei Schlesischen Kriegen einige von Österreich gewonnen wurden, reichte es dennoch nie zum Sieg in einer entscheidenden Schlacht. Zahlreiche Beutestücke wie Füsiliermützen, Pallasche, Fahnen und Uniformen dokumentieren die österreichische und die preußische Armee dieser Zeit. Die persönlichen Gegenstände des Feldmarschall Gideon Ernst Freiherr von Laudon sind in einer eigenen Vitrine ausgestellt, darunter auch der Maria-Theresia-Orden, die höchste militärische Auszeichnung Österreichs, die Laudon für seine Tapferkeit in der Schlacht bei Hochkirch 1758 verliehen wurde. Dokumentiert ist auch die Gründung der Theresianischen Militärakademie im Jahre 1751, die damit die bis heute noch immer am selben Ort bestehende älteste Militärakademie der Welt ist.

### Saal III – Saal der Revolutionen (1789–1848)
Den letzten Türkenkrieg der Habsburgermonarchie führte Kaiser Joseph II. im Verband mit den russischen Streitkräften der Zarin Katharina II. Auch dieser Konflikt endete mit der Einnahme Belgrads im Jahre 1789, wobei zur gleichen Zeit in Frankreich die Revolution ausbrach und den Niedergang der französischen Monarchie einleiten sollte. Der französische König sowie dessen Gemahlin Marie Antoinette verloren dabei Kopf und Thron. Gleichzeitig bedeutete dies jedoch den Aufstieg jenes Mannes, der bis 1815 die politische Landkarte Europas dramatisch verändern sollte: Napoleon Bonaparte. Der Saal der Revolutionen ist geprägt von den Schlachten bei Austerlitz, Würzburg, Aspern, Deutsch-Wagram und Leipzig sowie dem von Andreas Hofer angeführten Tiroler Volksaufstand von 1809. Besonders ragt dabei das älteste noch erhaltene militärische Luftfahrzeug hervor, der französische Kriegsballon „Intrépide“ (= „der Furchtlose“), der am 3. September 1796 in der Schlacht von Würzburg durch österreichische Truppen erbeutet wurde. Die großformatigen Gemälde Johann Peter Kraffts (Erzherzog Karl und sein Stab in der Schlacht bei Aspern und Siegesmeldung in der Völkerschlacht bei Leipzig) veranschaulichen das Geschehen dieser bewegten Zeit auf imposante Weise.

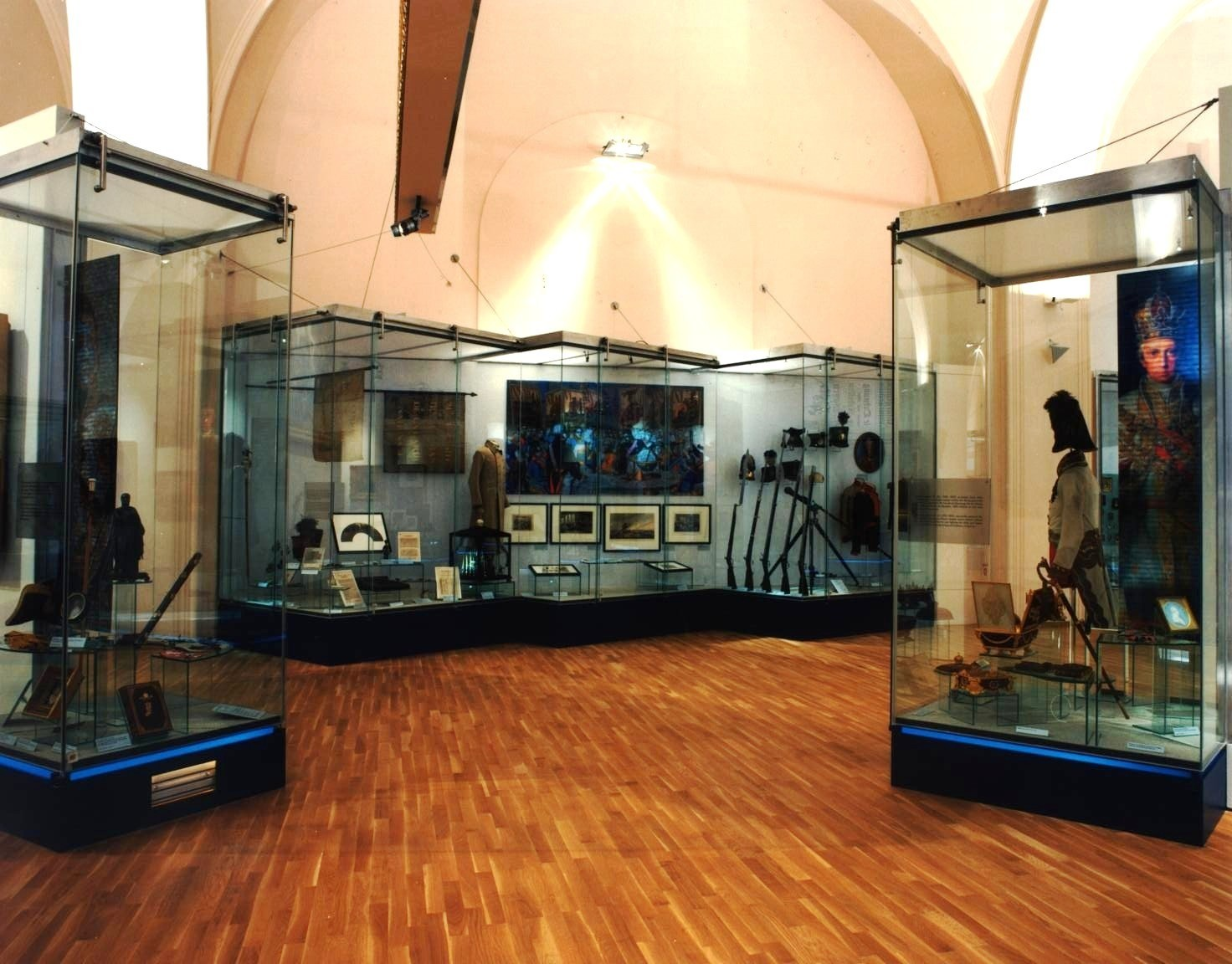
Einblick Saal III
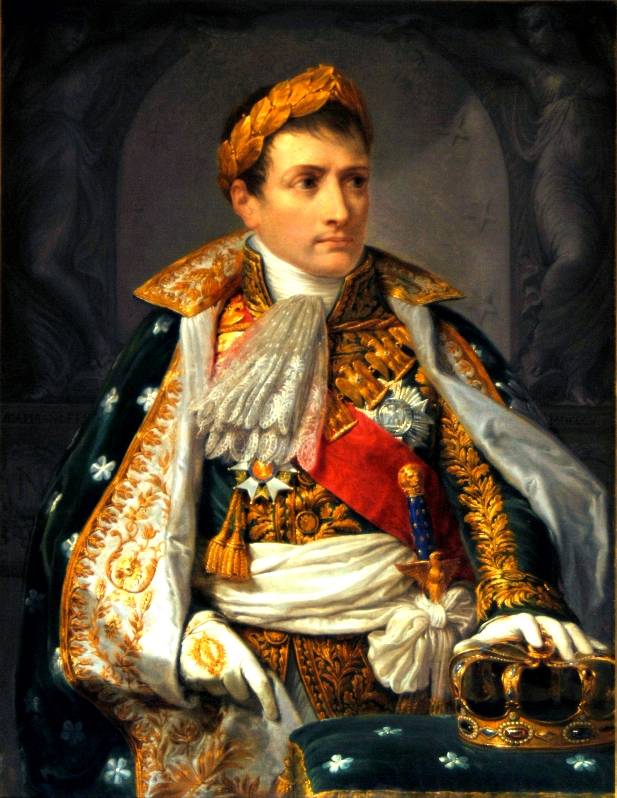
Porträt Napoleon von Andrea Appiani
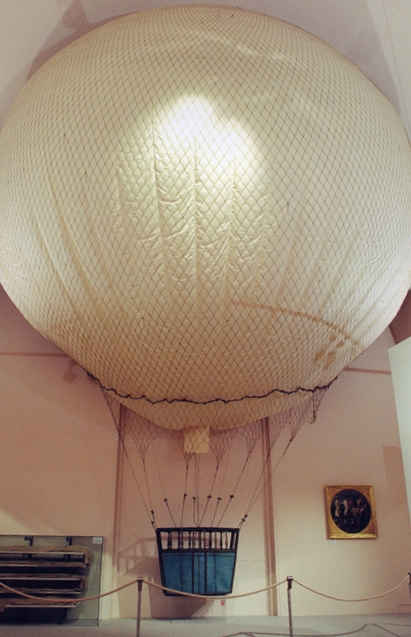
Kriegsballon 1796
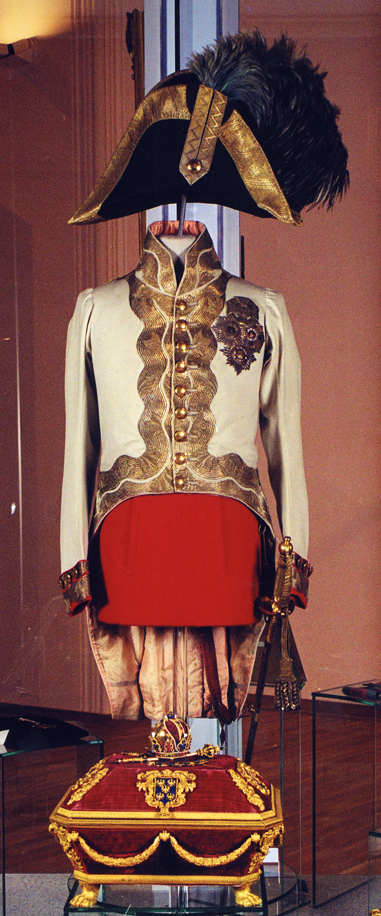
Uniform Kaiser Franz II./I.
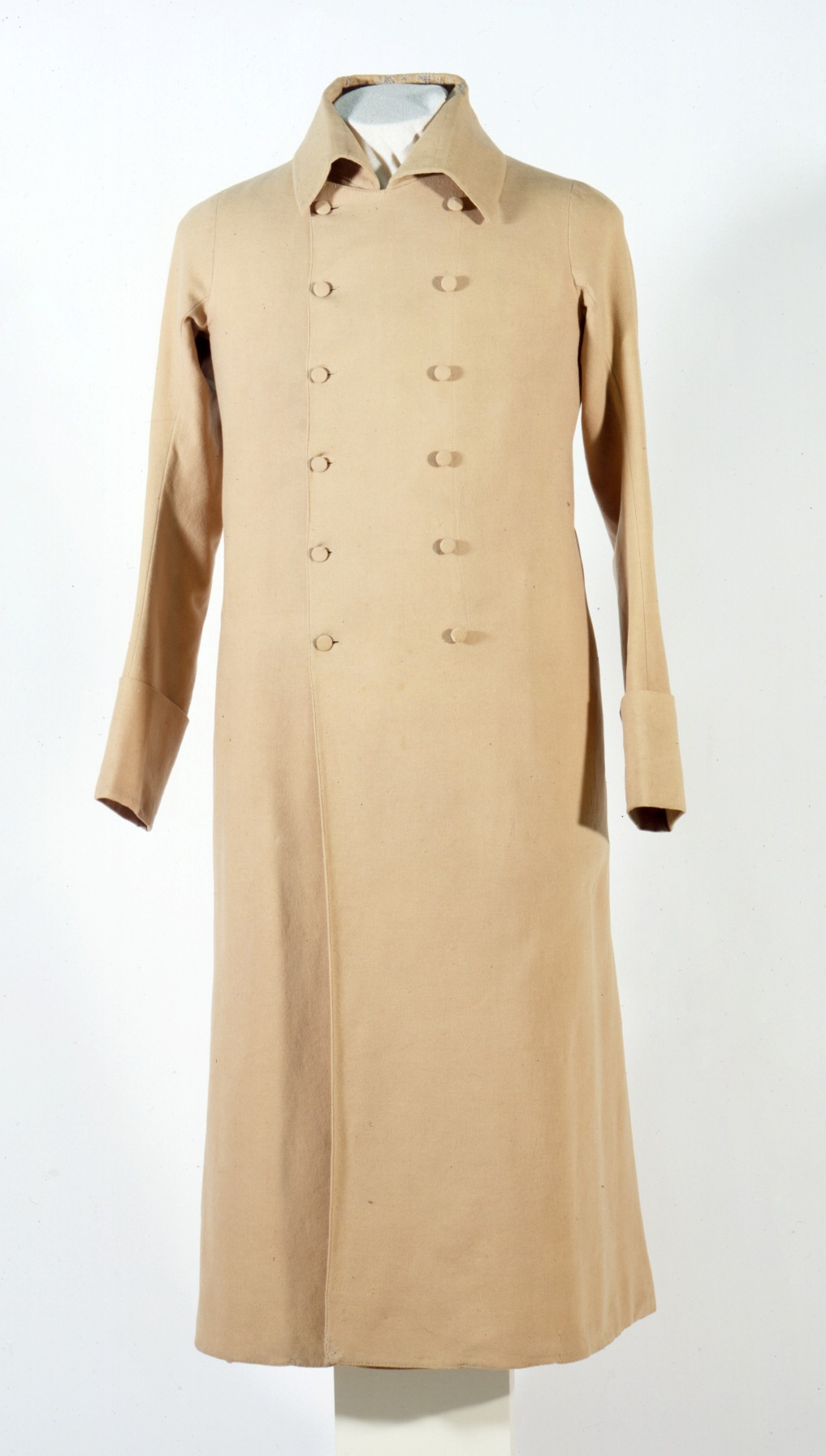
Mantel Gen. Schuwalow

Eine Dokumentation der besonderen Art bilden die Uniform-Figurinen von Helmut Krauhs (1912–1995), die in akribischer Genauigkeit und Authentizität die Adjustierung der Soldaten der josephinischen und napoleonischen Epoche wiedergeben. Uniformen, Orden und Waffen, aber auch besondere Einzelstücke, wie der Mantel des russischen Generals Pawel Andrejewitsch Schuwalow, welchen Napoleon auf seiner Reise ins Exil zur Insel Elba trug, runden das Gesamtbild ab.
Der Wiener Kongress wird wie die Person des Erzherzogs Carl ausführlich dokumentiert, weiters informieren „Info-Points“ – vom Besucher benutzbare und zu bedienende interaktive Touchscreen-Monitore – über das Geschehen anhand von zeitgenössischen Grafiken, Karten sowie biografischen Notizen. Der Saal III wird auch „Saal der Revolutionen“ genannt, da die darin enthaltene Ausstellung mit der Französischen Revolution beginnt und in die Revolution von 1848 mündet.

### Saal IV – Feldmarschall Radetzky und seine Zeit (1848–1866)
Josef Wenzel Radetzky von Radetz und seiner Zeit ist der Saal IV gewidmet. Bereits 1784 war er als Kadett in die kaiserliche Armee eingetreten und kämpfte unter den Kommandeuren Lacy und Laudon im letzten Türkenkrieg. Nach 72 Dienstjahren sollte er erst im Alter von 90 Jahren in den Ruhestand versetzt werden. Er diente unter fünf Kaisern und war an 17 Feldzügen beteiligt, wofür er 146 in- und ausländische Orden erhielt. Seine Siege gegen Sardinien-Piemont bei Santa Lucia, Verona, Vicenza und Custozza im Jahre 1848 sowie bei Mortara und Novara 1849 festigten zumindest vorläufig die Herrschaft des jungen Kaisers Franz Joseph. Der Dichter Franz Grillparzer verfasste eine Ode an Radetzky: „Glück auf, mein Feldherr, führe den Streich! Nicht bloß um des Ruhmes Schimmer – In deinem Lager ist Österreich!“, wofür der Dichter einen Ehrenbecher erhielt, der im Saal ausgestellt ist. Auch im Radetzkysaal befinden sich viele Gemälde zeitgenössischer Künstler wie etwa Albrecht Adam und Wilhelm Richter, welche die Feldzüge illustrieren.

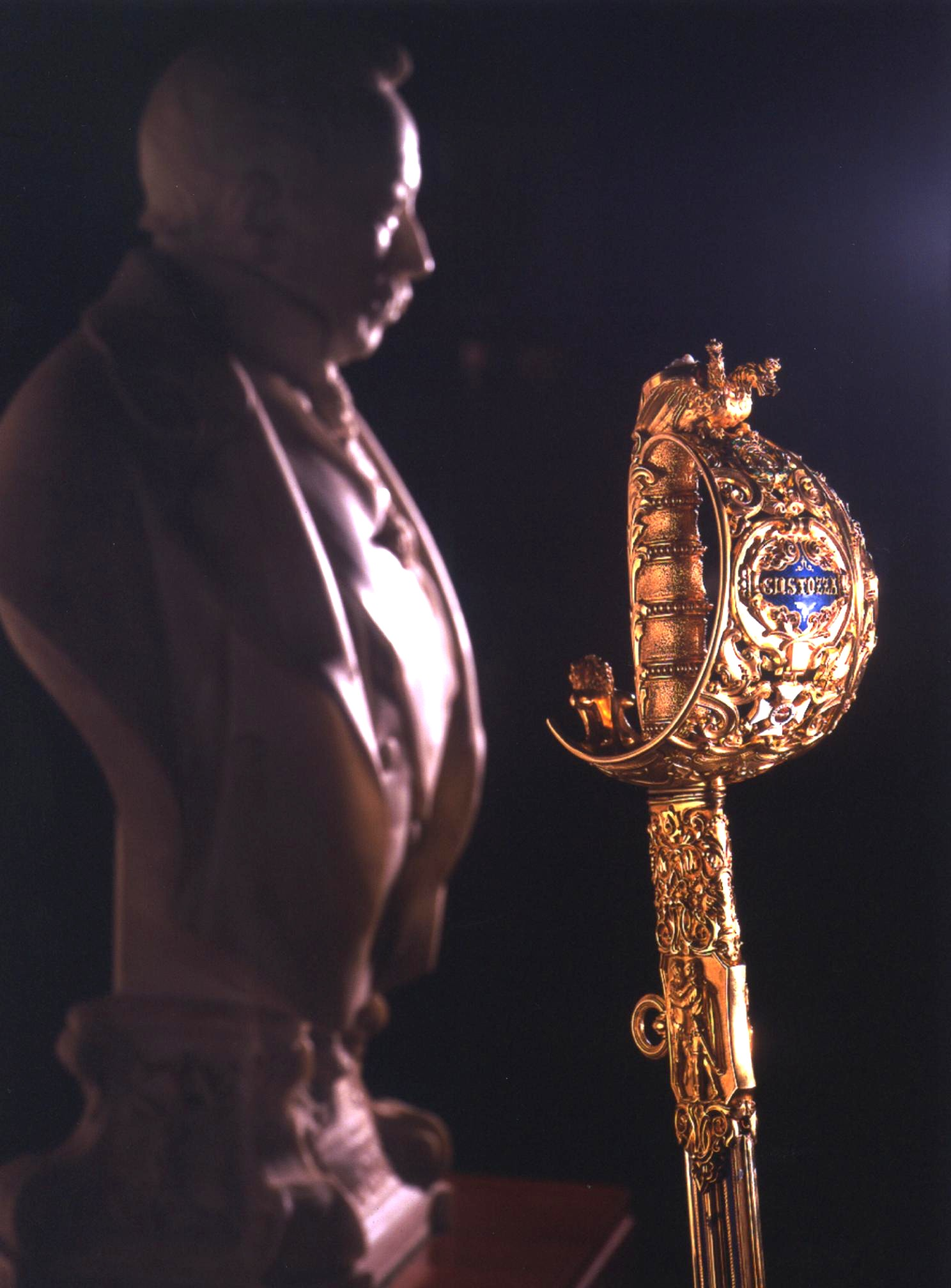
Ehrensäbel Radetzky
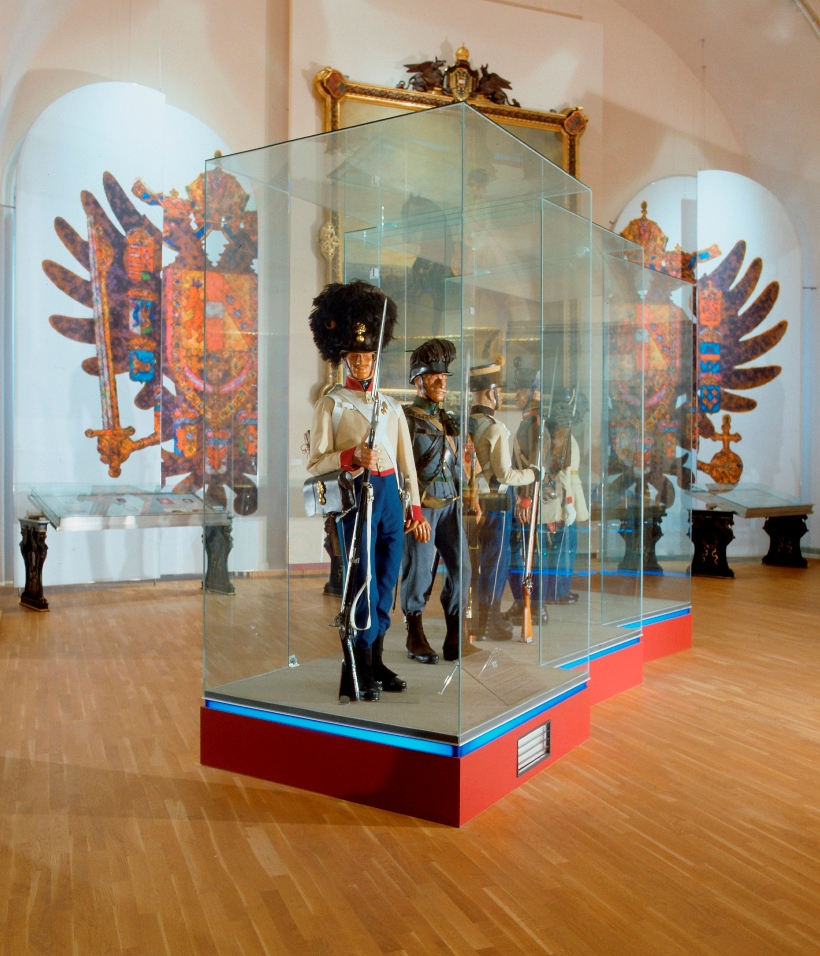
Uniformen 1848–1866
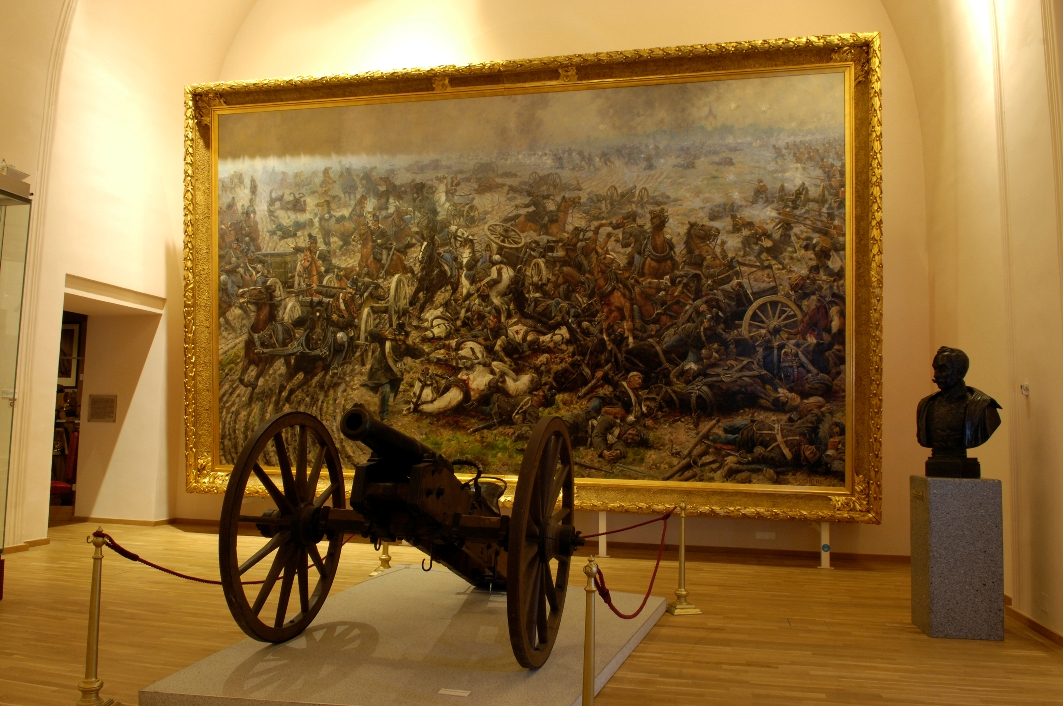
Feldkanone 1863
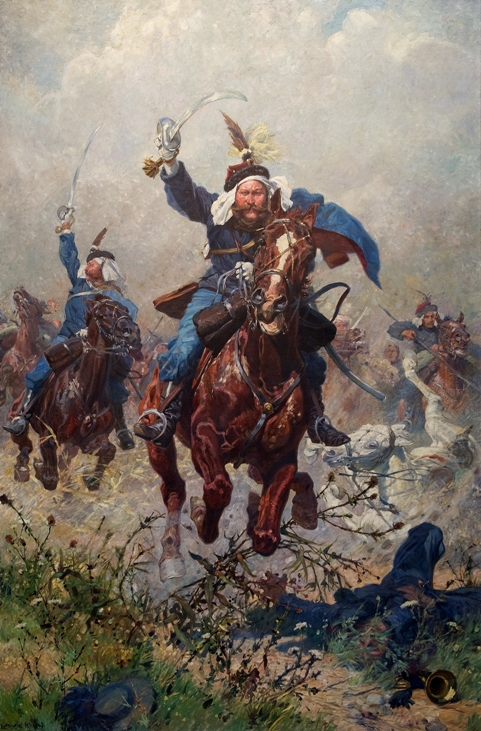
Oberst Rodakowski in der Schlacht bei Custozza 1866
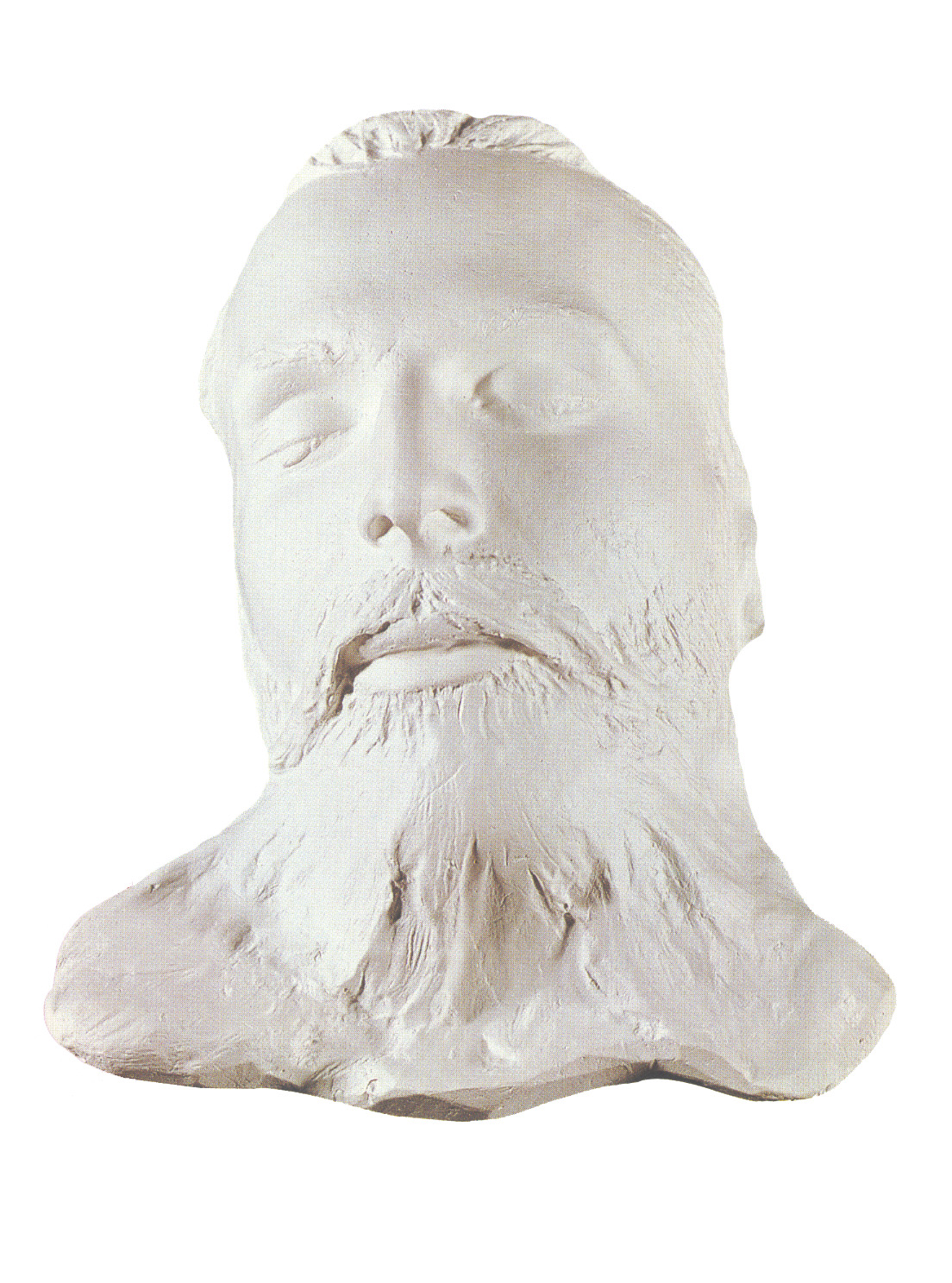
Totenmaske Maximilians

Nach dem Tod Radetzkys sollte sich in Oberitalien das Blatt für den erst am 2. Dezember 1848 inthronisierten jungen Kaiser Franz Joseph radikal wenden: In der Schlacht von Solferino 1859, bei der Franz Joseph persönlich den Oberbefehl führte, erlitt Österreich eine schwere Niederlage. Die Grausamkeit der Schlacht und die Hilflosigkeit der verwundeten Soldaten veranlassten Henry Dunant zur Gründung des Roten Kreuzes und führten zur Vereinbarung der Genfer Konvention. Der Zustrom an jungen Männern zur kaiserlich-Königlichen Armee riss dennoch nicht ab, der „Zauber der Montur“ zeigte immer noch Wirkung und wird anhand zahlreicher Uniformen verschiedener Waffengattungen und Regimenter anschaulich gemacht. Ab dem Jahr 1864 sollte die österreichische Artillerie über Entwicklungen verfügen, die den gegnerischen Geschütztypen sowohl hinsichtlich der Schusspräzision als auch der Beweglichkeit überlegen waren. Dies wird durch die ausgestellte Feldkanone M 1863 verdeutlicht. In der Infanteriebewaffnung verhielt es sich jedoch umgekehrt, was durch die Gegenüberstellung des österreichischen Vorderladers System Lorenz und des preußischen Zündnadelgewehr-Hinterladers veranschaulicht wird. Die Niederlage der österreichischen Armee in der Schlacht bei Königgrätz 1866 wird in einem Monumentalgemälde von Václav Sochor thematisiert. Ein eigener Raum ist dem Schicksal des kaiserlichen Bruders Ferdinand Maximilian gewidmet, der als Kaiser von Mexiko 1864 den Thron bestieg und 1867 ebendort auf Befehl von Benito Juárez erschossen wurde. Zu sehen sind Objekte aus seinem Privatbesitz, die zum Teil noch aus dem Schloss Miramare stammen bzw. Zeugnis über seine unglückliche mexikanische Regentschaft ablegen (unter anderem seine Totenmaske).

### Saal V – Franz-Joseph-Saal und Sarajevo (1867–1914)
Im Franz-Joseph-Saals befinden sich neben Uniformen und Geschützen die 34 von Oskar Brüch gemalten Uniformdarstellungen der k.u.k.-Armee, die für die Budapester Millenniumsausstellung 1896 angefertigt wurden. Ein Bereich ist dem Okkupationsfeldzug in Bosnien und Herzegowina von 1878 unter dem Befehl von Joseph Philippovich von Philippsberg gewidmet. Die Mittelvitrine im Saal zeigt die technischen Neuerungen der Armee vor 1914, wie zum Beispiel das Modell eines nicht realisierten Gefechtsfahrzeuges mit Kettenantrieb („Burstyn-Panzer“); das erste leistungsfähige Maschinengewehr der k.u.k.-Armee (Maschinengewehr Schwarzlose) und das Modell einer Feldküche. Veranschaulicht wird auch der Beginn der militärischen Luftfahrt durch Modelle der Etrich Taube, des Lohner-Pfeilfliegers und k.u.k. Militärballons M 1896. Einen Höhepunkt der Ausstellung stellt sicherlich die Vitrine mit den persönlichen Gegenständen Kaiser Franz Josephs dar. Es handelt sich dabei um die einzigen öffentlich zugänglichen – darunter sein Campagne- und sein Galawaffenrock, aber auch seine Orden, Zigarrenspitzen und Zwicker. In weiterer Folge sind die prächtigen Uniformen der Arcièren-Leibgarde zu sehen, denen konträr dazu die Uniformen der k.u.k.-Armee vor Ausbruch des Ersten Weltkrieges gegenübergestellt sind. Gezeigt werden auch persönliche Utensilien des Generalstabschefs der k.u.k.-Armee, Franz Conrad von Hötzendorf.

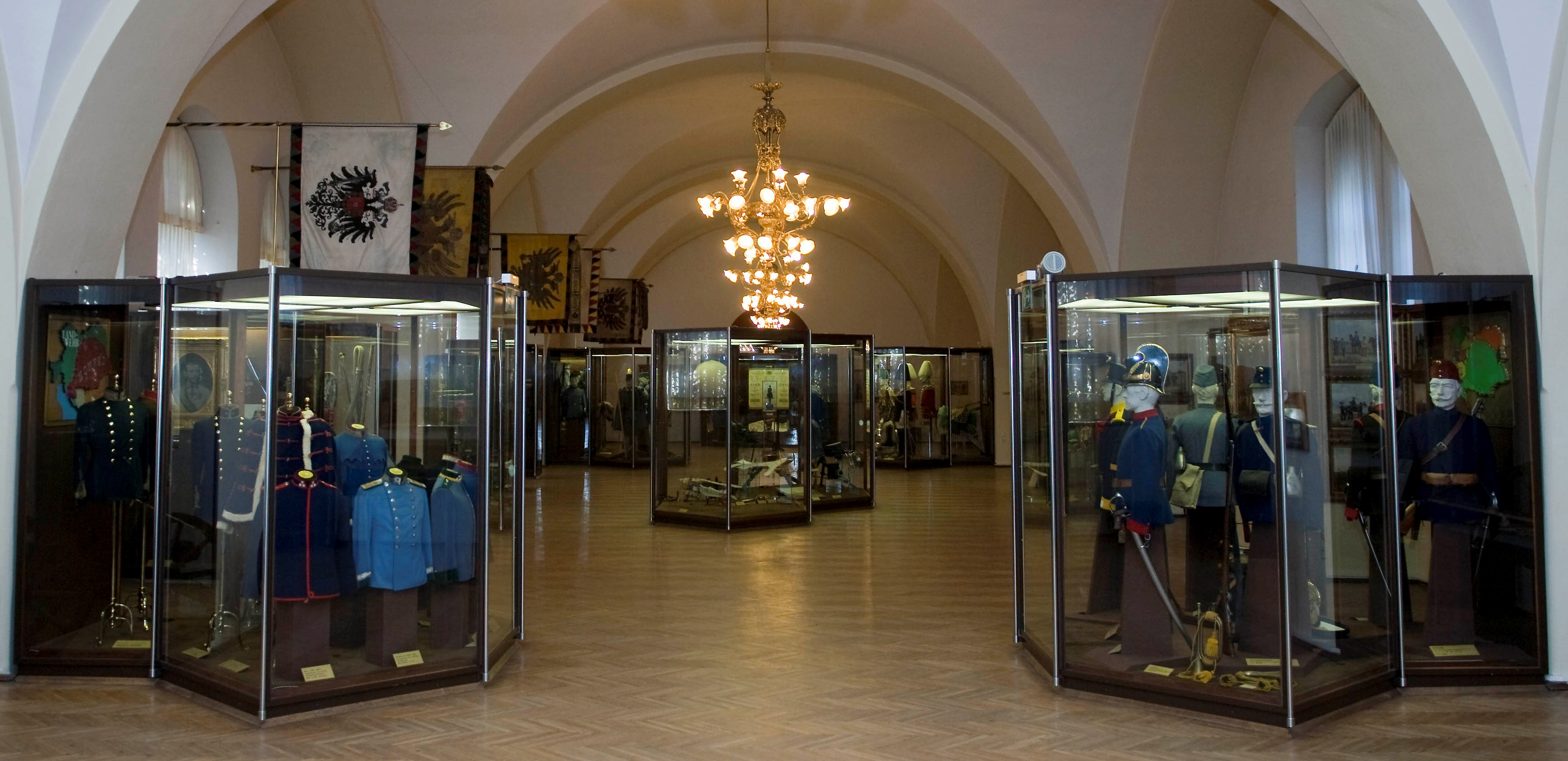
Saaleinblick
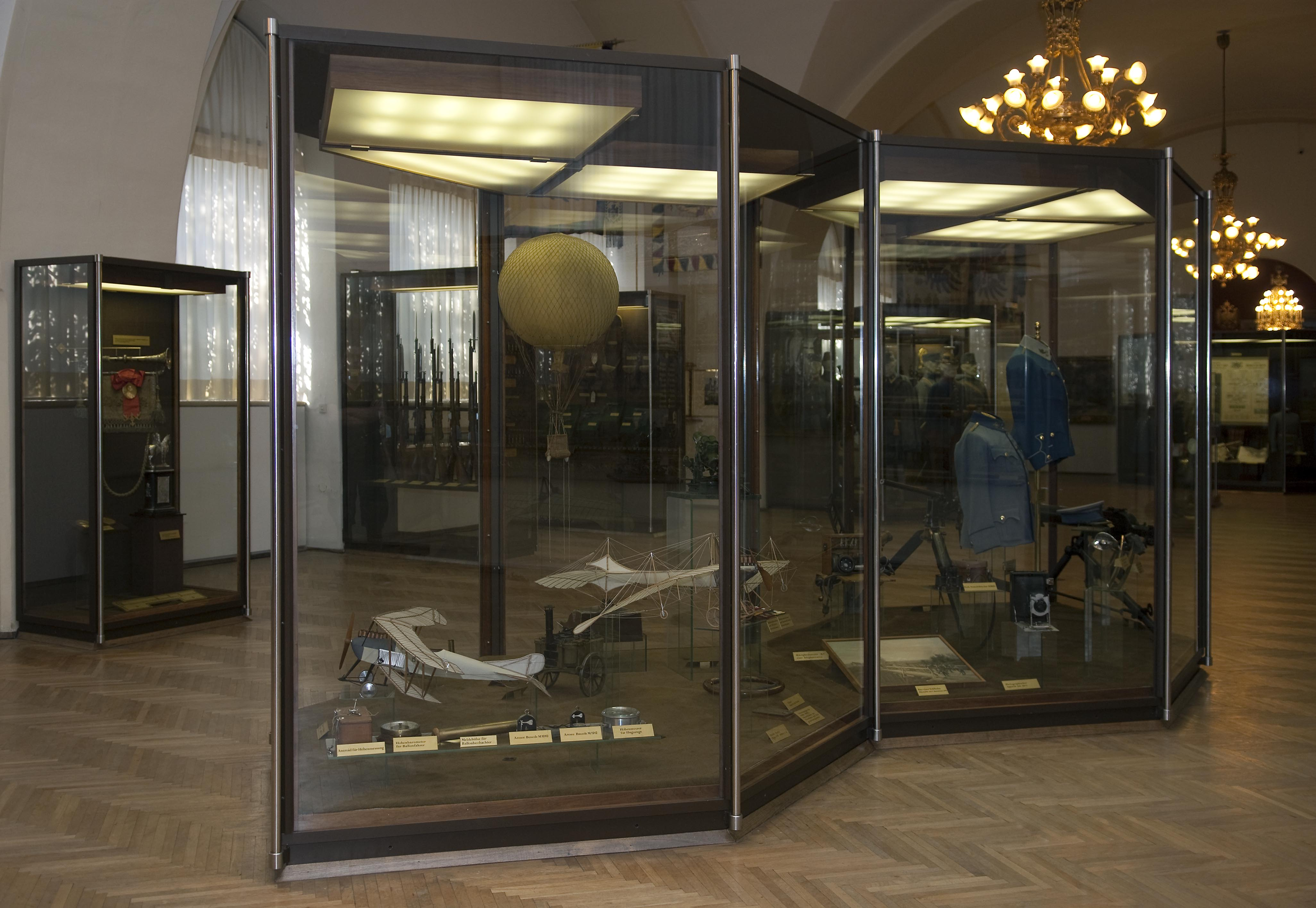
Technik vor 1914
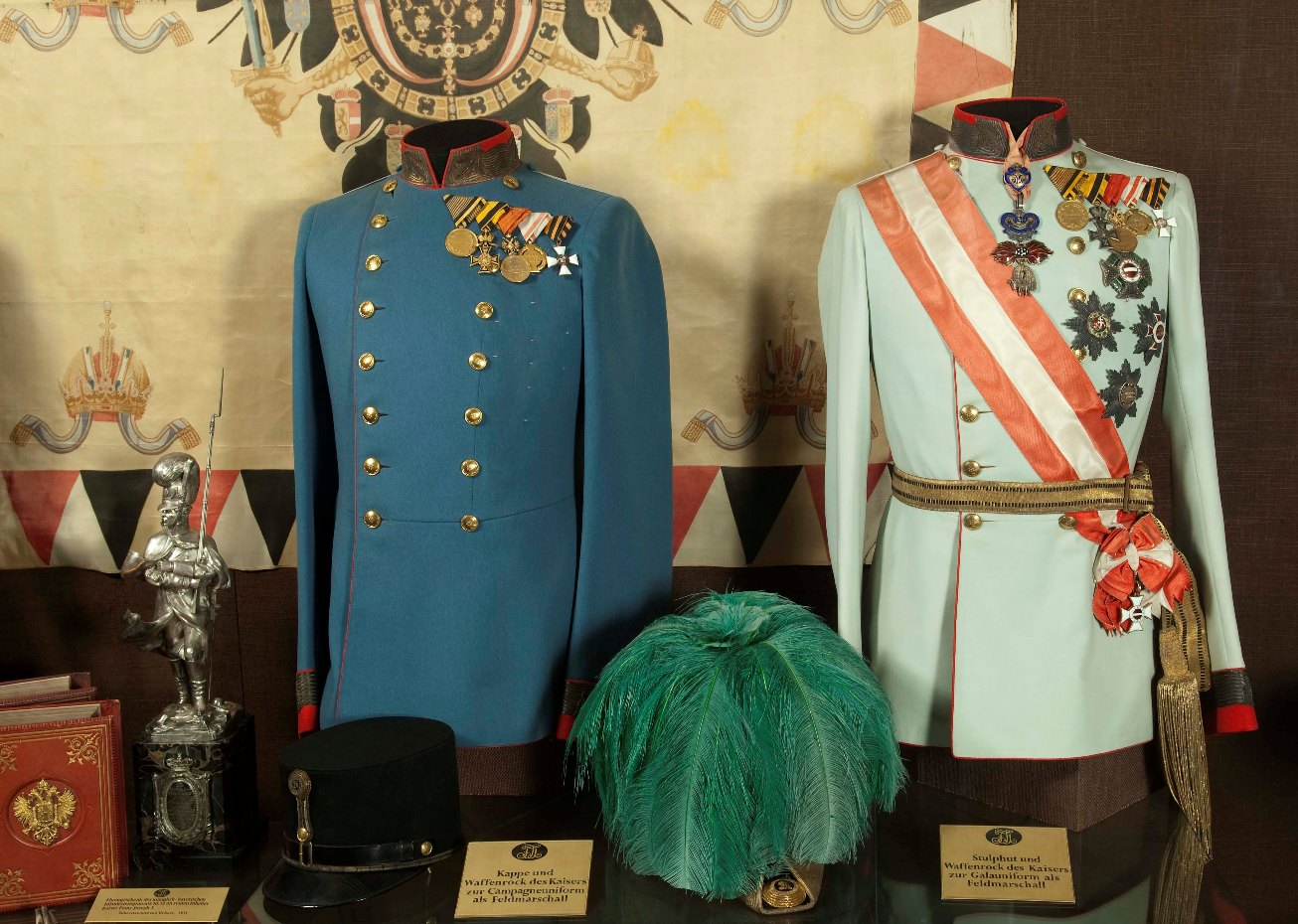
Uniformen Franz Josephs
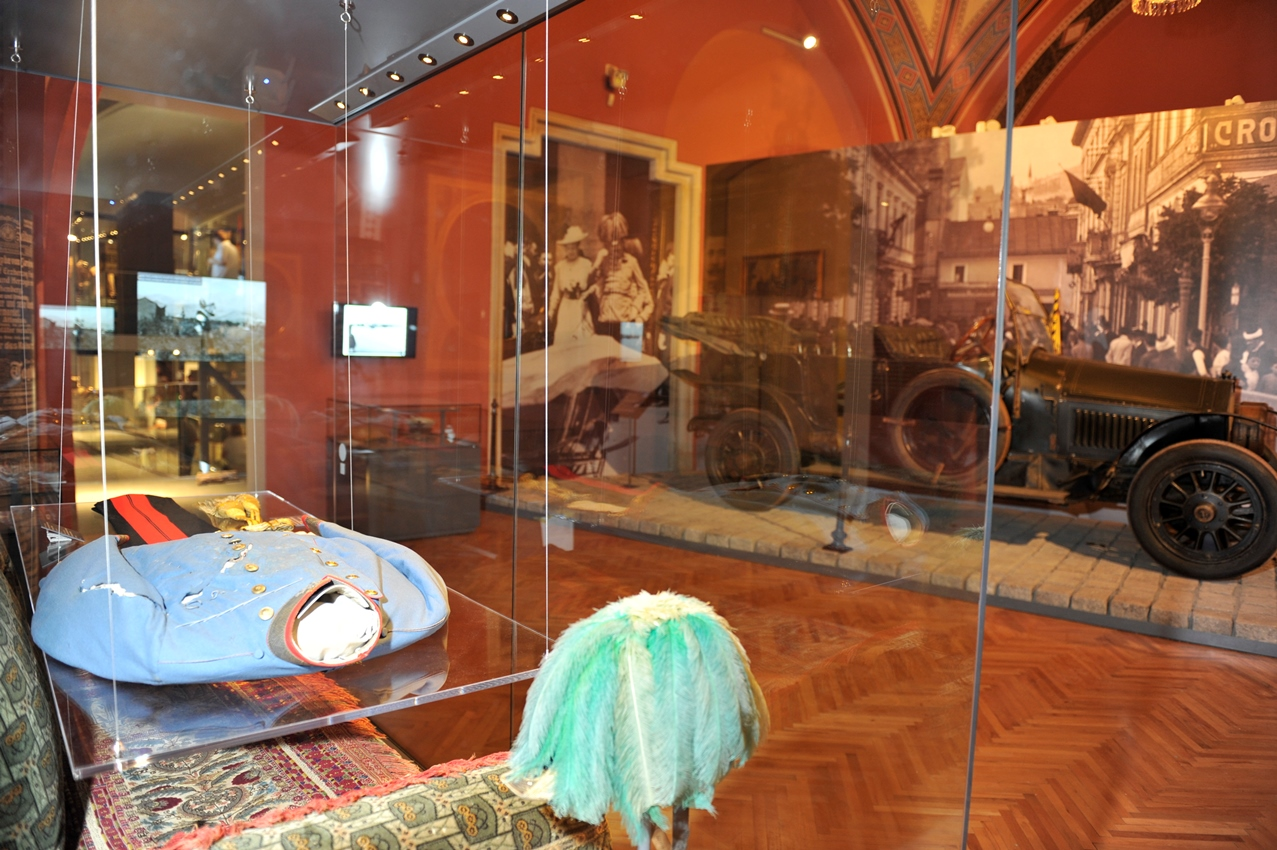
Sarajevo-Raum
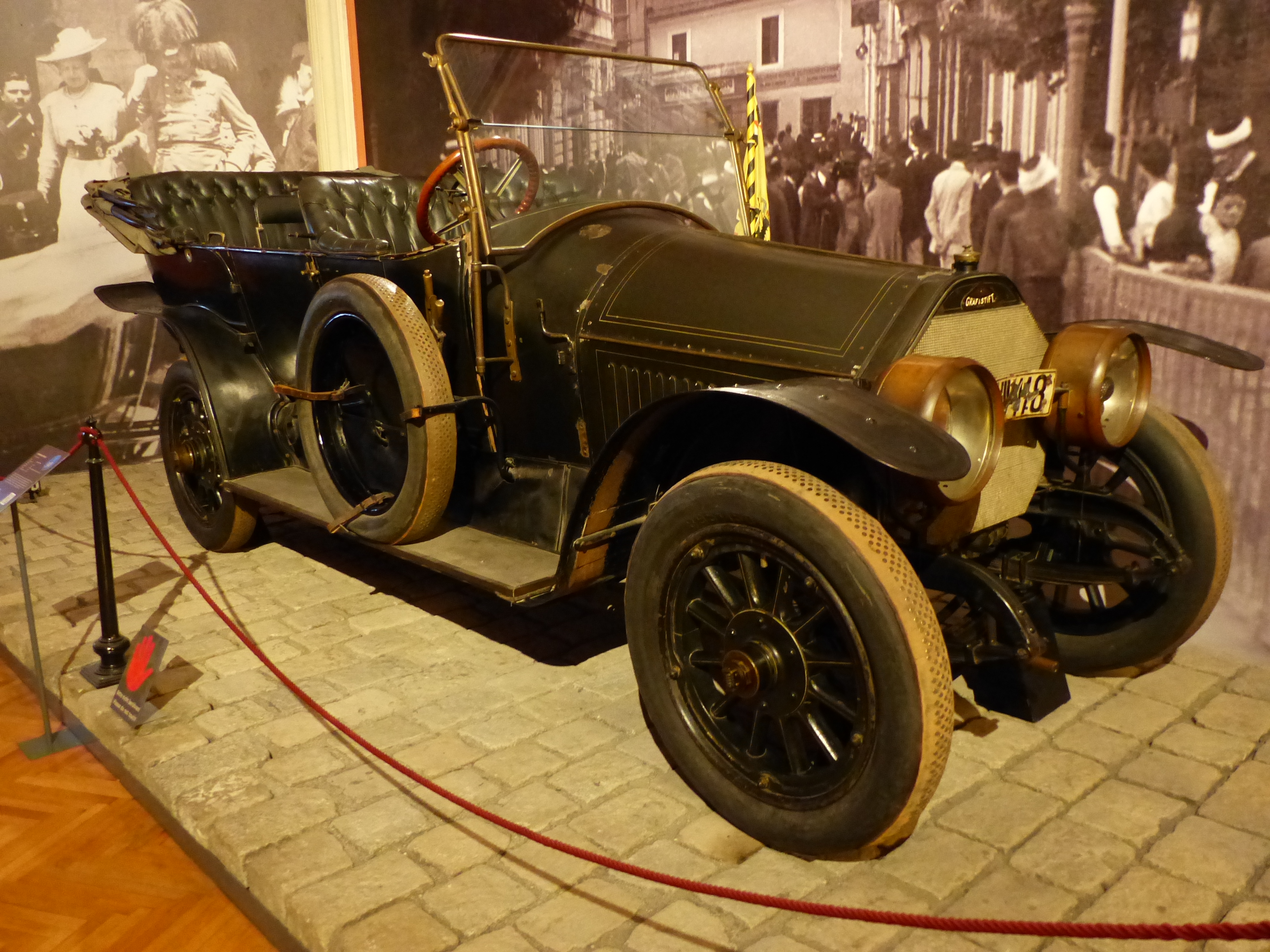
Der Wagen des Sarajevo-Attentats

Dem Attentat von Sarajewo, das unmittelbar den Ersten Weltkrieg auslöste, ist ein eigenes Travée gewidmet. Darin befindet sich eine der Sehenswürdigkeiten des Museums, das Gräf & Stift Automobil, in dem der österreichische Thronfolger Erzherzog Franz Ferdinand und seine Frau Sophie Chotek am 28. Juni 1914 ermordet wurden. Deutlich sind darauf die Spuren beider Attentate zu sehen. Erkennbar sind diese auch auf der Uniform des Erzherzogs, die ebenso wie die Chaiselongue, auf welcher der Thronfolger seiner Verletzung erlag, und den verwendeten Waffen – darunter Pistolen vom Typ Browning M.1910/12 und eine Handgranate System Kragujevac – ausgestellt sind. Fotos und Filme der Geschehnisse werden auf Monitoren gezeigt.

### Saal VI – Der Erste Weltkrieg und das Ende der Habsburgermonarchie (1914–1918)
In den Jahren 2012 bis 2014 wurde die Saalgruppe zum Ersten Weltkrieg komplett umgebaut, modernisiert und neu gestaltet. Um eine Vergrößerung der ursprünglichen Ausstellungsfläche von 1.000 auf 1.400 m² zu erreichen, wurde das Raumniveau gesenkt und eine Zwischenplattform eingezogen, sodass sich die gesamte Ausstellung nunmehr auf drei Ebenen präsentiert. Durch diese Maßnahmen werden nunmehr rund 2.000 Objekte zum Ersten Weltkrieg der Öffentlichkeit zugänglich gemacht, was im Vergleich zur vorhergehenden Ausstellung einer Verdoppelung gleichkommt.
Eine Reihe von Vitrinen beinhalten die Uniformen, Bewaffnung und Ausrüstung der kriegsteilnehmenden Mächte. Am Beginn stehen die Themen zum Ausmarsch der Truppen im Sommer 1914, die österreichische Infanterie, gefolgt von der Kavallerie. Anschließend sind Uniformen und die Bewaffnung der gegnerischen Parteien, des Königreichs Serbien, des Russischen Reichs sowie des Königreichs Italien, welches 1915 Österreich-Ungarn den Krieg erklärt hatte, ausgestellt. Daraus resultierte der Gebirgskrieg 1915–1918, dem ein eigener Bereich gewidmet ist. Ein besonderes Stück ist jene 7-cm-Gebirgskanone M 1899, welche in der Gipfelzone des Ortler auf 3.850 Meter in Stellung ging und somit die höchste Geschützstellung Europas bildete. Neben Waffen, Uniformen und militärischen Ausrüstungsgegenständen werden aber auch Querschnittmaterien wie Frauen im Krieg, die k.u.k. Militärjustiz, Flucht und Vertreibung, Mangel und Propaganda, Verwundung und Sanität, Religion, Kriegsgefangenschaft, Invalidität und Tod in eigenen Bereichen thematisiert. Hunderte digitalisierte Fotos und Filme werden in modernen Monitoren präsentiert.

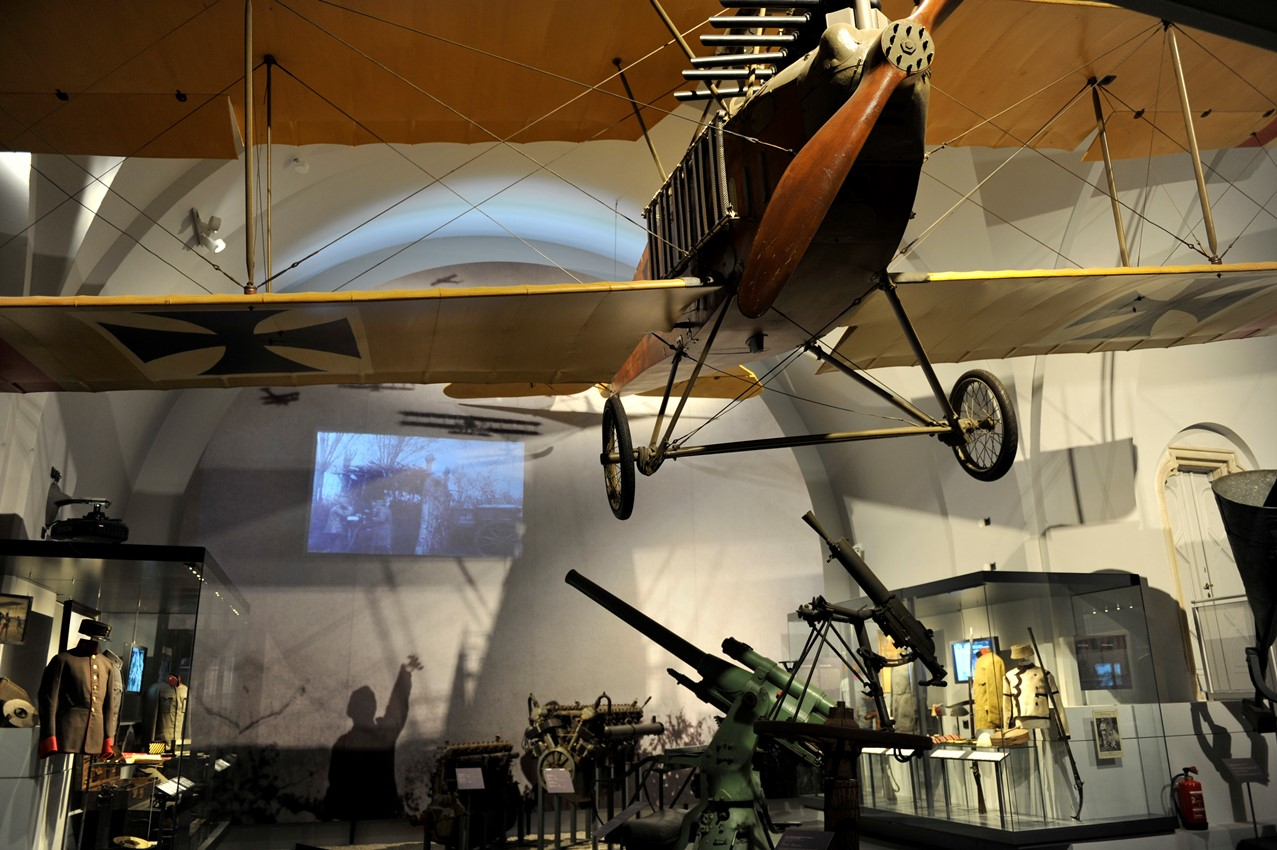
Einblick Luftkrieg unten
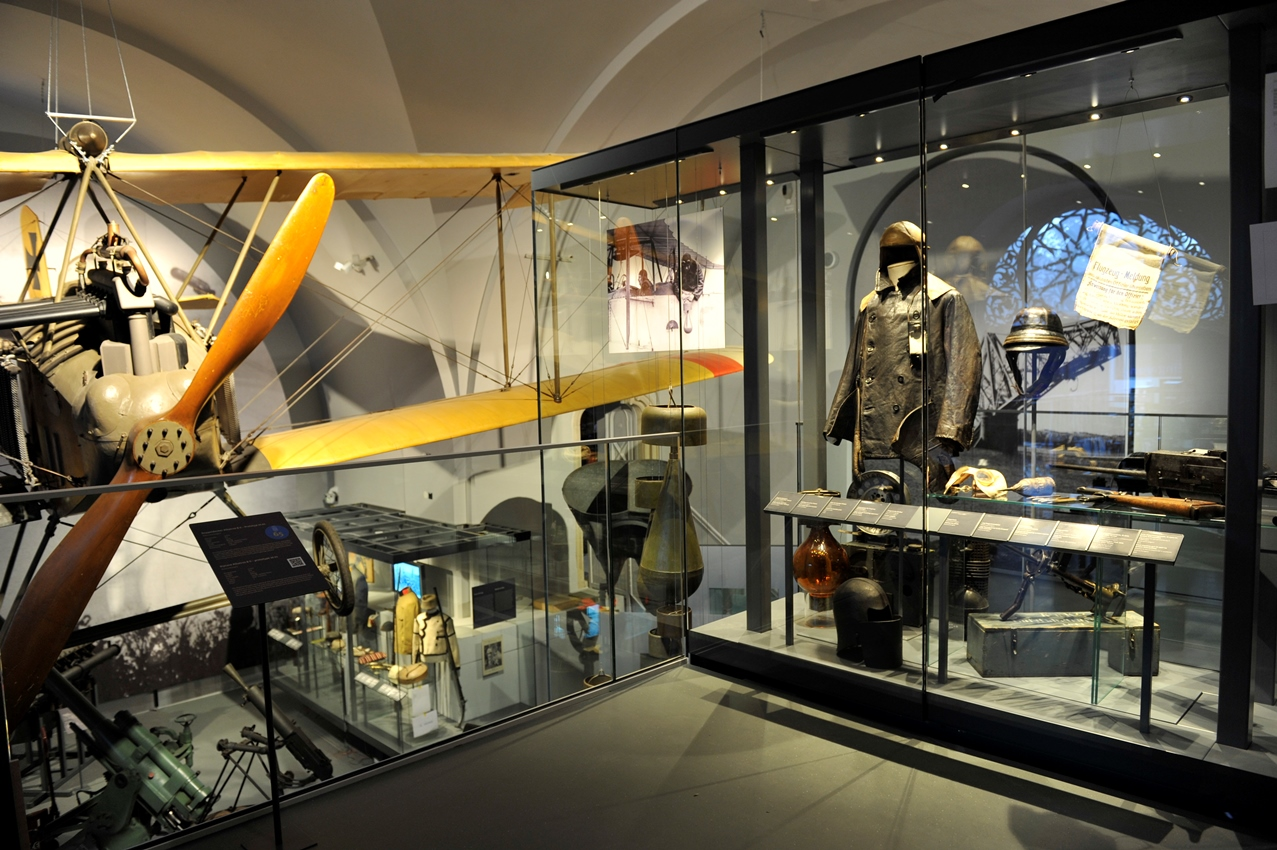
Einblick Luftkrieg oben
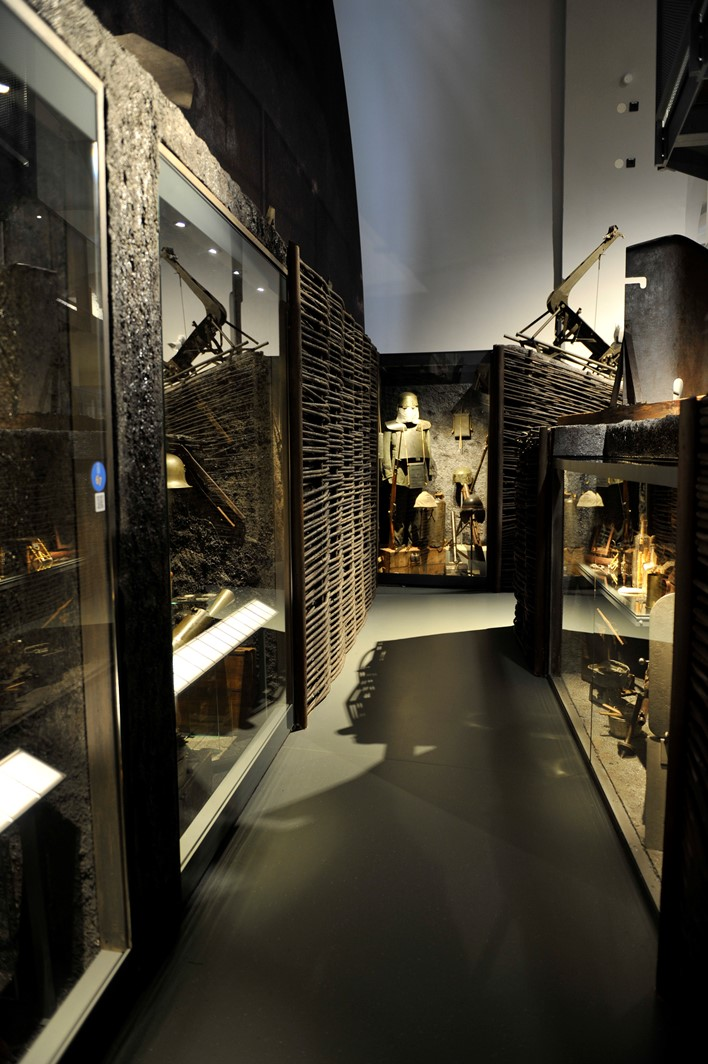
Einblick Schützengraben
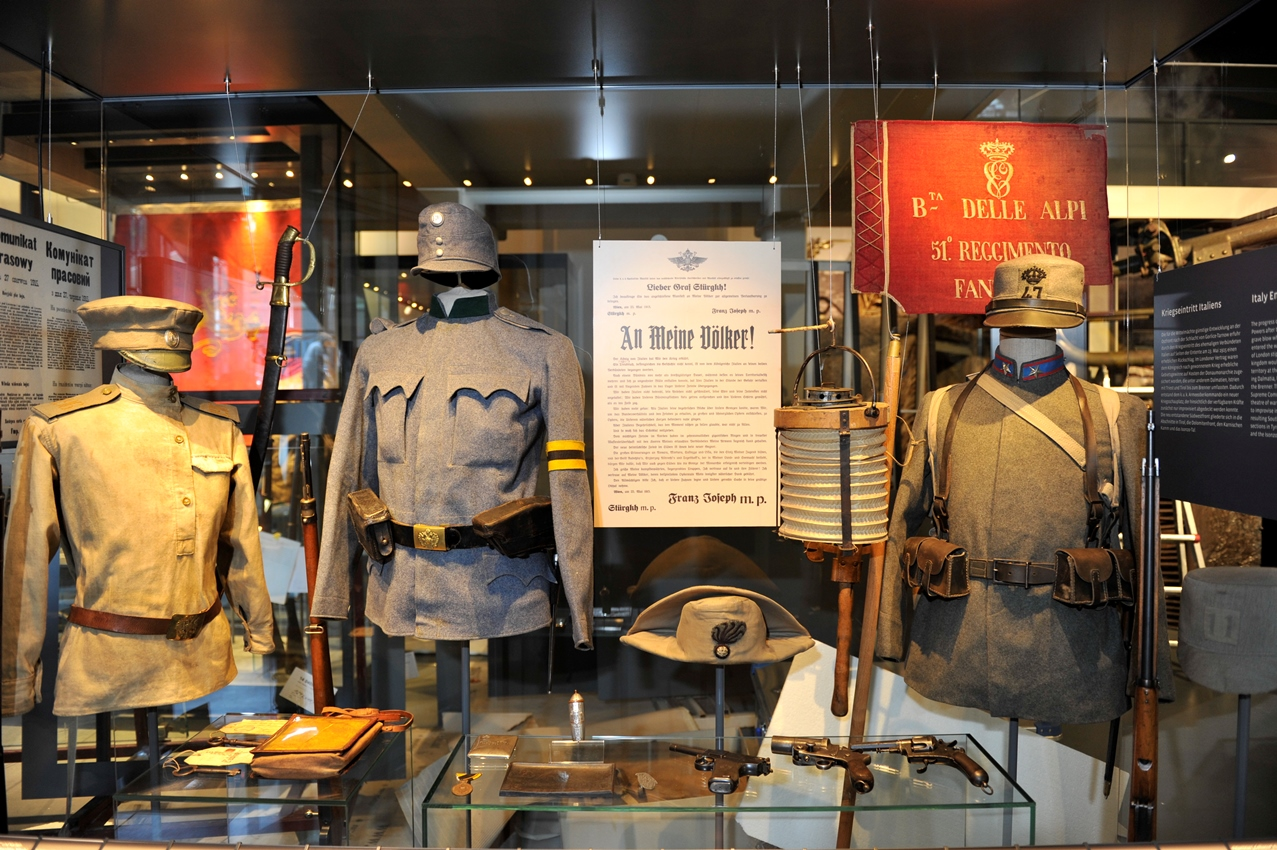
Vitrine zum Kriegseintritt Italiens 1915
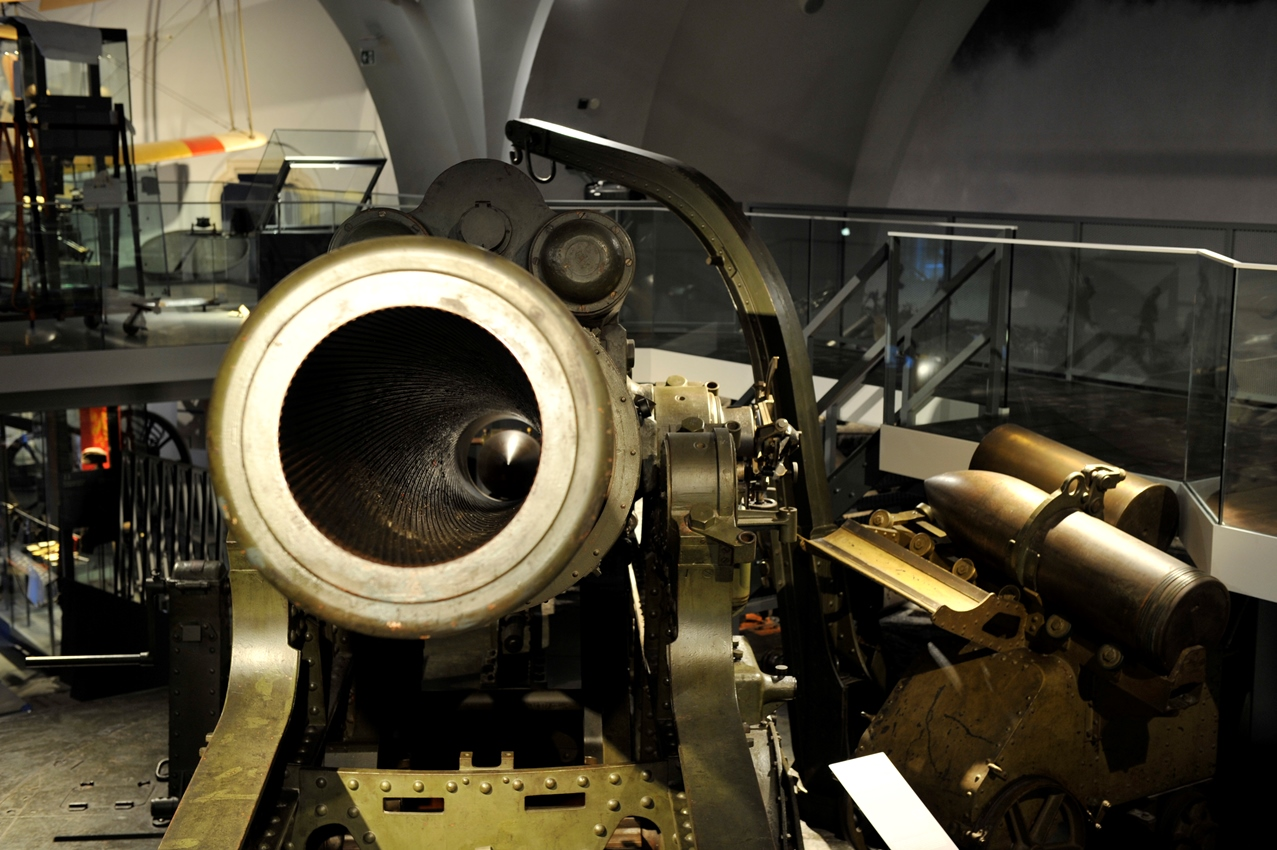
Belagerungshaubitze M.1916

Im Zentrum der Ausstellung steht eine österreichische Belagerungshaubitze M.1916 mit einem Kaliber von 38 cm, die Granaten mit einem Gewicht von 750 kg über 15 km weit verschießen konnte. Ein nachgebildetes Stellungssystem beinhaltet eine Reihe von Vitrinen, in welchen die Neuerungen in Waffentechnik und Ausrüstung ab dem Jahr 1916 gezeigt werden, darunter auch der erste österreichische Stahlhelm, der nach deutschem Muster gefertigt wurde. Besonders bemerkenswert ist auch das Schul- und Aufklärungsflugzeug Albatros B.II, eines von 5200 Flugzeugen, welches Armee und k.u.k.-Kriegsmarine im Ersten Weltkrieg eingesetzt hatten. Darüber hinaus wird auch dem k.u.k. Kriegspressequartier und somit der Kunst im Krieg ein eigener Bereich gewidmet, in dem Werke von Kriegsmalern wie unter anderem Albin Egger-Lienz, Wilhelm Thöny, Oswald Roux, Fritz Schwarz-Waldegg, Anton Faistauer, Ludwig Heinrich Jungnickel, Alexander Pock und Egon Schiele ausgestellt sind.

### Saal VII – Republik und Diktatur (1918–1945)
Dieser Saal ist der überaus bewegten Geschichte der Ersten Republik und des Zweiten Weltkriegs gewidmet. Das Schwergewicht liegt hier vor allem auf den Auswirkungen der politischen Ereignisse auf die Gesellschaft und das Militär, wie zum Beispiel der durch das Schattendorfer Urteil ausgelösten Julirevolte von 1927 oder den Februarkämpfen von 1934. So ist etwa die Tatwaffe von Schattendorf ausgestellt, aber auch eine Feldkanone M 1918, die in der Endphase des Ersten Weltkrieges entwickelt und dann 1934 gegen den Schutzbund eingesetzt wurde. Erst jüngst wurden dem Museum jene beiden Schriftstücke übergeben, welche die Bildhauer Wilhelm Frass und Alfons Riedel unter dem Denkmal des toten Soldaten in der Krypta am Wiener Heldenplatz in einer Hülse versteckt hatten. Die beiden Schreiben sind als Faksimile ausgestellt. Dokumentiert wird auch die Geschichte der Volkswehr und des Bundesheeres; weiters das Attentat auf Bundeskanzler Engelbert Dollfuß, der Anschluss Österreichs an das Deutsche Reich und der daraus resultierenden Übernahme des Bundesheeres in die deutsche Wehrmacht im Jahre 1938 sowie der Widerstand gegen den Nationalsozialismus in Österreich.

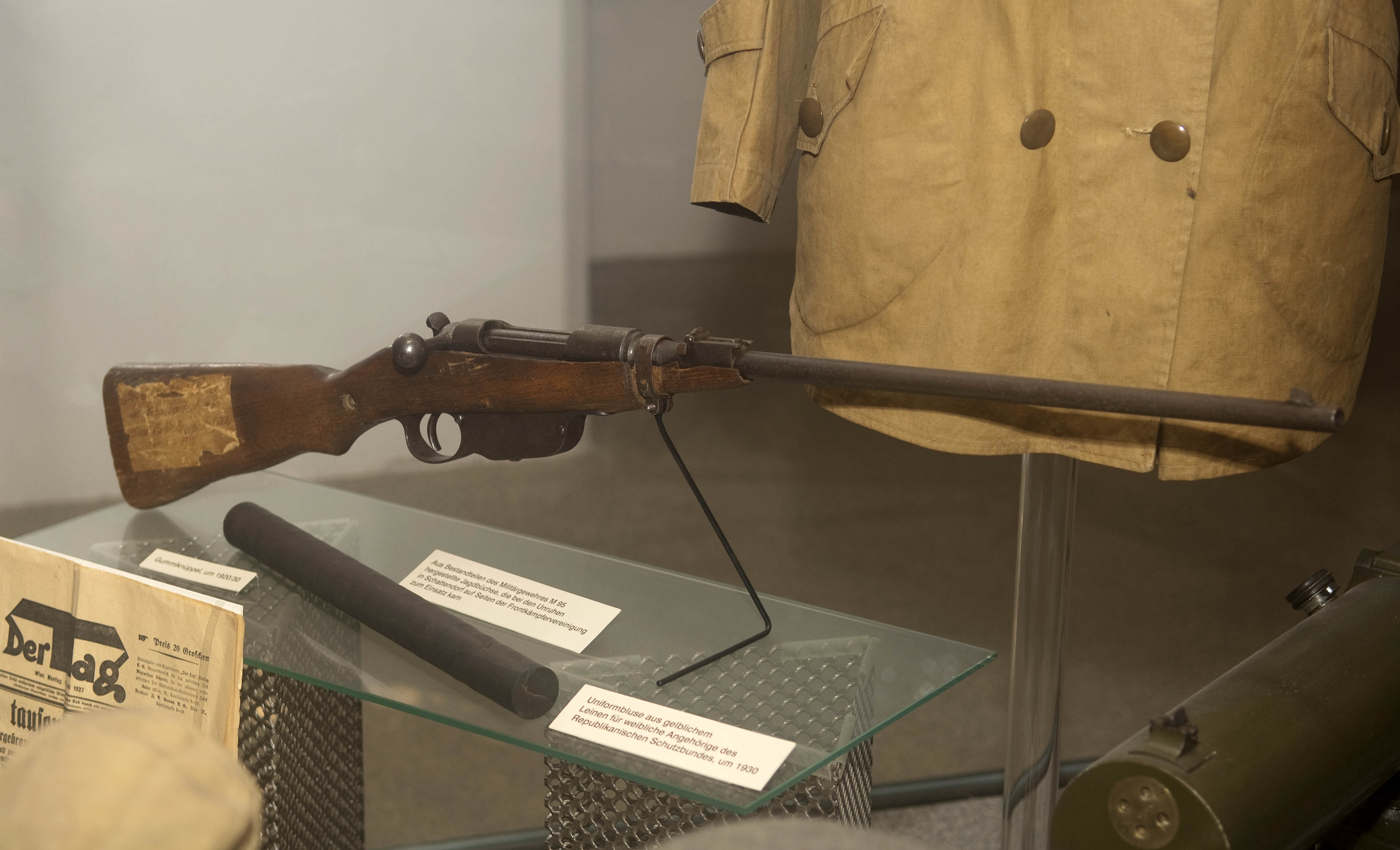
Die Tatwaffe von Schattendorf
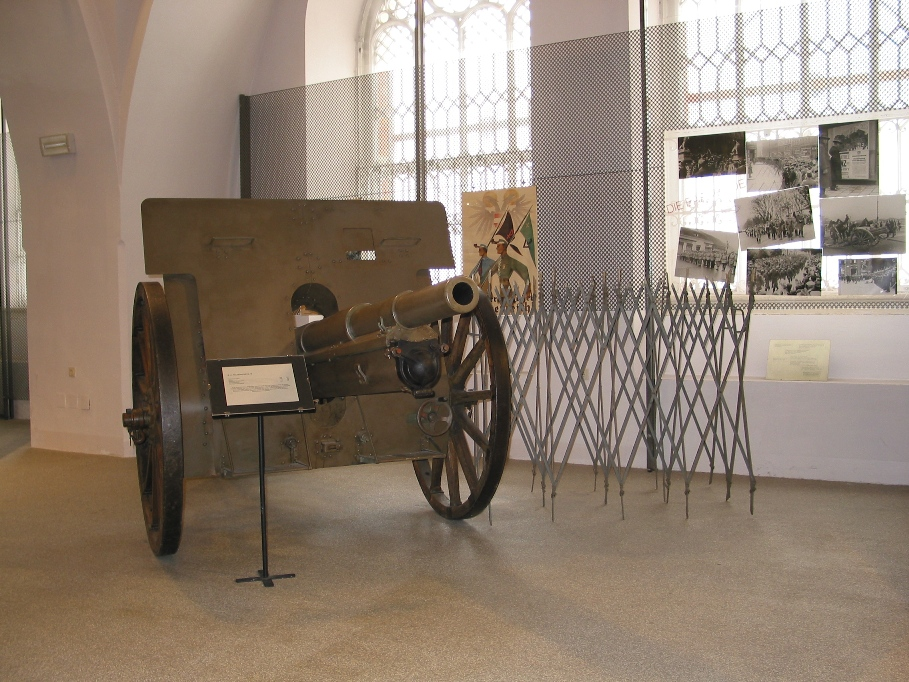
Feldkanone M1918
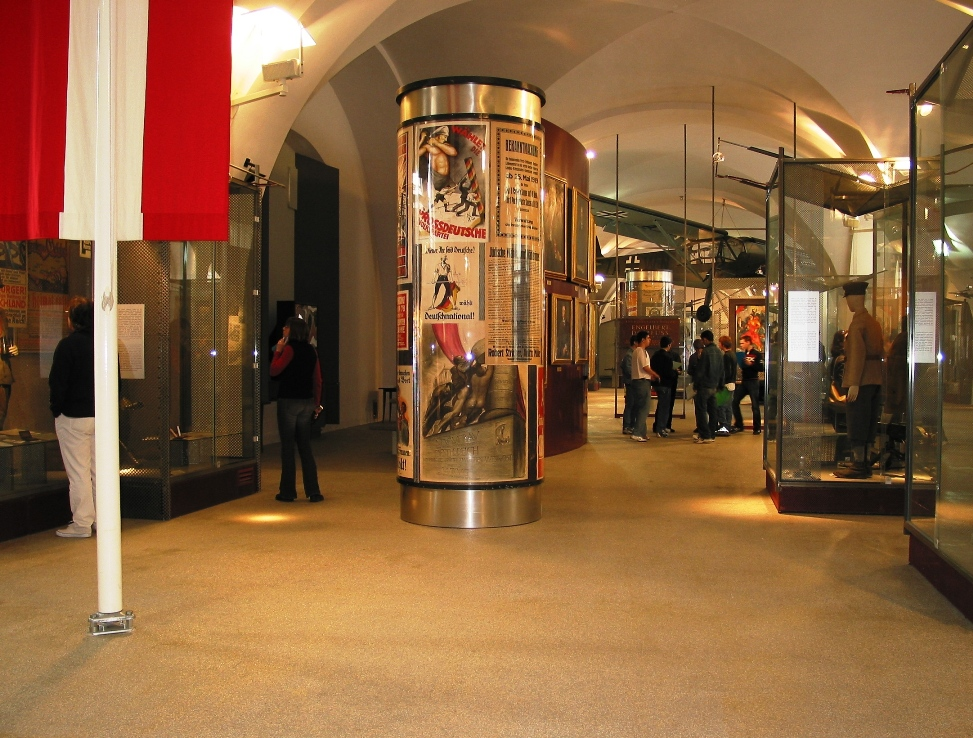
Saal VII, Zwischenkriegszeit
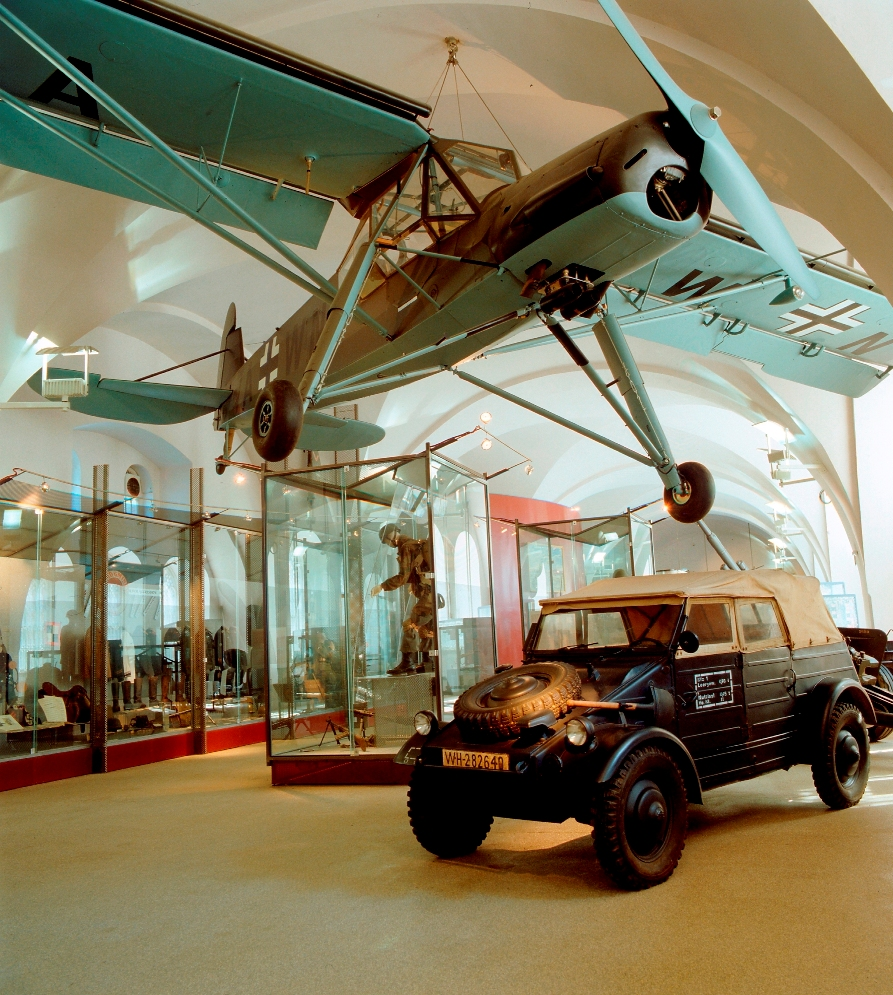
Einblick in den Saal VII „Republik und Diktatur“
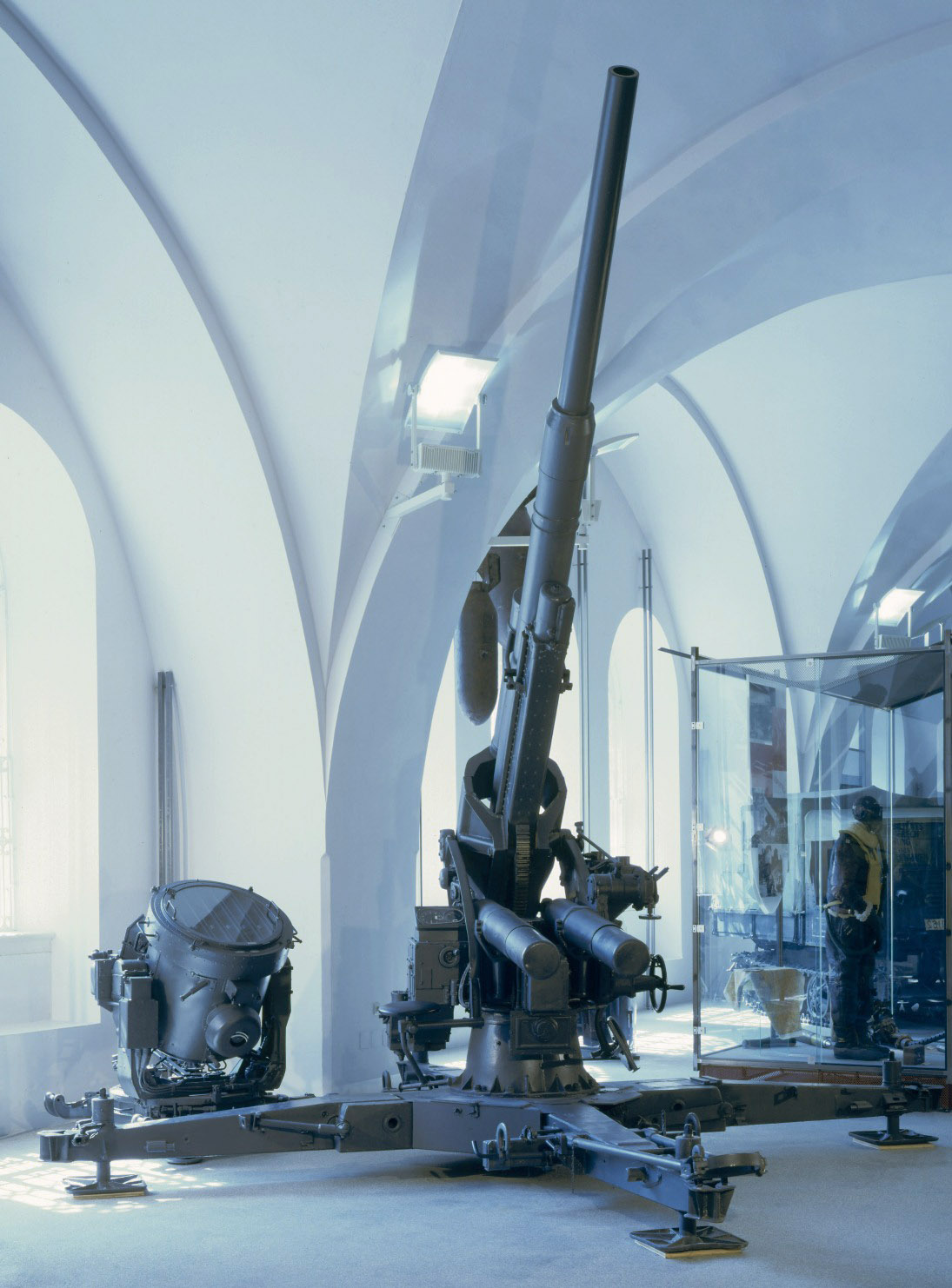
8,8-cm-Flak

Neben Uniformen der Infanterie/Heer, Kriegsmarine und Luftwaffe der deutschen Wehrmacht sind auch die Adjustierungen und Rüstungsgegenstände der gegnerischen Kriegsparteien ausgestellt. Darüber hinaus wird auch eine große Vielfalt technischen Gerätes gezeigt, unter anderem: BMW R 12 Motorrad im Tarnanstrich, NSU-Kettenkrad (Sd.Kfz. 2), 8,8-cm-Flugabwehrkanone, Kübelwagen VW Typ 82, FI 156 „Fieseler Storch“, Sprengpanzer „Goliath“, Triebwerkfragmente einer V2, Raupenschlepper Ost sowie Bunkeranlagen aus der Reichsschutzstellung. Thematische Bereiche bilden weiters die Schlacht um Stalingrad, der Luftkrieg über Österreich und das Schicksal der Zivilbevölkerung. Darüber hinaus geht die Ausstellung den Fragen nach dem Widerstand gegen das NS-Regime, dem Holocaust sowie den Auswirkungen des totalen Krieges nach. Ein weiteres großes Thema ist die Schlacht um Wien im April 1945, wobei hier auch jene Waffen und Adjustierungen ausgestellt sind, die gegen Ende des Krieges zur Truppe kamen, wie etwa der Panzerschreck und das Sturmgewehr 44. Den Abschluss bildet der Übergang zur Besatzungszeit durch die Alliierten („die Vier im Jeep“) sowie die Nachkriegssituation in Österreich. Im Jahr 2012 wurde der Dauerausstellung auch jener schwere Ladungsträger Borgward IV hinzugefügt, welcher im Frühjahr 2012 bei Abrissarbeiten des ehemaligen Wiener Südbahnhofes entdeckt und ins Museum überstellt wurde.

### Saal VIII – Seemacht Österreich
Der Geschichte der österreichischen Marine ist ein eigener Saal (VIII) gewidmet. Die Ausstellung deckt dabei die gesamte Chronologie von der Entstehung der ersten Donauflottille bis zum Ende der k.u.k.-Kriegsmarine im Jahre 1918 ab. Besonders ragen dabei die zahlreichen Schiffsmodelle sowie Galionsfiguren heraus. Diverse Ölgemälde, darunter auch solche mit monumentalen Ausmaßen, veranschaulichen zusätzlich die bewegte Geschichte der österreichischen Marine (zum Beispiel die „Seeschlacht von Lissa“ des Marinemalers Alexander Kircher). Diesem österreichischen Seesieg im Jahre 1866 wird breiter Raum eingeräumt. Neben Objekten aus dem persönlichen Besitz des Admirals Wilhelm von Tegetthoff ist auch das Modell seines Flaggschiffes Erzherzog Ferdinand Max zu sehen.

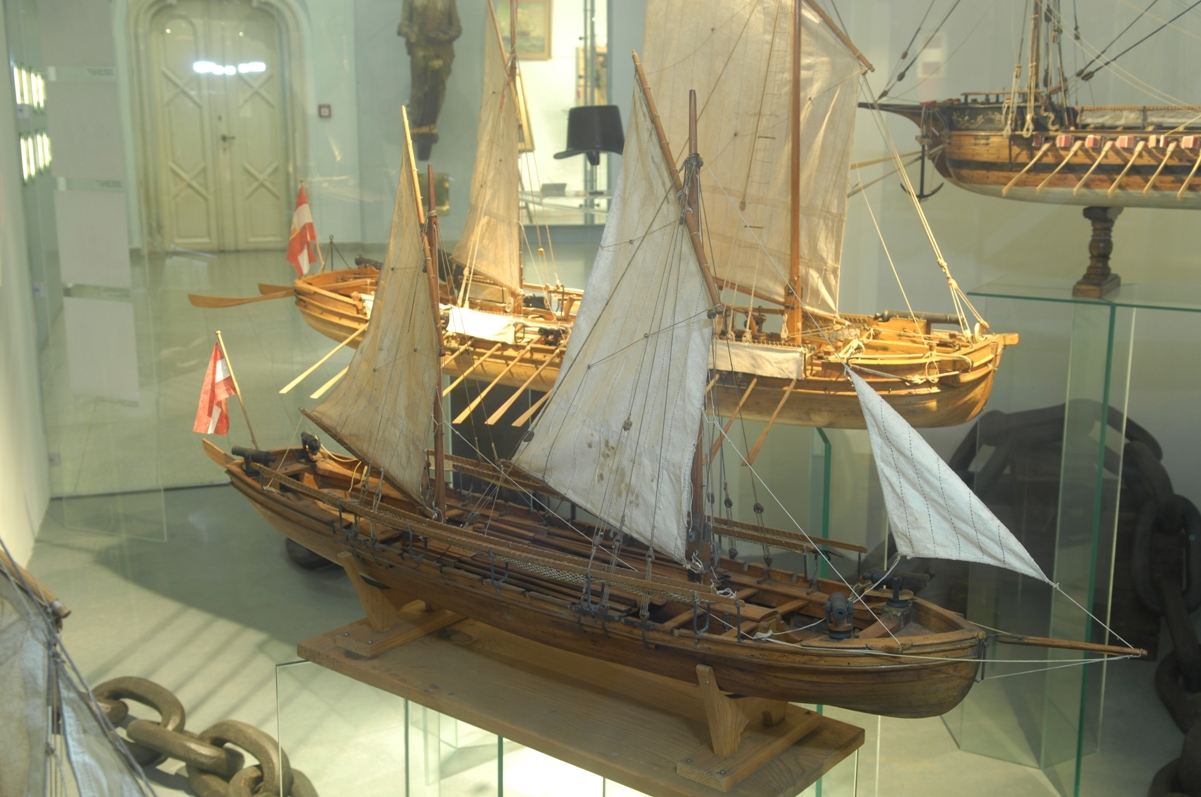
Donautschaiken
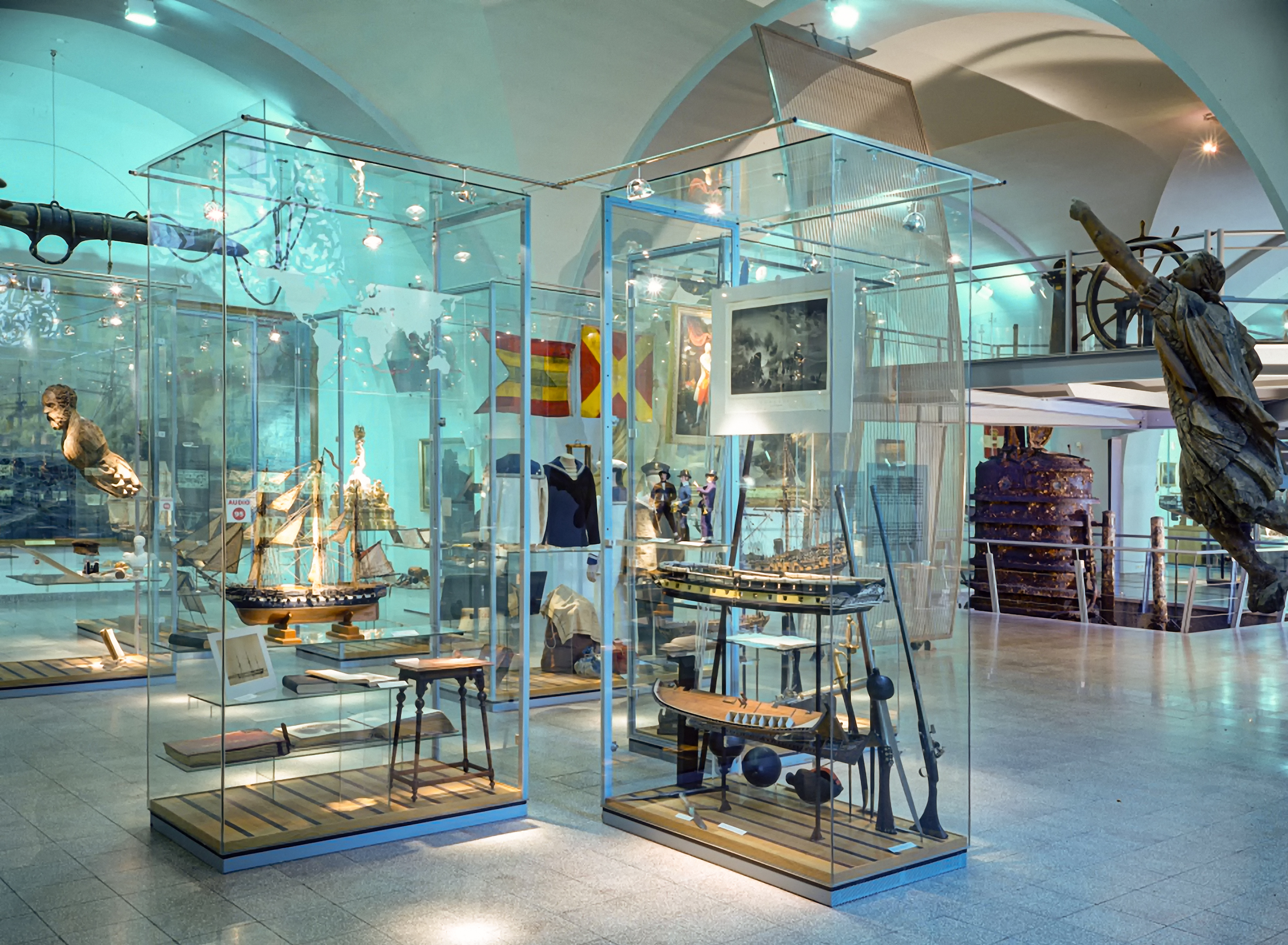
Einblick Marinesaal
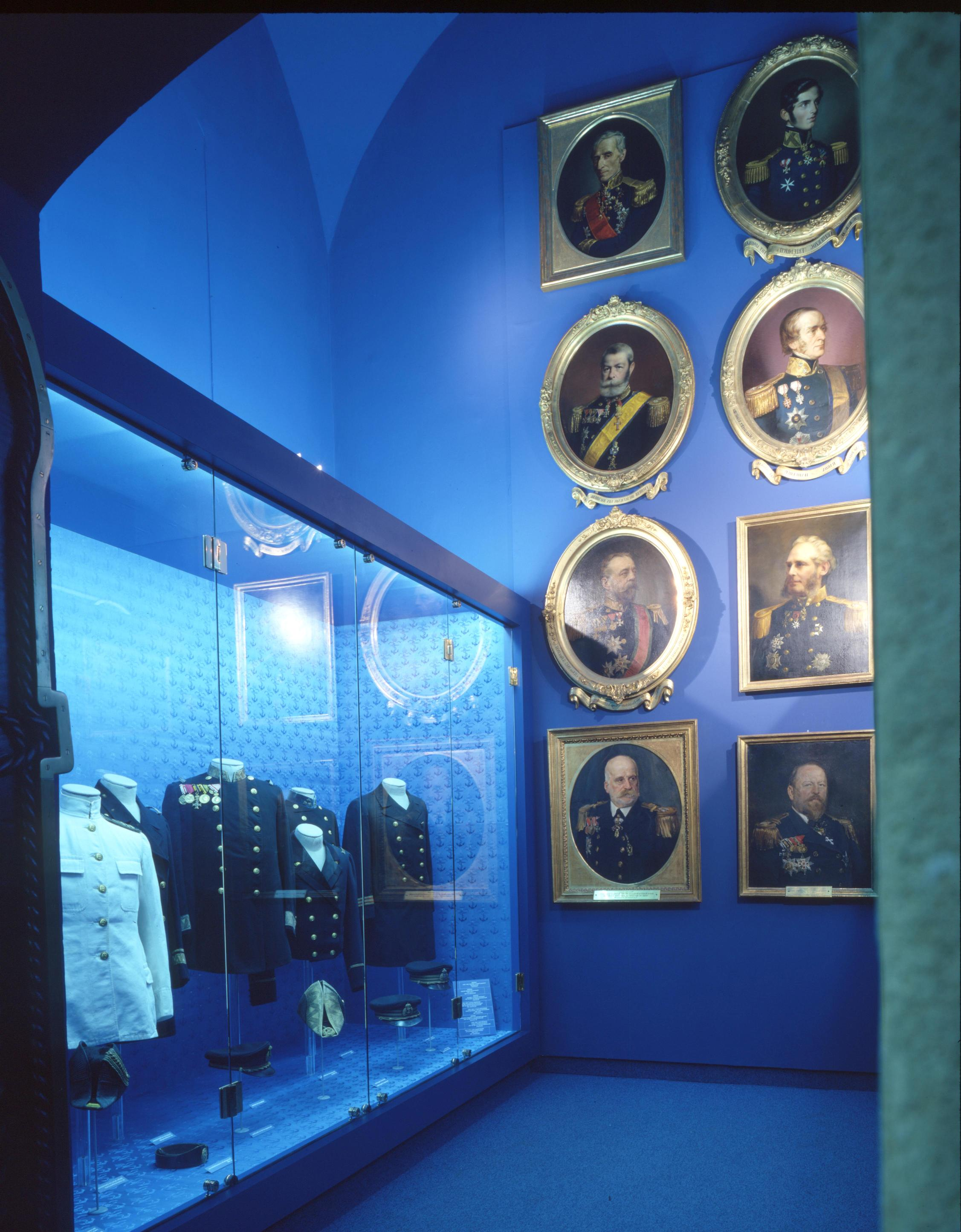
Blaue Kammer
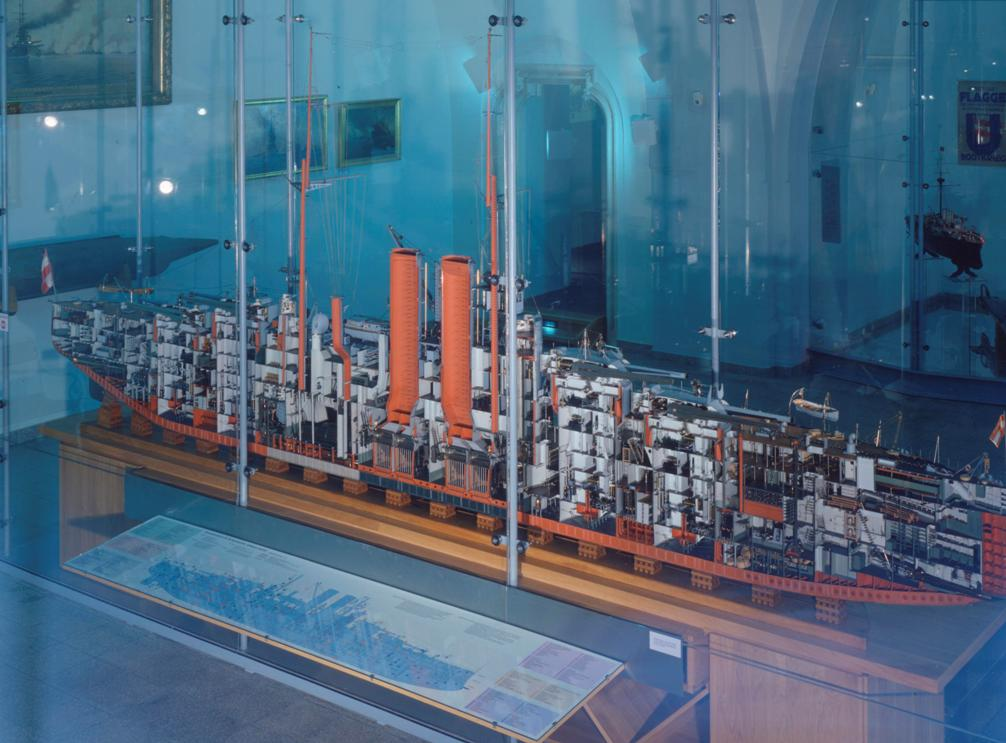
Modell Viribus Unitis
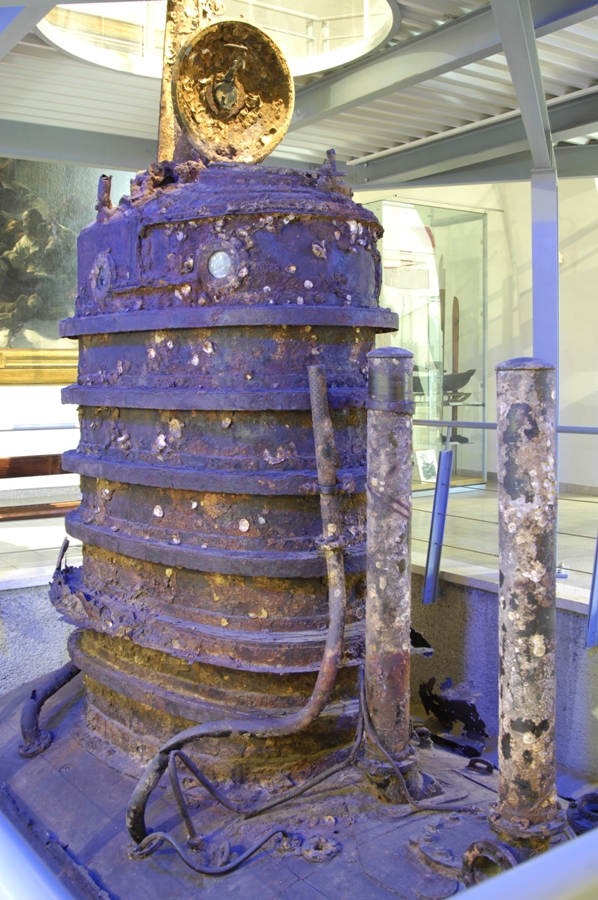
U-Boot-Turm U-20

Die besondere Bedeutung der österreichischen Kriegsmarine im Bereich der wissenschaftlichen Forschung wird durch jene Bereiche veranschaulicht, die den Forschungsreisen gewidmet sind (u. a. Weltumsegelung der SMS Novara (1857–1859) und die Österreichisch-Ungarische Nordpolexpedition (1872–1874) unter der Führung von Julius von Payer und Carl Weyprecht). Beutestücke und Fotos von der Niederschlagung des Boxeraufstandes in China 1900, sowie des Einsatzes im internationalen Eskadre vor Kreta 1897/98, veranschaulichen die militärischen Aspekte vor Ausbruch des Ersten Weltkrieges. Ein besonderes Objekt stellt das Schnittmodell des Flaggschiffes der k.u.k.-Kriegsmarine, Viribus Unitis im Maßstab von 1:25 und einer Gesamtlänge von 6 Metern dar, welches von acht Facharbeitern der Werft Stabilimento Tecnico Triestino von 1913 bis 1917 gebaut wurde. Es ist in Schiffskonstruktion, Raumaufteilung und Maschinenanlage originalgetreu. Die Genauigkeit im Detail geht dabei sogar so weit, dass z. B. das Gemälde in der Offiziersmesse des Modelles nicht nur im Motiv, sondern auch in der Maltechnik (Öl auf Leinwand) dem originalen Vorbild vollkommen angeglichen wurde.
Neben der Dokumentation der ersten k.u.k.-Seeflieger wie Gottfried von Banfield findet auch das Schicksal der U-Bootwaffe im Ersten Weltkrieg Erwähnung. Besonders hervorzuheben ist dabei das einzige noch erhaltene Fragment eines k.u.k.-U-Bootes, der Turm von U-20, welches 1918 in der Mündung des Tagliamento versenkt und 1962 geborgen wurde. Mit den Modellen der Donaumonitore, welche am 31. Dezember 1918 an den SHS-Staat übergeben werden mussten, findet die Ausstellung im Marinesaal ihren logischen Abschluss.

### Außengelände
Im sogenannten „Panzergarten“, der hinter dem Museumsgebäude liegt, befinden sich die wichtigsten Gefechtsfahrzeuge des Österreichischen Bundesheeres von 1955 bis in die Gegenwart, wobei die unterschiedlichen Typen die kontinuierliche Weiterentwicklung der Panzerwaffe verdeutlichen. Die ersten österreichischen Panzertruppen waren durchwegs mit Fahrzeugen der Besatzungsmächte ausgerüstet, wobei diese zum überwiegenden Teil noch aus dem Zweiten Weltkrieg stammten, so zum Beispiel der amerikanische M8, der Schützenpanzer M21 oder der leichte Kampfpanzer M24.

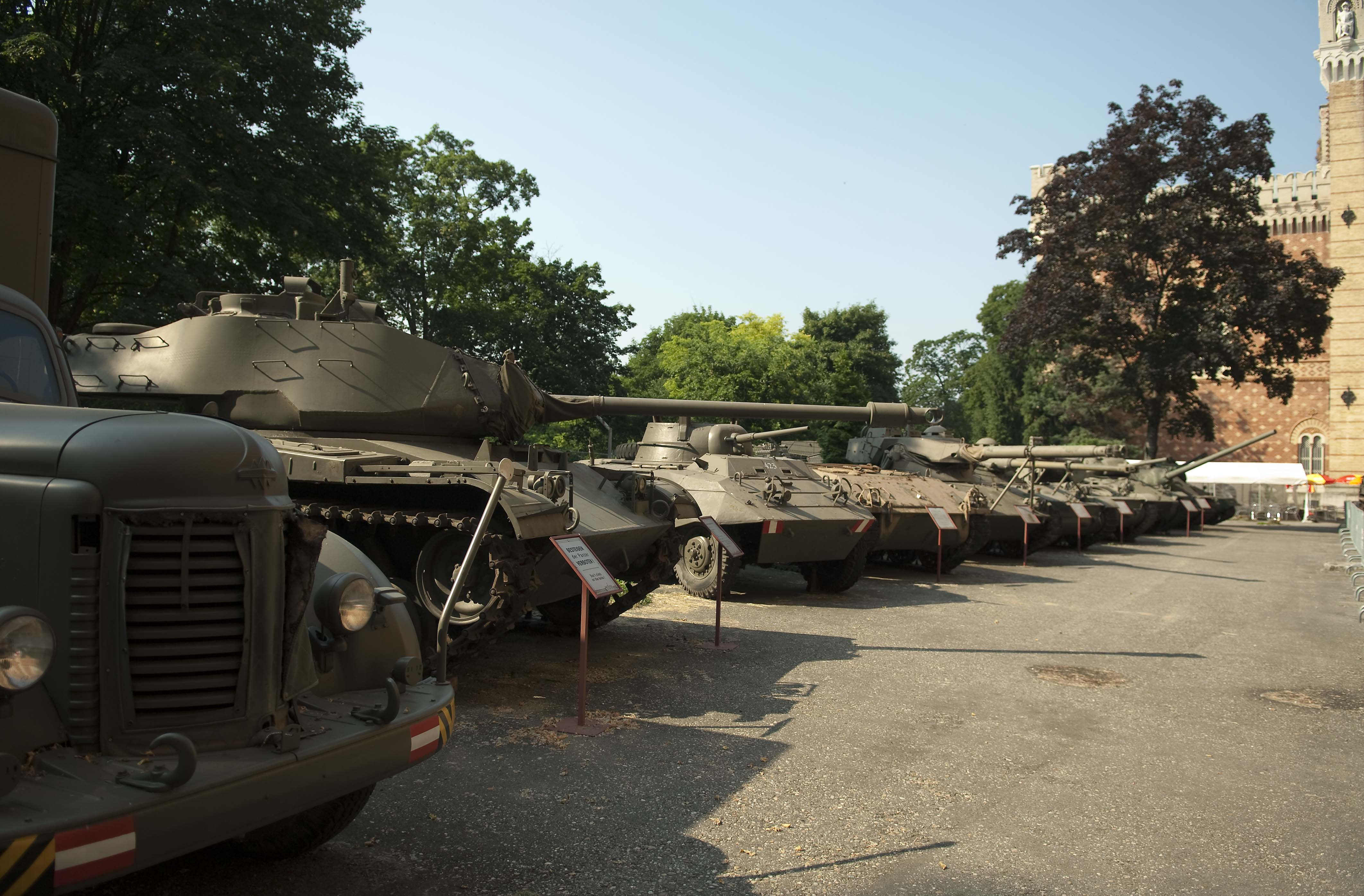
Außengelände mit Panzerausstellung
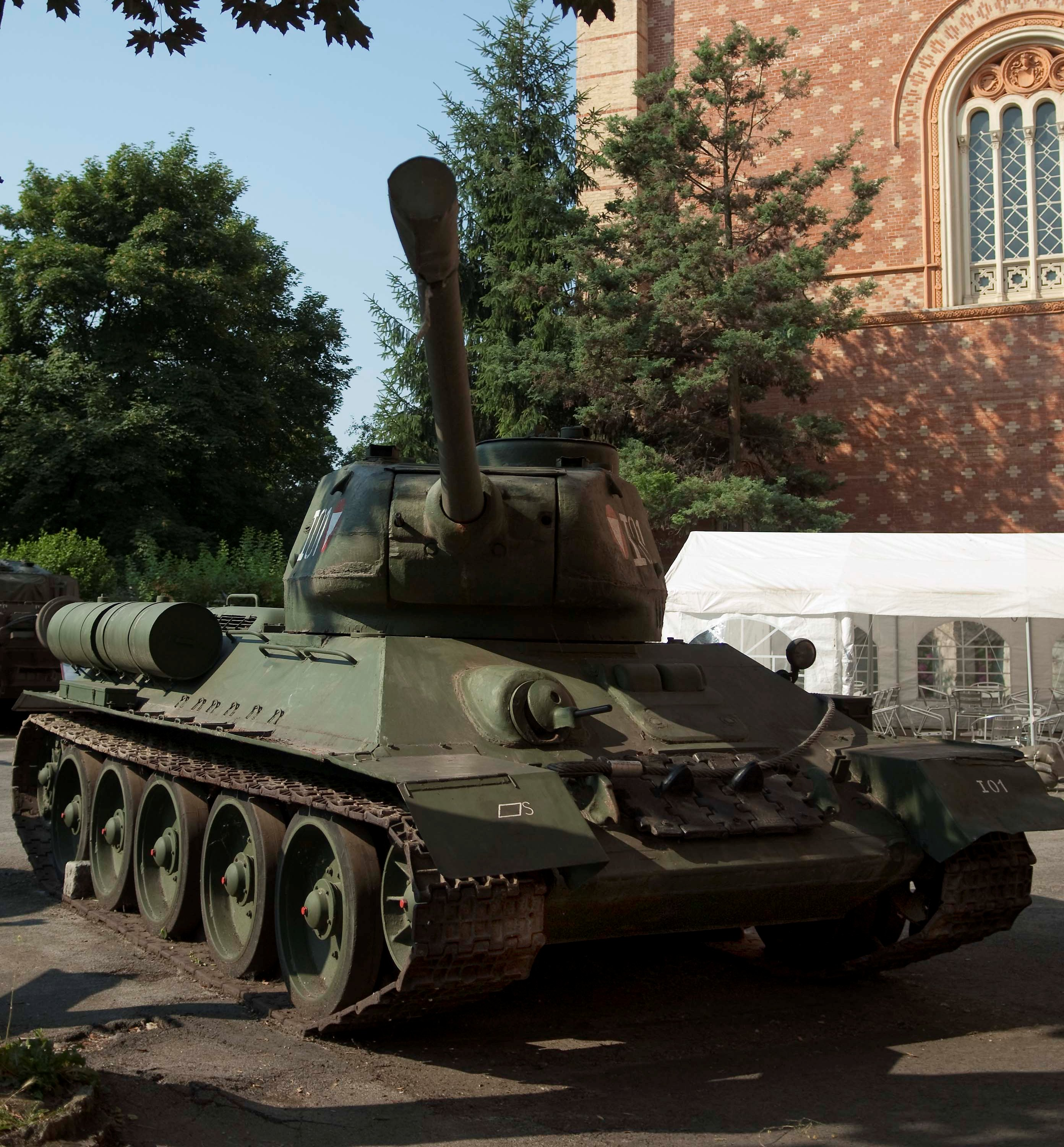
Sowjetischer T-34
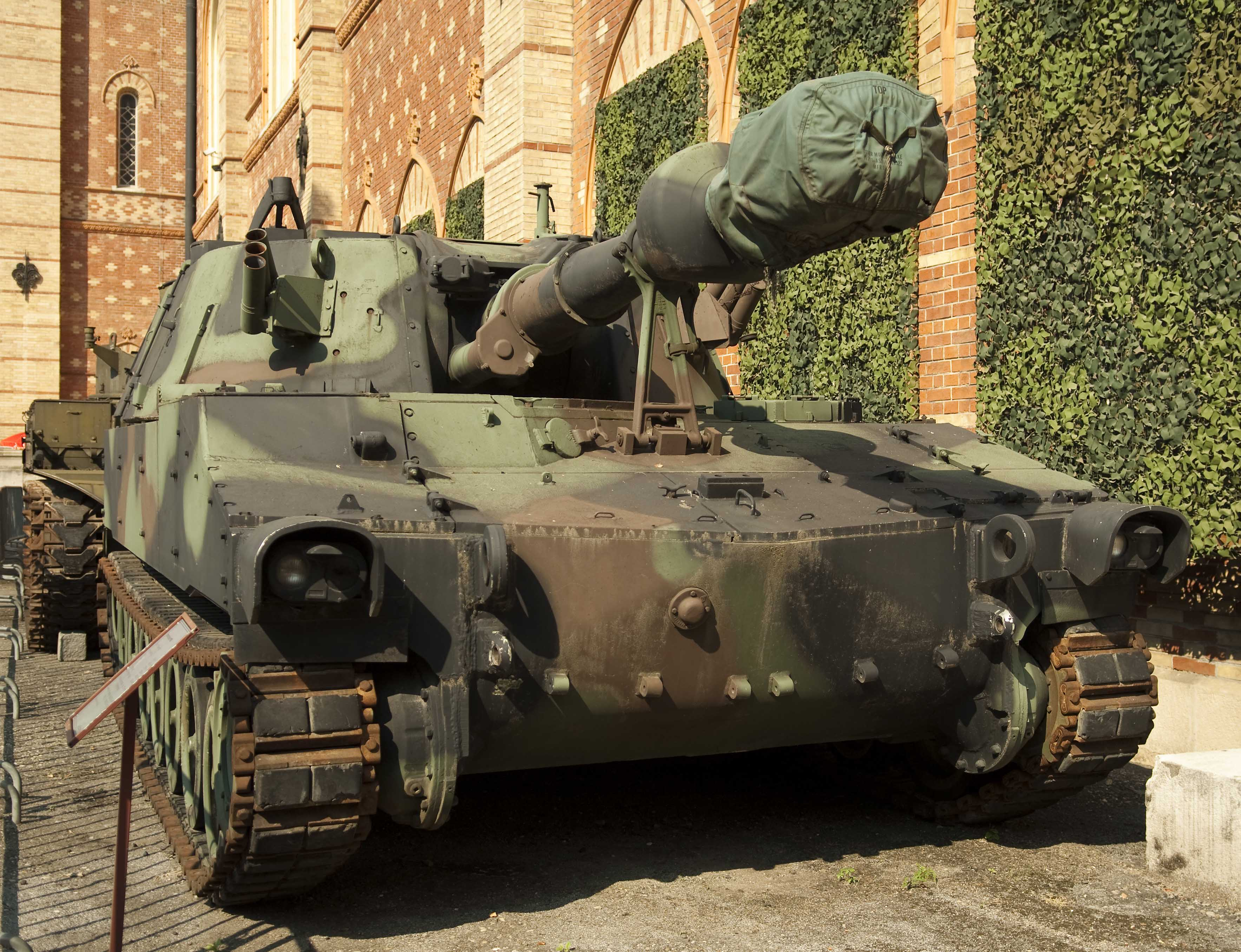
Panzerhaubitze M109
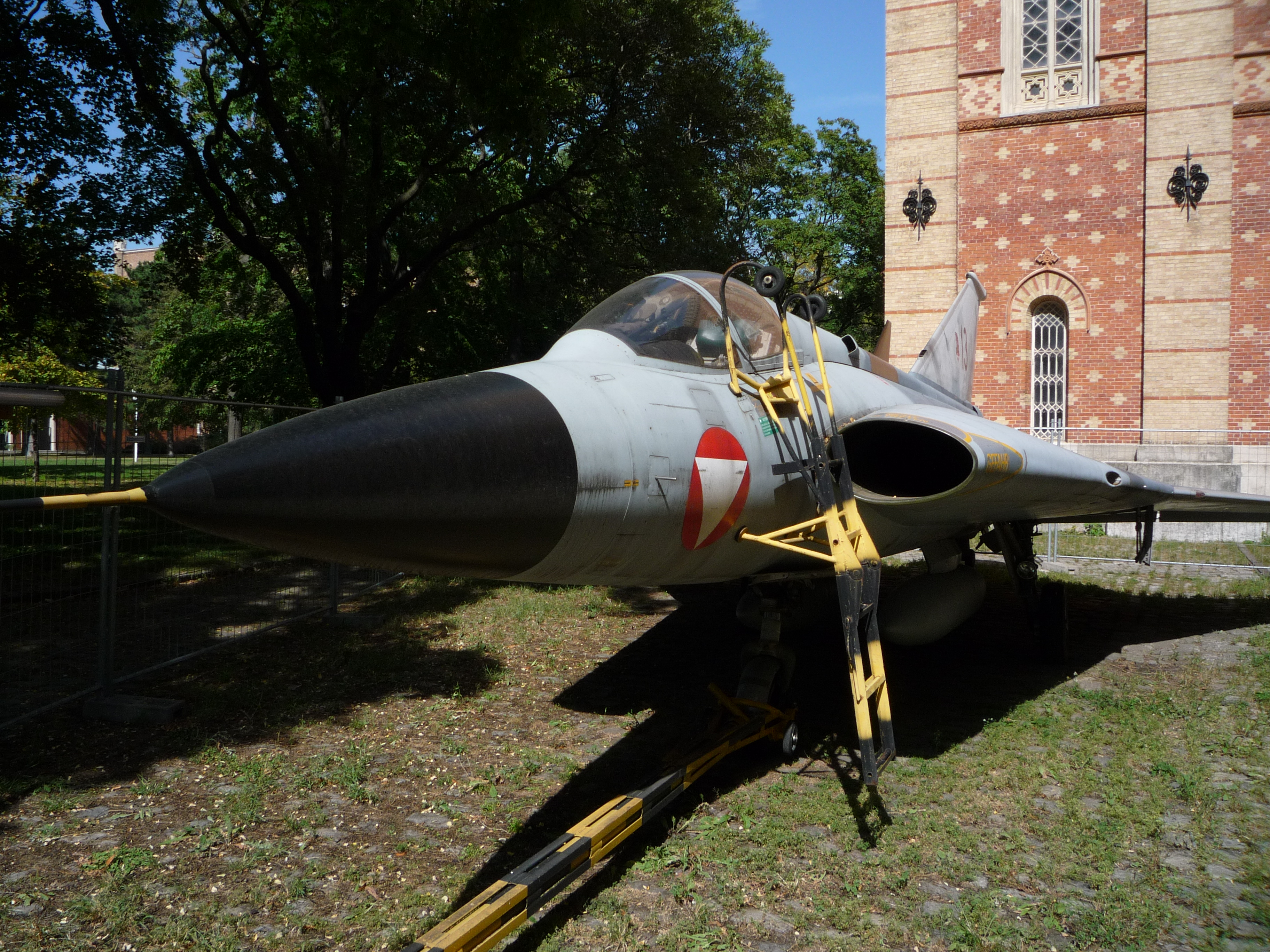
Saab Draken
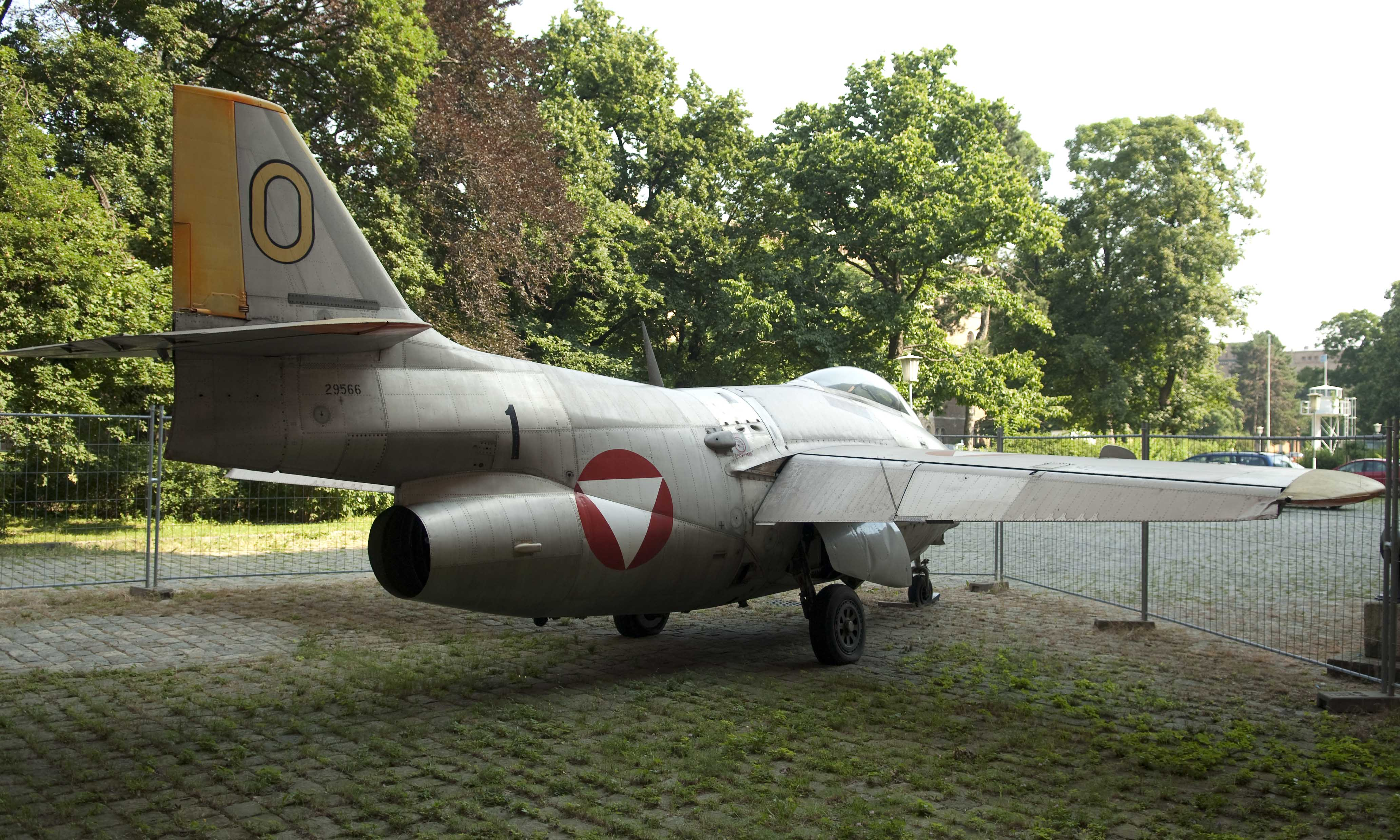
Saab 29 Tunnan

An sowjetischen Panzern sind die wichtigsten Exemplare vertreten, wie der Kampfpanzer T-34 und das Sturmgeschütz SU-100, welches ursprünglich vor dem Heldendenkmal der Roten Armee am Schwarzenbergplatz aufgestellt war. Es gibt jedoch auch Exponate österreichischer Provenienz, wie die Prototypen des Schützenpanzers Saurer und des Jagdpanzers Kürassier, der auch in der neueren A1-Version vertreten ist. Die beiden letztgenannten Panzerfahrzeuge sind nach wie vor beim Bundesheer im Einsatz, ebenso wie die Panzerhaubitze M109, von der ebenso ein Exponat im Außengelände besichtigt werden kann. Der Kampfpanzer M60, der über viele Jahre beim Bundesheer im Einsatz war, ist das größte und schwerste Kettenfahrzeug dieser Sammlung.
Im Außenbereich vor dem Museumsgebäude befinden sich zwei weitere Flugzeuge, eine Saab 29 Tunnan, auch bekannt als „Fliegende Tonne“ und ein Saab 35-OE Draken.

### Panzerhalle
In der im Arsenal Objekt XIII untergebrachten und 2017 eröffneten Panzerhalle werden unter den insgesamt 26 ausgestellten Panzern auch der Prototyp des Schützenpanzers Saurer, das erste nach dem Zweiten Weltkrieg in Österreich hergestellte Panzerfahrzeug gezeigt; sowie weitere historische Kampffahrzeuge wie die Jagdpanzer Kürassier und Jaguar, die Kampfpanzer M60 A3 und Leopard 2A4. Anhand von Schnittmodellen kann der Besucher auch Einblick ins Innere eines Panzers gewinnen.

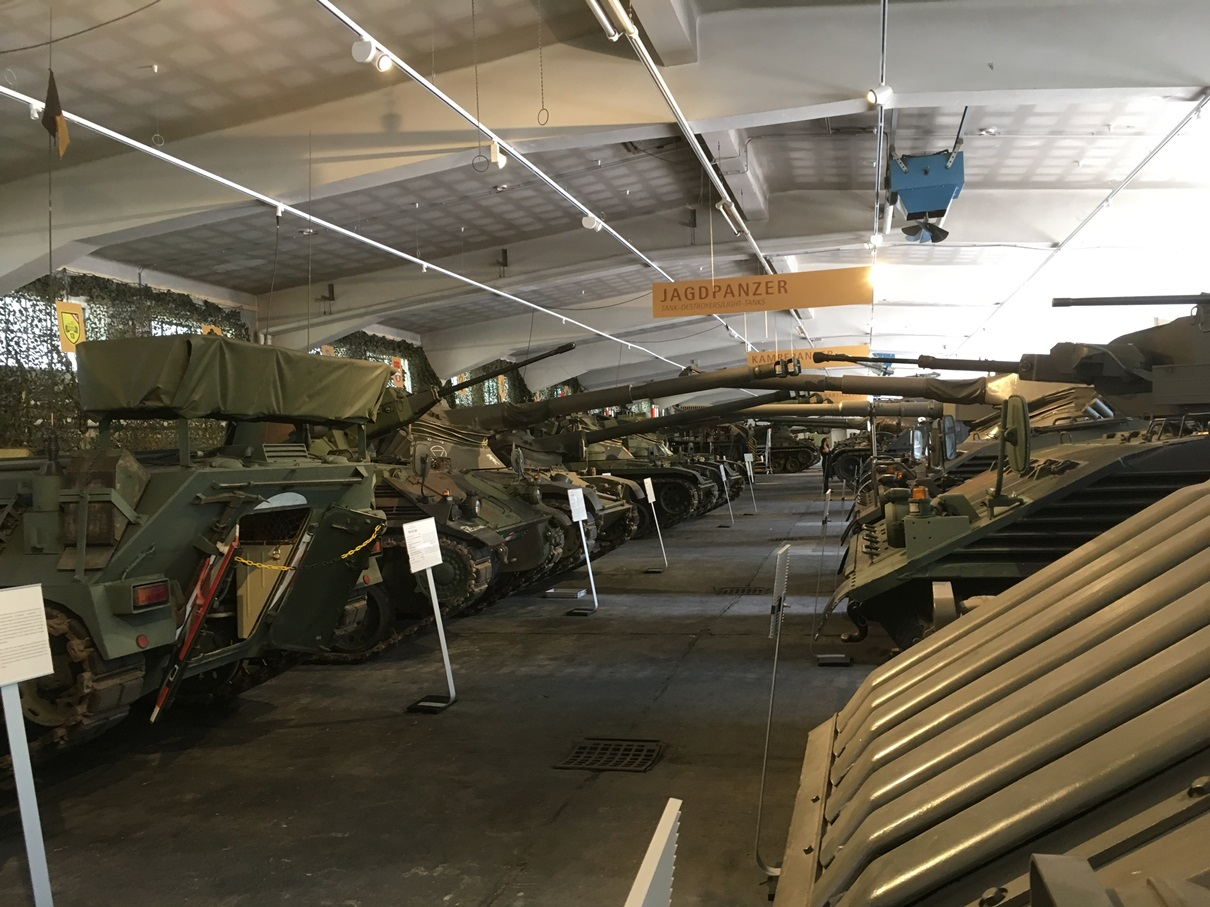
Einblick in die Panzerhalle
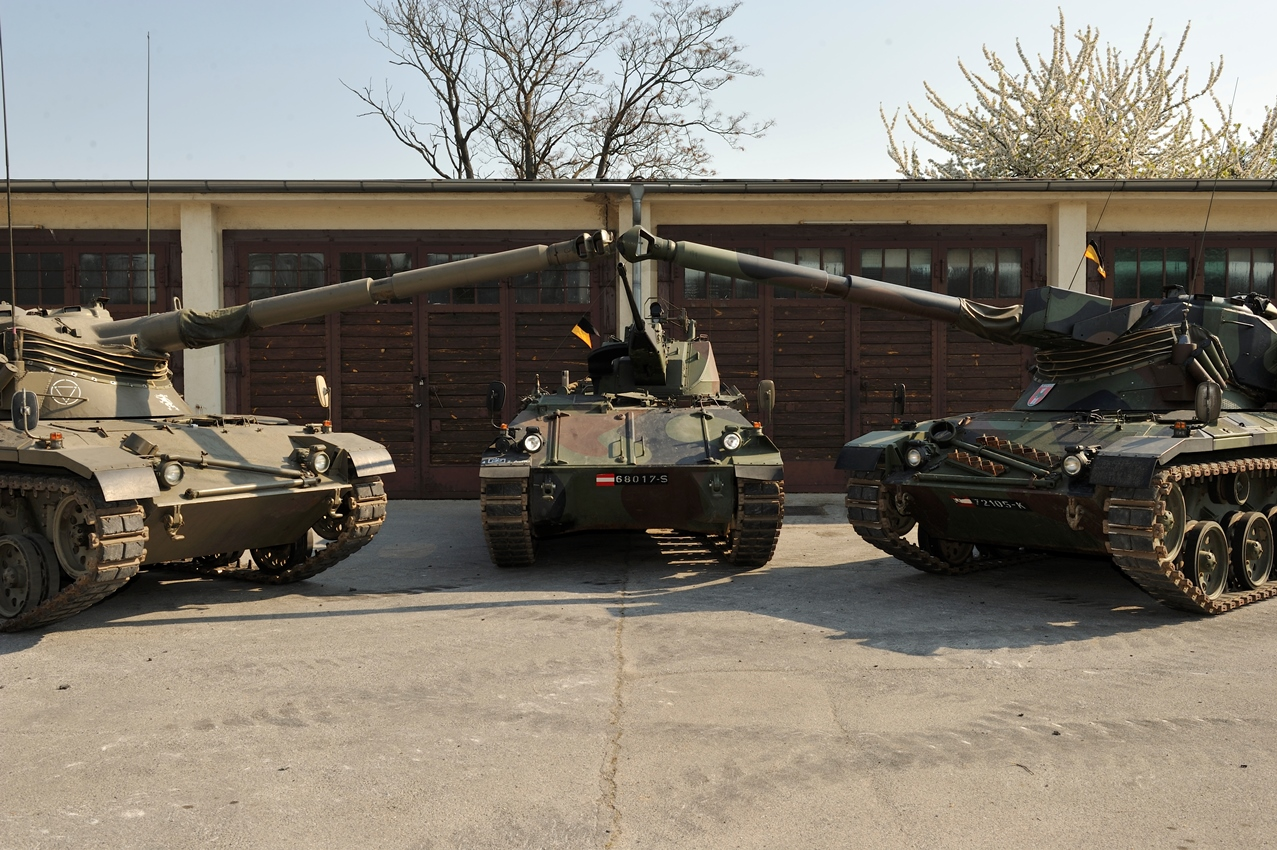
Zwei JPz Kürassier und ein SPz Saurer vor der Panzerhalle
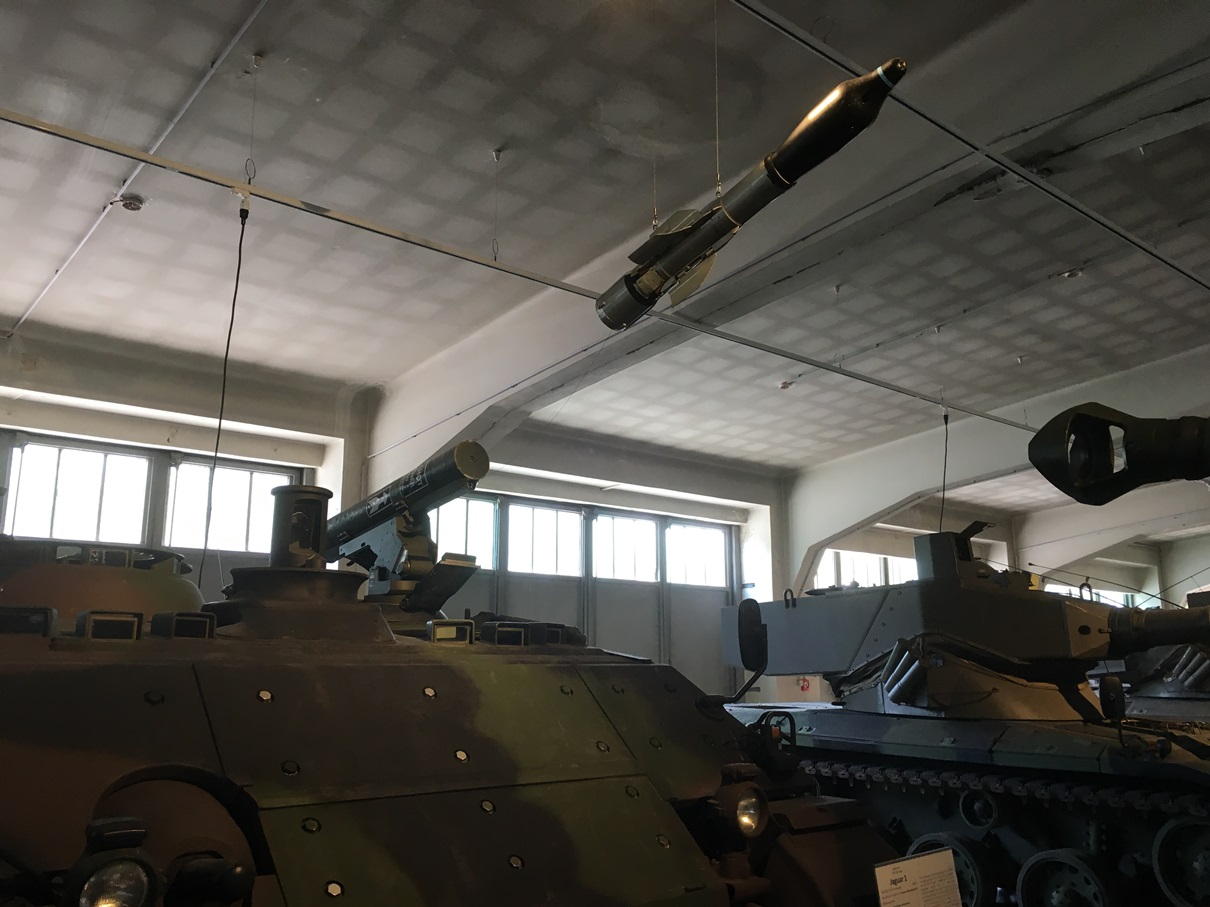
SPz Jaguar mit Lenkflugkörper HOT
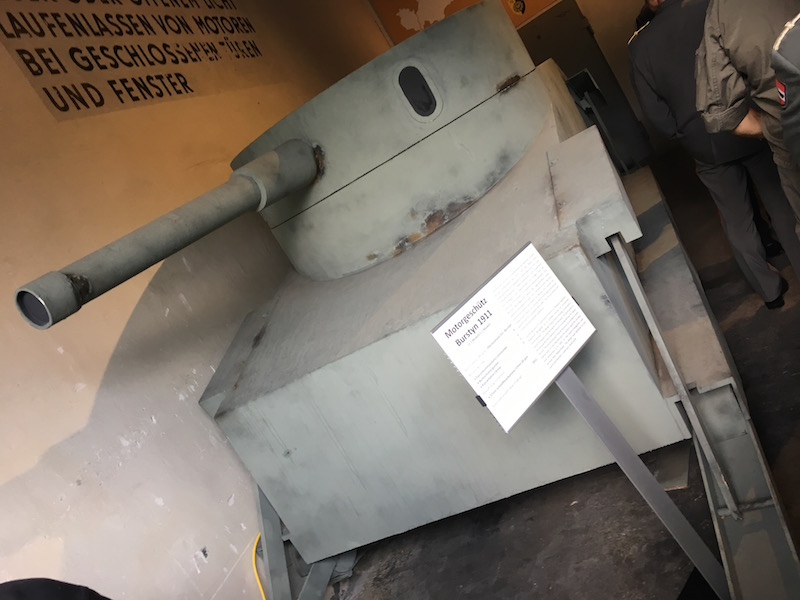
Modell Burstyn-Motorgeschütz
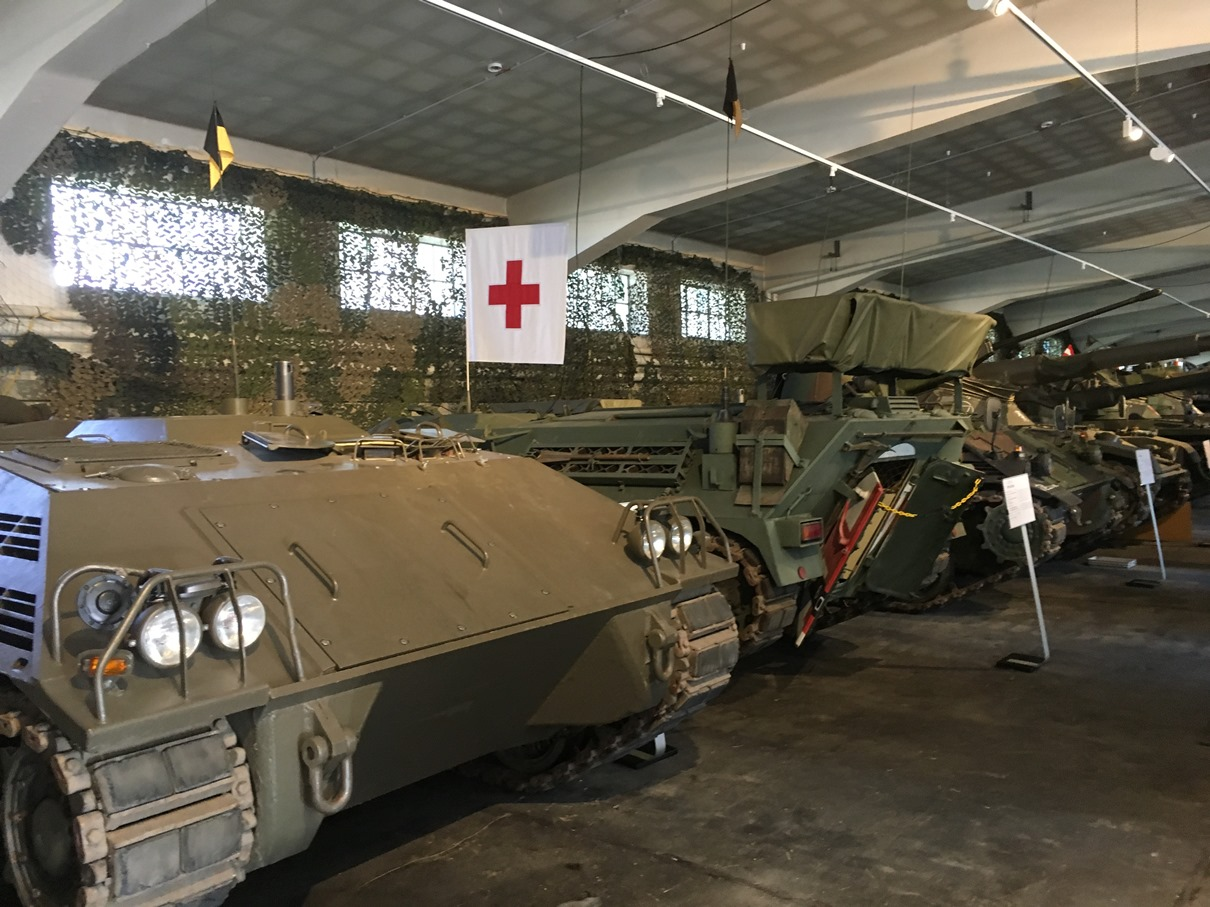
Einblick in die Panzerhalle mit Sanitäts-SPz Saurer

Ebenso ist in der Panzerhalle ein besonders seltenes Exemplar eines Jagdpanzer 38 ausgestellt. Dieses Fahrzeug war einer der ersten Panzer im Heeresgeschichtlichen Museum, welcher nicht aus den Beständen des österreichischen Bundesheeres stammte. 1974 kam er als Geschenk der Schweizer Armee nach Wien und wurde dort im Depot eingelagert. Nach 2005 wurde er aufwendig restauriert und fahrbereit gemacht.

### Artilleriehallen
Die Geschützrohrsammlung des Heeresgeschichtlichen Museums umfasst rund 550 Geschütze und Rohre und zählt damit weltweit zu den bedeutendsten Sammlungen dieser Art. Der überwiegende Teil der Bestände entstammt noch dem alten kaiserlichen Zeughaus. Ursprünglich war die Sammlung mehr als doppelt so groß, doch wurden während des Zweiten Weltkrieges zahlreiche historisch wertvolle Stücke zur Gewinnung von Metall eingeschmolzen. Viele der Geschützrohre befinden sich unmittelbar in den Sälen oder vor dem Museumsgebäude, der überwiegende Teil befindet sich in den beiden Artilleriehallen (Objekte 2 und 17), welche das Objekt 1 – das ehemalige Kommandogebäude des Arsenals – flankieren. Das Objekt 2 – das vom Museum aus gesehen linke Gebäude – ist der Entwicklung der Artillerie vom Mittelalter bis ins 18. Jahrhundert gewidmet.

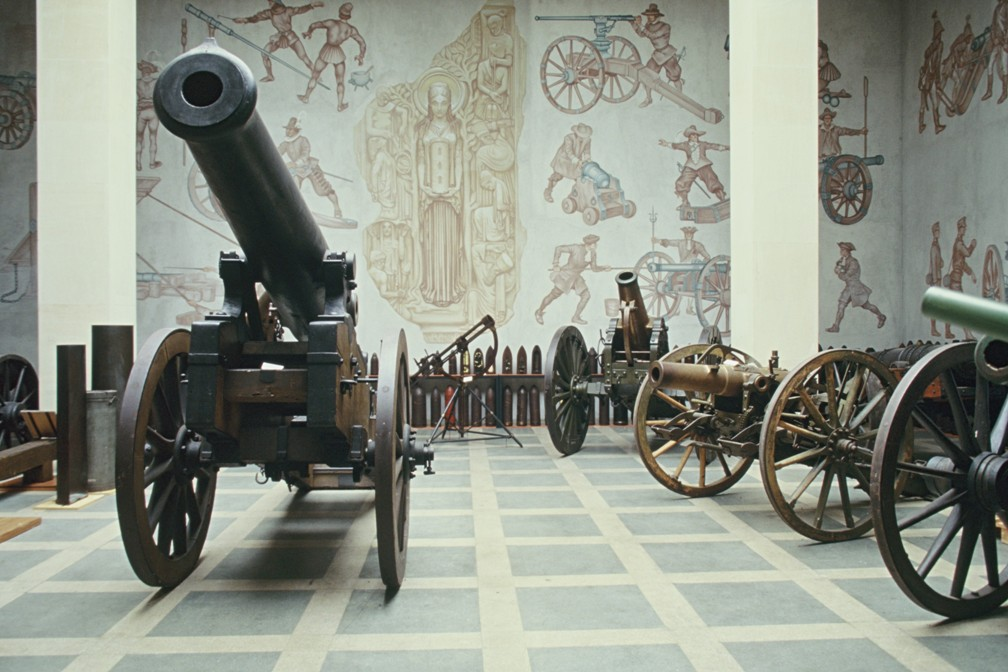
Artilleriehalle
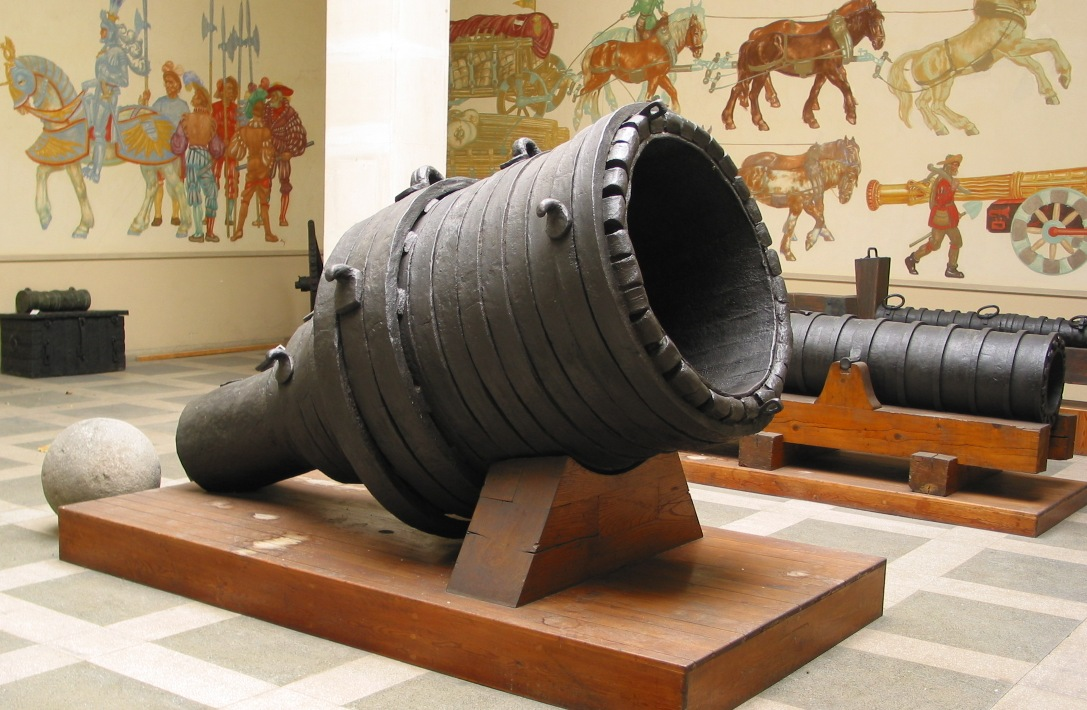
Pumhart von Steyr
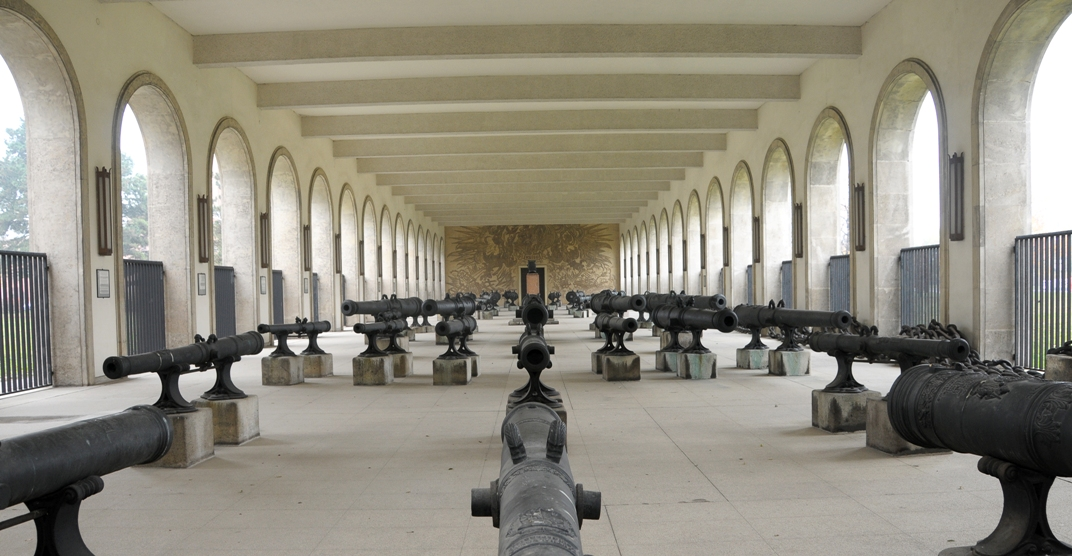
Artilleriehalle
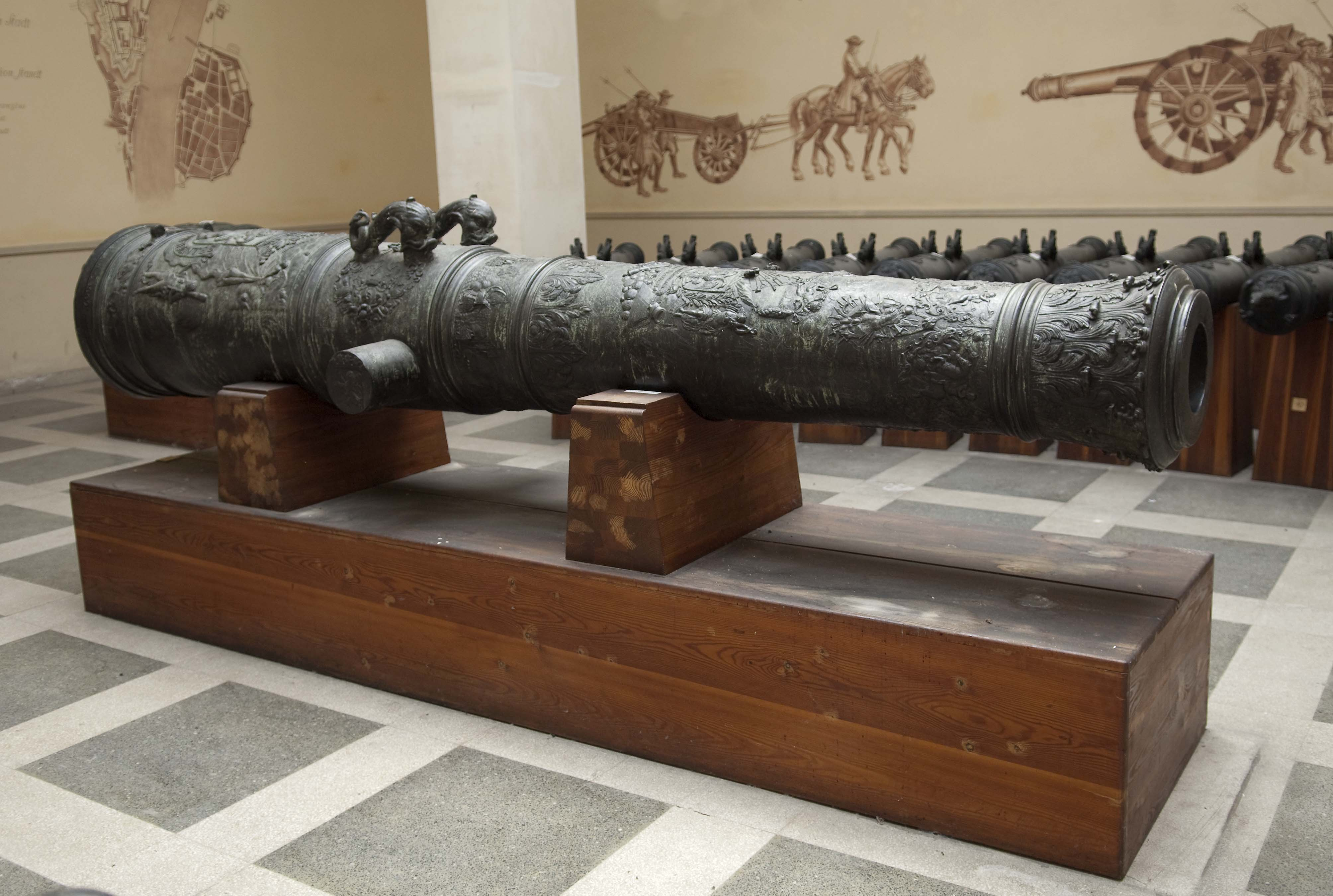
Kartaune, 1669
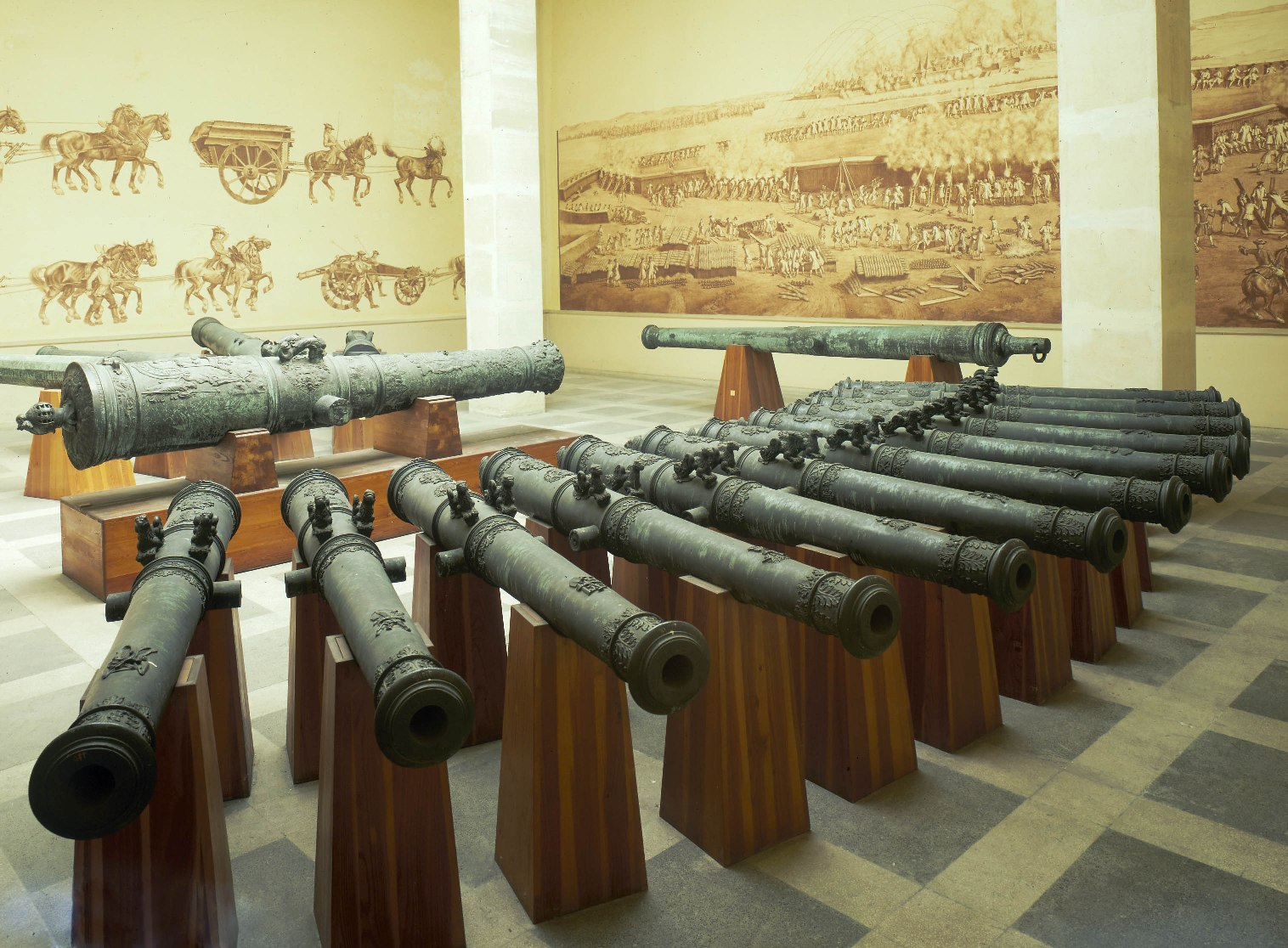
Nürnberger Monatsrohre

In einer Seitenkammer ist der historisch wohl wertvollste Bestand der schmiedeeisernen Geschütze des Mittelalters zu sehen. Darunter befindet sich auch der weltberühmte „Pumhart von Steyr“, eine tausendpfündige Steinbüchse aus dem frühen 15. Jahrhundert mit einem Kaliber von 80 cm. Es handelt sich dabei um das älteste Geschütz aus dem kaiserlichen Zeughaus und um eines der letzten von den ganz wenigen noch erhaltenen mittelalterlichen Riesengeschützen. Die gegenüberliegende Kammer und der Mittelbereich beherbergen Bronzerohre in allen Größen vom 17. bis zum 18. Jahrhundert. Die rechte Artilleriehalle (Objekt 17) umfasst in erster Linie Bestände an fremdländischen Exponaten, wie venezianische und türkische Geschützrohre. Französische Geschützrohre – Beutestücke aus den Napoleonischen Kriegen – sind ebenfalls vertreten. In den beiden Seitenkammern befinden sich wiederum österreichische Geschützrohre, darunter auch frühe Hinterladergeschütze.
Die Fresken in den Artilleriehallen stammen von verschiedenen Künstlern. So schuf der Maler Hans Wulz für das Objekt 17 das Fresko Einnahme Utrechts durch Maximilian I.; der Porträtist und Militärmaler Hugo von Bouvard schmückte das Objekt 2 mit Darstellungen des mittelalterlichen Heeres- und Transportwesens und diversen Kriegsfahrzeugen sowie mit Transportmitteln der maximilianischen Epoche. Den gegenüberliegenden Saal der Artilleriehalle Objekt 2 gestaltete Albert Janesch nach zeitgenössischen Vorlagen aus Jörg Kölderers Artillerie Maximilians I.

## Sammlungen
Die Sammlungen des Heeresgeschichtlichen Museums umfassen mehr als rund 1,5 Millionen Objekte, wobei thematisch die historische Entwicklung des österreichischen Militärs im Zeitabschnitt vom ausgehenden 16. Jahrhundert bis zur Gegenwart den Schwerpunkt bildet. Das Museum verfügt über sehr umfassende Spezialsammlungen, die sich mit den einzelnen Entwicklungssträngen in den Bereichen des Ausrüstungs-, Fahnen-, Uniform-, Heraldik-, Kunst-, Militärmusik-, Orden & Ehrenzeichen-, Traditions-, Militärtechnik- und Waffenwesens beschäftigen und sich ebenso der Aufarbeitung der bildlichen und schriftlichen Quellen sowie aller audiovisuellen Medien widmen. Von den genannten Objekten befindet sich nur ein kleiner Teil (rund 5 bis 7 %) in der permanenten Ausstellung sowie in den Traditionsräumen des Bundesheeres und Dependancen des Museums. Viele Objekte lagern in den Museumdepots und werden nur temporär bei sich abwechselnden Sonderausstellungen bzw. als Leihgabe bei externen Ausstellungsprojekten der Öffentlichkeit präsentiert. Seit 1998 werden die musealen Objekte elektronisch erfasst und seit mehreren Jahren auch verstärkt bildlich digitalisiert. Zu einem Teil dieses elektronischen Gesamtinventars gibt es einen offenen Zugang („Online-Katalog“), wobei derzeit rund 10.000 Objekte öffentlich eingesehen werden können. Diese Objektdatenbank soll laufend erweitert werden.

### Gemäldesammlung
Im Heeresgeschichtlichen Museum befindet sich eine Gemäldegalerie bedeutender Historien-, Genre- und Kriegsmaler, in der sich der Krieg in Gemälden vom Ende des 16. Jahrhunderts bis in die Gegenwart widerspiegelt. Mehrere davon sind von monumentaler Größe.
Einige Beispiele der Gemäldegalerie:

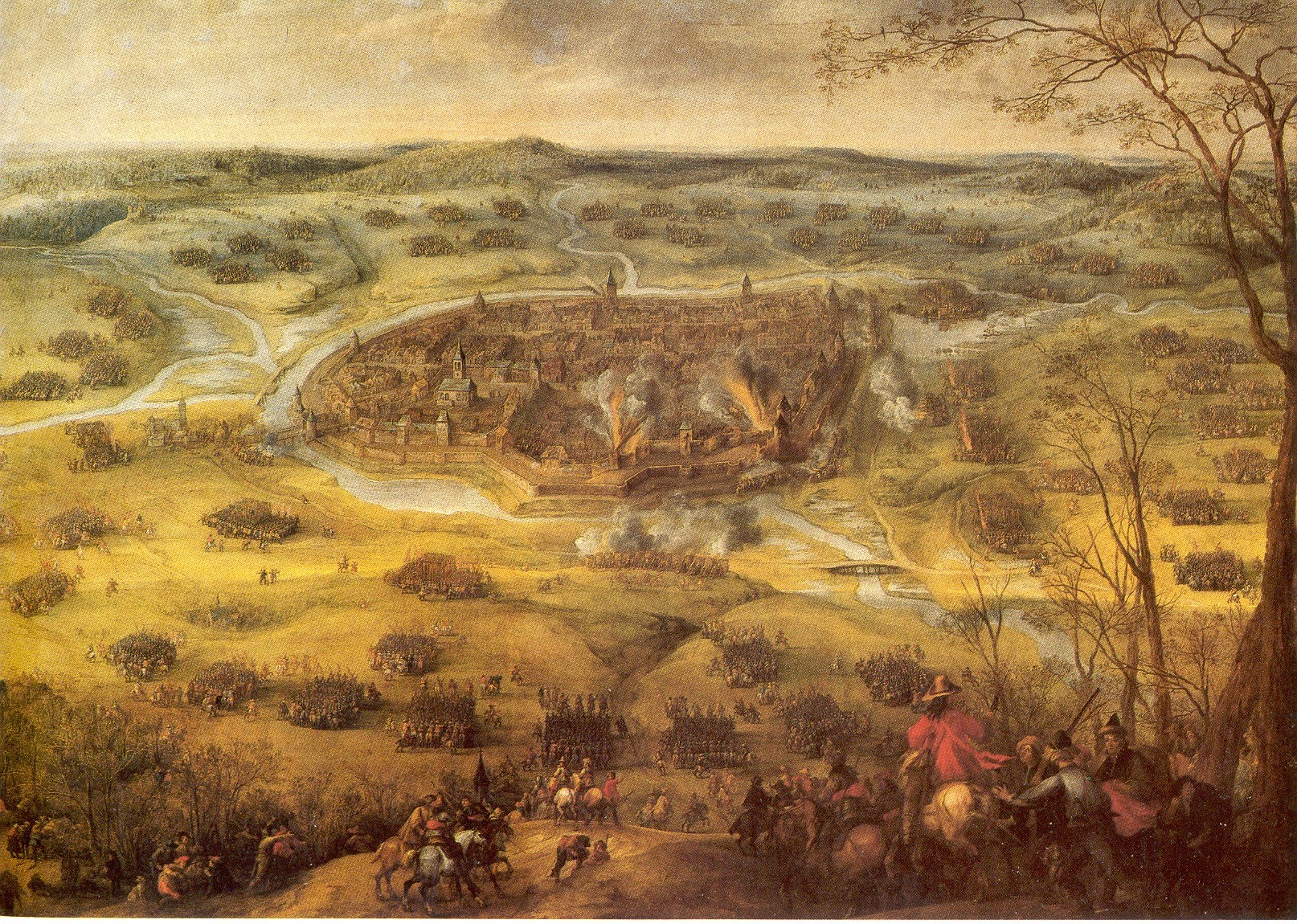
Pieter Snayers: Die Einnahme von Neunburg. Öl auf Leinwand, 202 cm × 267 cm (Dauerleihgabe KHM)
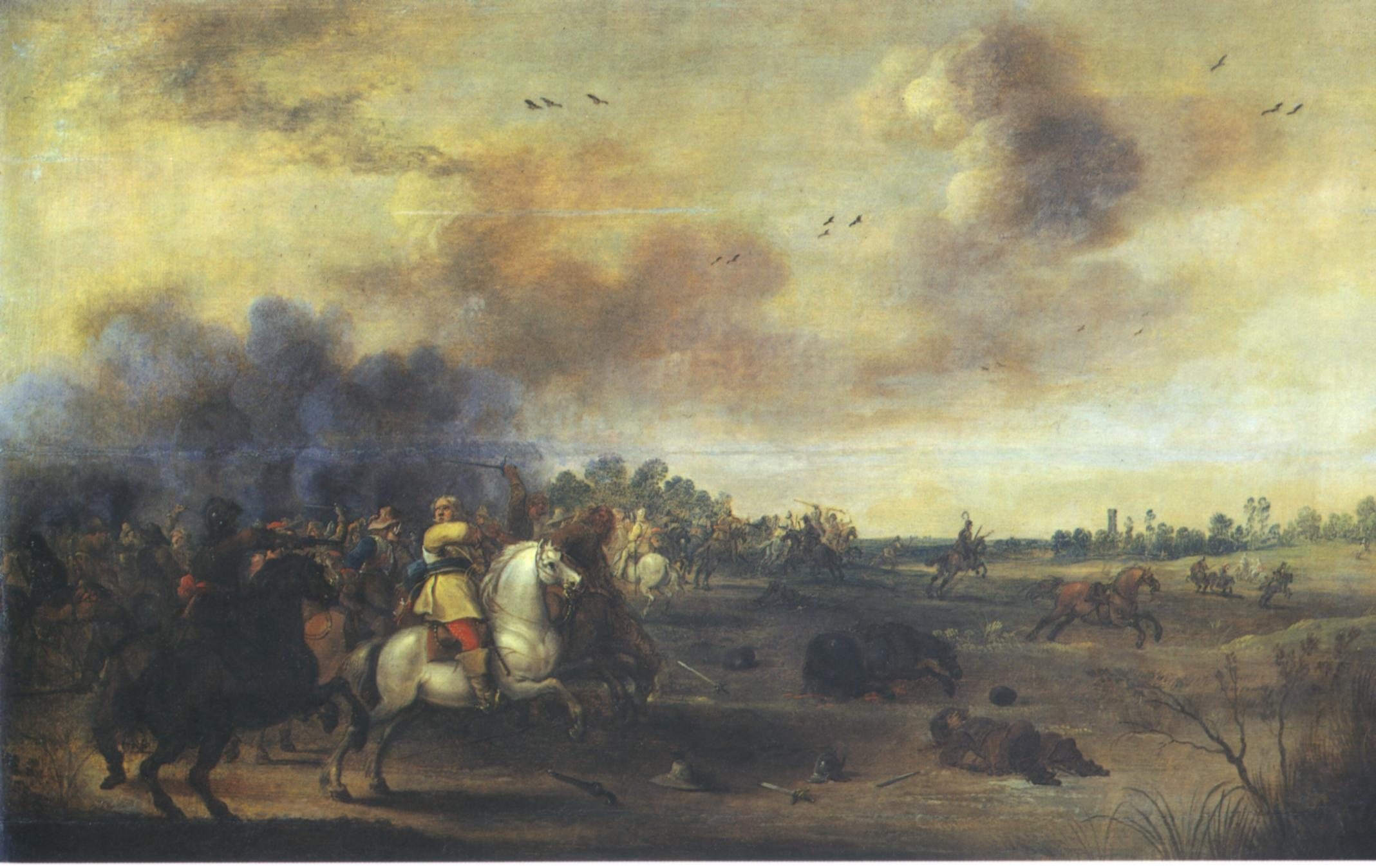
Pieter Meulener: Der Tod Gustav Adolfs in der Schlacht bei Lützen. Öl auf Holz, 49 cm × 79 cm
Anonym: Belagerung und Entsatz der Stadt Wien im September 1683. Öl auf Leinwand, 235 cm × 385 cm
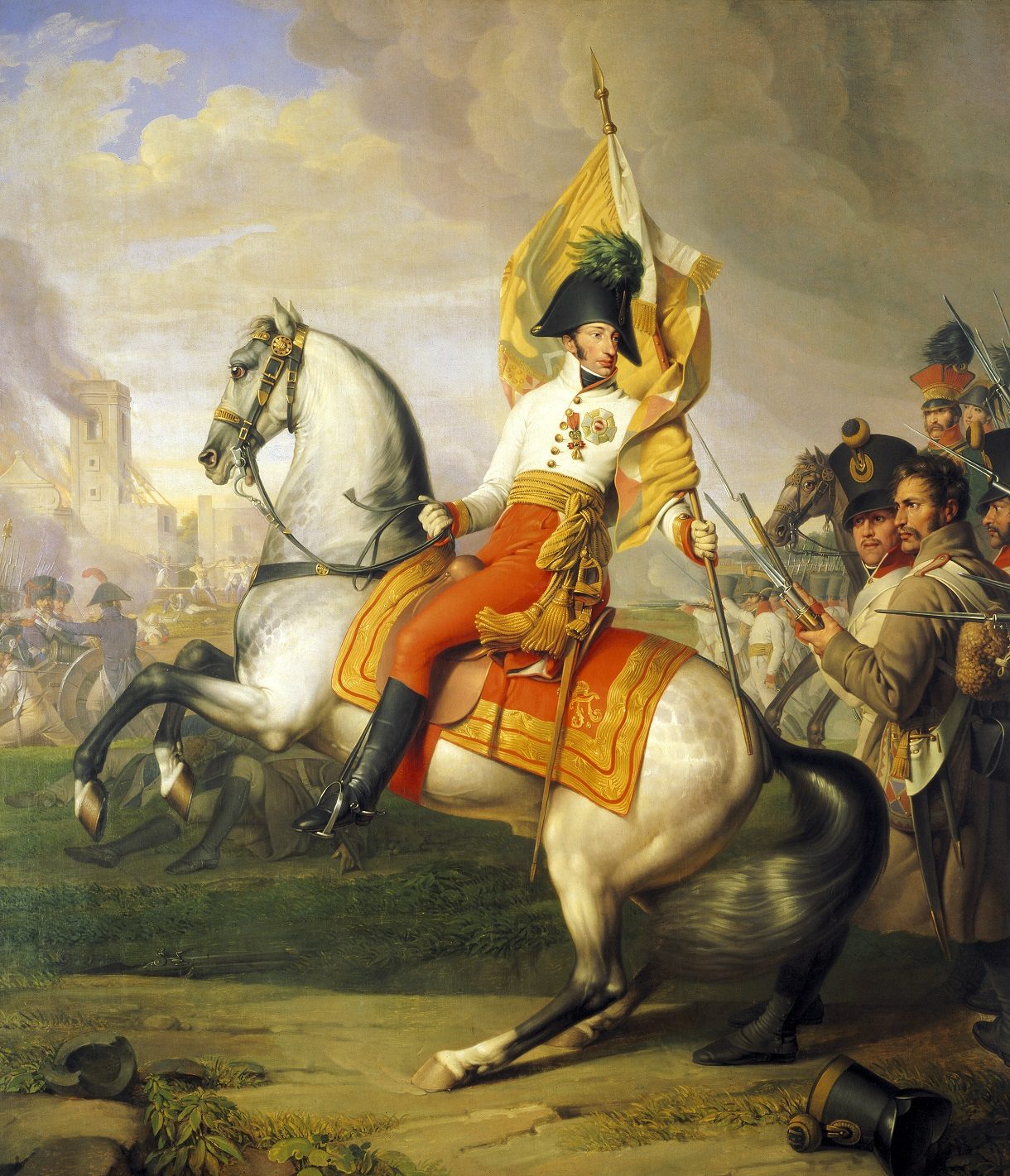
Johann Peter Krafft: Erzherzog Carl mit der Fahne des Infanterieregimentes Nr. 15 „Zach“. 327 cm × 282 cm
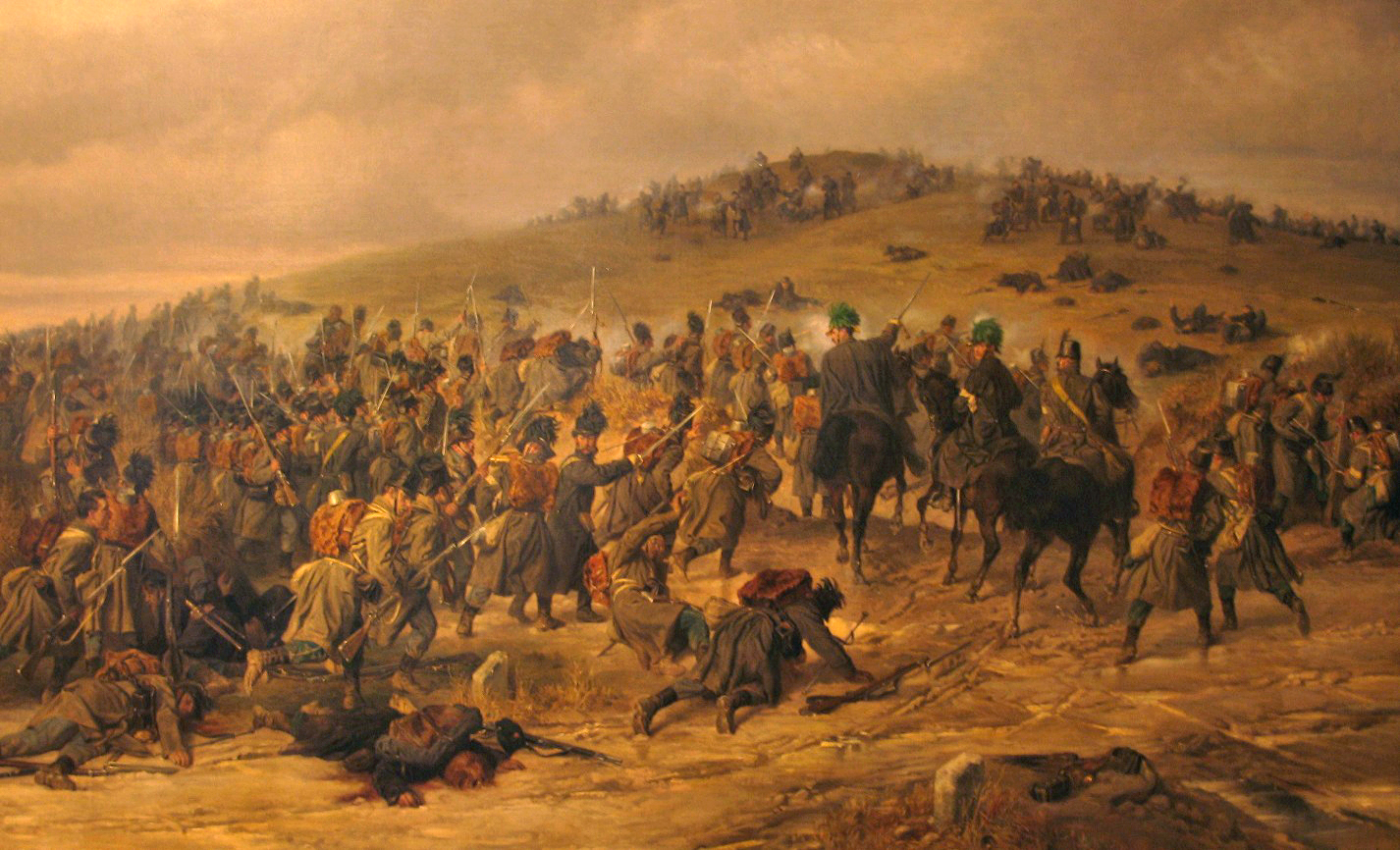
Siegmund L’Allemand: Die Erstürmung des Königsberges bei Oberselk durch das k.u.k. 18. Jägerbataillon am 3. Februar 1864. Öl auf Leinwand 101 cm × 151 cm
Václav Sochor: Die Batterie der Toten. Öl auf Leinwand, 509 cm × 809 cm
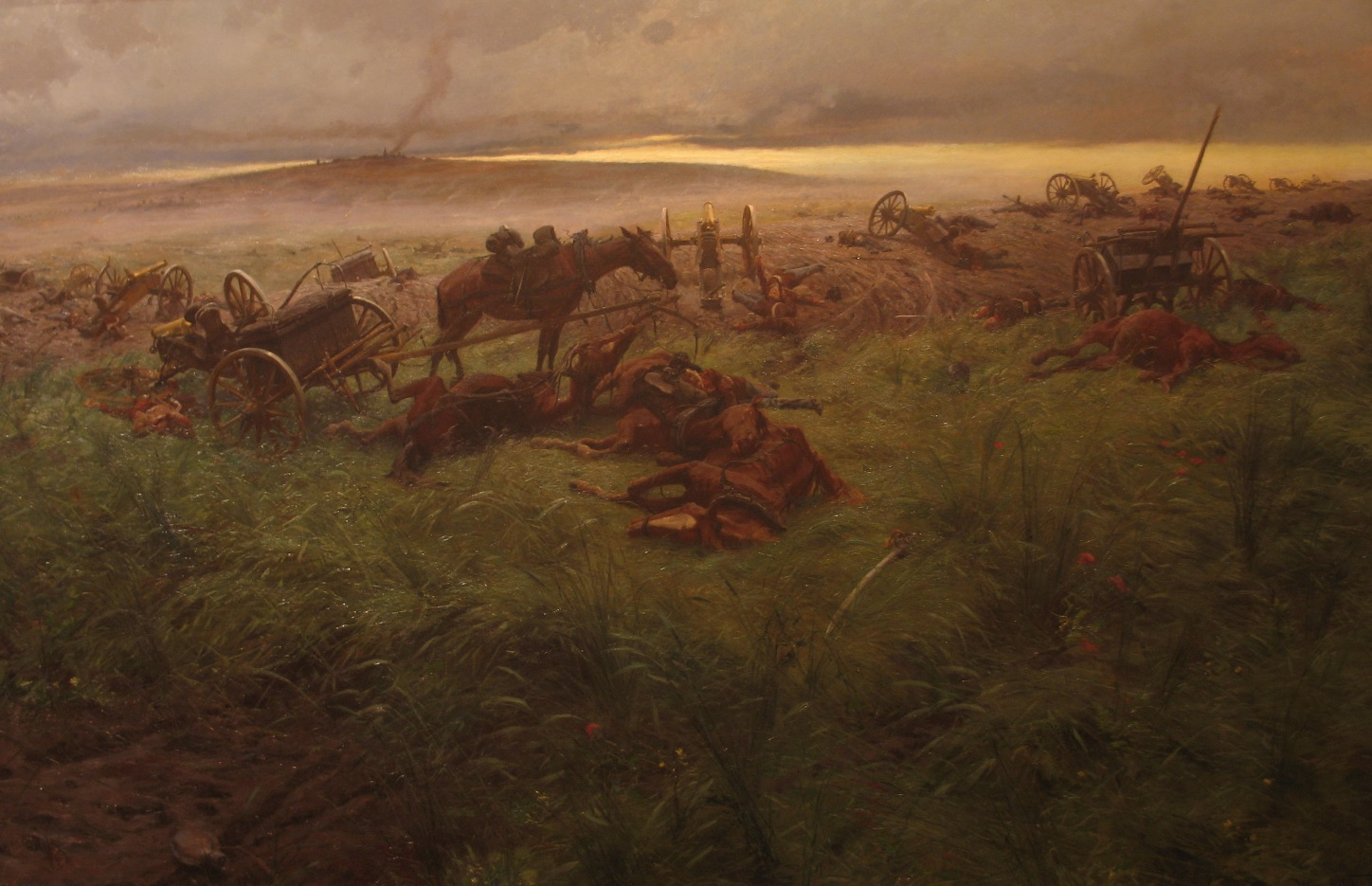
Rudolf Otto Ritter von Ottenfeld: Ein Ruhmesblatt der österreichischen Artillerie. Öl auf Leinwand, 204,5 cm × 299 cm
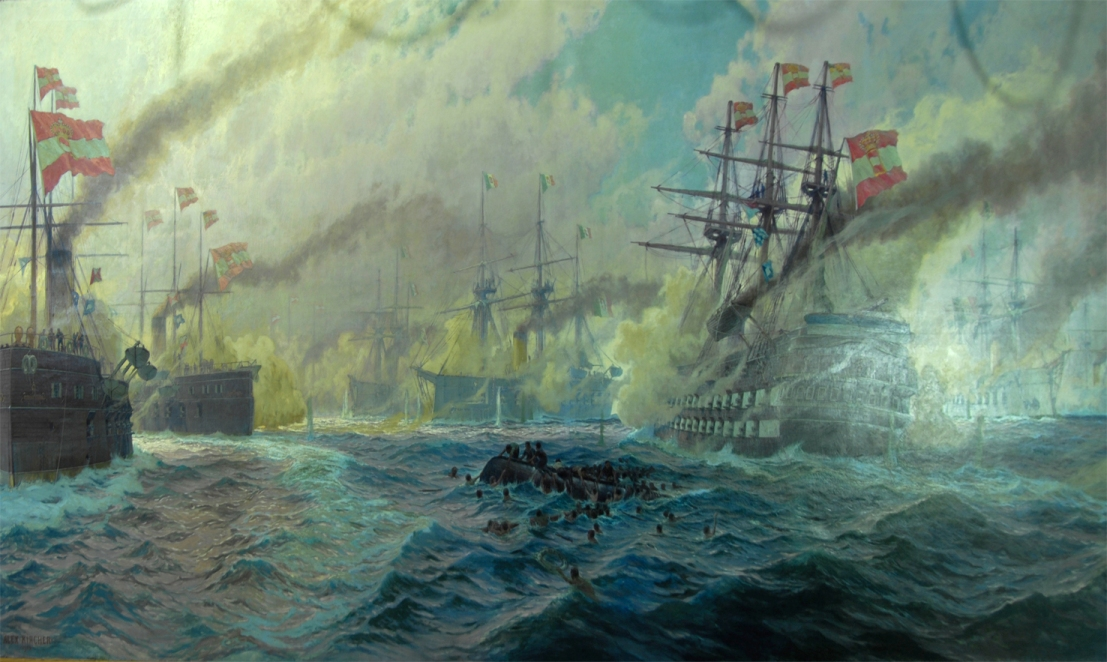
Alexander Kircher: Die Seeschlacht von Lissa. Öl auf Leinwand, 318 cm × 705 cm
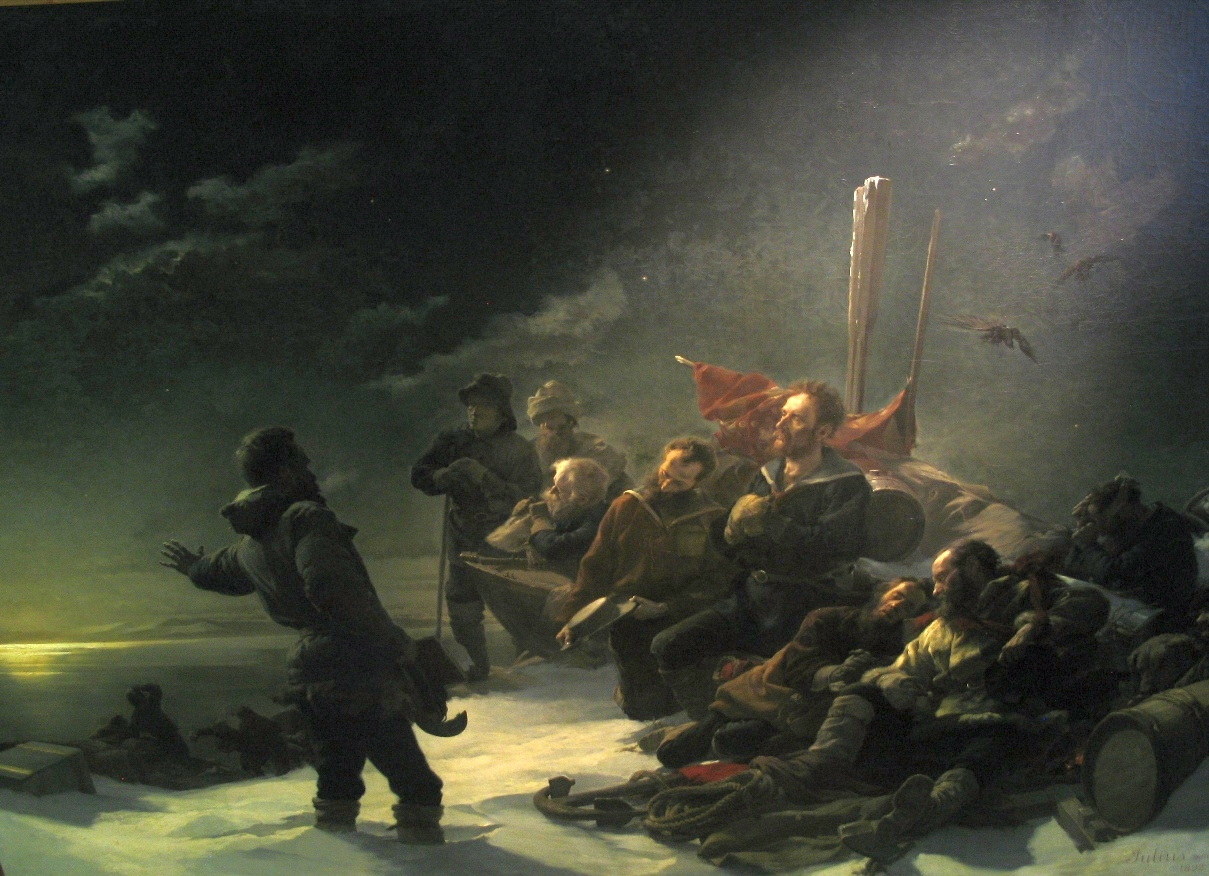
Julius von Payer: Nie zurück! Öl auf Leinwand, 324,5 cm × 459 cm
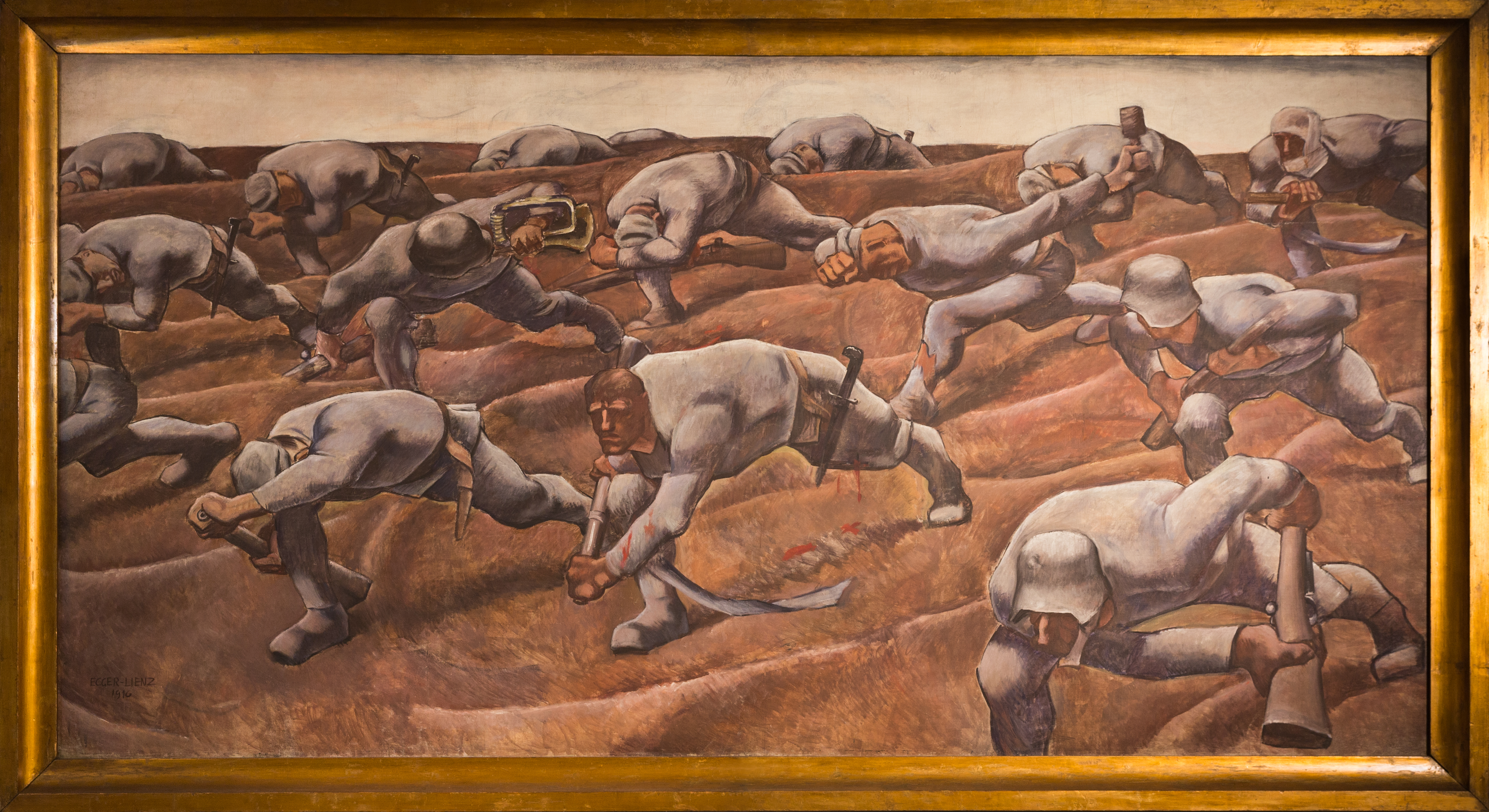
Albin Egger-Lienz: Den Namenlosen 1914. Tempera auf Leinwand, 245 cm × 476 cm

Liste der in der Dauerausstellung des HGM vertretenen bildenden Künstler
| Saal I / um 1600–1700 - Hans von Aachen (1552–1615) - Johann Gottfried Auerbach (1697–1753) - Anton Brenek (1848–1908) - Nicolaas I van Eyck (1617–1679) - Jakob de Gheyn II. (1565–1629) - Elias Grießler (1622–1682) - Jan van Helmont (1650–1714) - Gerrit van Honthorst (1592–1656) - Jan van Huchtenburgh (1647–1733) - Johann Kupetzky (1667–1740) - Matthäus Küsel (1629–1681) - Matthäus Merian der Ältere (1593–1650) - Adam Frans van der Meulen (1632–1690) - Pieter Meulener (1602–1654) - Palamedesz I (1605–1638) - Georg Philipp Rugendas (1701–1774) - Ludwig Schnorr von Carolsfeld (1788–1853) - Pieter Snayers (1592–1667) | Saal II / 1700–1789 - Bernhard Albrecht (1758–1822) - Siegmund L’Allemand (1840–1910) - Johann Christian Brand (1722–1795) - Jan Pieter van Bredael (1683–1735) - Hugo von Bouvard (1879–1959) - Giuseppe Ceracchi (1751–1801) - Paul Decker (1677–1713) - Martin Engelbrecht (1684–1756) - Franz Paul Findenigg (1726–1771) - Joseph Hickel (1736–1807) - Godfrey Kneller (1646–1723) - Johann Baptist von Lampi (1751–1830) - Jean-Baptiste Martin (1659–1735) - Franz Xaver Karl Palko (1724–1767) - Hyacinth de La Pegna (1706–1772) - Martin Ferdinand Quadal (1736–1808/1811) - August Querfurt (1696–1761) - Jean Pierre Sauvage (1699–1780) - Jacob Matthias Schmutzer (1733–1811) - Georg Weikert (1743/1745–1799) | Saal III / 1789–1848 - Friedrich von Amerling (1803–1887) - Andrea Appiani (1754–1817) - Karl von Blaas (1815–1894) - Johann Ender (1793–1854) - Anton Dominik von Fernkorn (1813–1878) - Heinrich Friedrich Füger (1751–1818) - Franz von Habermann (1788–1866) - Peter von Hess (1792–1871) - Johann Nepomuk Hoechle (1790–1835) - Franz Horčička (1776–1856) - Angelo Inganni (1807–1880) - Karl Karger (1848–1913) - Johann Adam Klein (1792–1875) - Johann Peter Krafft (1780–1856) - Leopold Kupelwieser (1796–1862) - Johann Baptist von Lampi (1751–1830) - Dietrich Monten (1799–1843) - Johann Baptist Pflug (1785–1866) - Friedrich Schneider (1799–1855) - Johann Baptist Seele (1774–1814) - Friedrich Treml (1816–1852) | Saal IV / 1848–1867 - Albrecht Adam (1786–1862) - Franz Adam (1815–1886) - Fritz L’Allemand (1812–1866) - Rudolf von Alt (1812–1905) - Miklós Barabás (1810–1898) - Alexander von Bensa (1820–1902) - Giuseppe Bezzuoli (1784–1855) - Georg Decker (1818–1894) - Anton Einsle (1801–1871) - Joseph Heicke (1811–1861) - Ludwig Koch (1866–1934) - Hans von Marées (1837–1887) - Johann Nepomuk Passini (1798–1874) - Rudolf Otto von Ottenfeld (1856–1913) - Carl Rahl (1812–1865) - Wilhelm Richter (1824–1892) - Alois Schönn (1826–1897) - Václav Sochor (1855–1935) - Josef Anton Strassgschwandtner (1826–1881) - Horace Vernet (1789–1863) |

| Saal V / 1867–1914 - Tadeusz Ajdukiewicz (1852–1916) - Joseph Berres, Edler von Perez (1821–1912) - Theodor Breitwieser (1847–1930) - Oskar Brüch (1869–1943) - Friedrich Franceschini (1845–1906) - Ludwig Ferdinand Graf (1868–1932) - Franz Horst (1862–1950) - Ludwig Koch (1866–1934) - Rudolf Konopa (1864–1938) - Josef Kis (1833–1900) - Karl Pippich (1862–1932) - Kasimir Pochwalski (1855–1940) - Alexander Pock (1871–1950) - Hermann Torggler (1878–1939) - Franz Zeller von Zellenberg (1805–1876) | Saal VI / 1914–1918 - Leo Adler (1897–1987) - Anton Aicher (1859–1930) - Ferdinand Andri (1871–1956) - Alfred Basel (1876–1920) - Hugo von Bouvard (1879–1959) - Jan Bolesław Czedekowski (1885–1969) - Albin Egger-Lienz (1868–1926) - Anton Faistauer (1887–1930) - Robert Frangeš Mihanović (1872–1940) - Georg Gerlach (1874–1962) - Armin Horovitz (1880–1965) - Albert Janesch (1889–1973) - Ludwig Heinrich Jungnickel (1881–1965) - Franz Kienmayer (1886–1963) - Alexander Kircher (1867–1939) - Ludwig Koch (1866–1934) - Anton Kolig (1886–1950) - Josef Arpád Koppay (1857–1927) - Wilhelm Viktor Krausz (1878–1959) - Ferdinand Kruis (1869–1944) - Hans Larwin (1873–1938) - Georg Leisek (1869–1936) - Bertold Löffler (1874–1960) - Jakob Löw (1887–1968) - Josef Müllner (1879–1968) - Fryderyk Pautsch (1877–1950) - Alexander Pawlowitz (1884–1964) - Anton Pitscheider (1877–1962) - Alexander Pock (1871–1950) - Max von Poosch (1872–1968) - Eugen Remsey (1885–1980) - Alois Rieber (1876–1944) - Oswald Roux (1880–1961) - Egon Schiele (1890–1918) - Karl Sterrer (1885–1972) - Fritz Schwarz-Waldegg (1889–1942) - Benjamin Strasser (1888–1955) - Roland Strasser (1892–1974) - Wilhelm Thöny (1888–1949) - Wilhelm Vita (1846–1919) - Adolf Wagner von der Mühl (1884–1962) - Leopold Widlizka (1870–1940) | Saal VII / 1918–1945 - Franz Blauensteiner (1896–1939) - Tom von Dreger (1868–1948) - Julius Endlweber (1892–1947) - Karl Engel (1889–1985) - Josef Engelhart (1864–1941) - Albert Fessler (1908–1978) - Maximilian Florian (1901–1982) - Max Frey (1902–1955) - Hans Fronius (1903–1988) - Walther Gross (1920–2014) - Rudolf Hafner (1893–1951) - Robert Hammerstiel (1933–2020) - Othmar Peter Hartmann (1898–1973) - Ernst Hochschartner (1877–1947) - Otto Jahn (1900–1945) - Albert Janesch (1889–1973) - Irma Katz (1888–1933) - Heinrich Krause (1885–1983) - Heinrich Rauchinger (1858–1942) - Othmar Ružička (1877–1962) - Hans Schachinger (1888–1952) - Ferdinand Staeger (1880–1976) - Franz Trenk (1899–1960) - Hans Wulz (1909–1985) - Rudolf Zeileissen (1897–1970) | Saal VIII / Marine - Franz Chalaupka (1856–1921) - Harry Heusser (1886–1943) - Gustav Kappler (1855–1922) - Alexander Kircher (1867–1939) - Aristides Oeconomo (1821–1887) - Julius von Payer (1842–1915) - Josef Püttner (1821–1881) - August von Ramberg (1866–1947) - Leander Russ (1809–1864) - Carl Frederik Sørensen (1818–1879) - Viktor Stauffer (1852–1934) - Norbert von Stetten (1885–1979) - Willy Stöwer (1864–1931) - Fritzi Ulreich (1865–1936) |

### Grafische Sammlung
In den Beständen des Heeresgeschichtlichen Museums befindet sich eine der größten Grafiksammlungen Österreichs mit rund 200.000 Blättern. Da das Kaiserhaus schon vor der Erfindung der Fotografie an der künstlerischen Dokumentation historischer Ereignisse interessiert war, finden sich zahlreiche markante Begebenheiten der österreichischen Geschichte in Handzeichnungen und druckgrafischen Werken. Mappen mit Serien von Kriegsereignissen ergänzen die Sammlung. Neben den militärgeschichtlich relevanten Sujets wie Schlachtendarstellungen und Kriegsschauplätzen, die häufig von Künstlern festgehalten wurden, die im Auftrag des Monarchen oder eines Feldherrn tätig waren, zählen auch andere historische Themen wie Hochzeiten, Krönungen oder Leichenbegängnissen, die sich in der Habsburgermonarchie zugetragen haben, zum Bestand.
Uniformblätter nehmen einen größeren Teil der Sammlung ein, da die Adjustierung der kaiserlichen Armee im Laufe der Jahrhunderte immer wieder wechselte und künstlerisch dokumentiert wurde. Eine der wertvollsten Handschriften dieser Gruppe ist die sogenannte „Albertina-Handschrift“ mit insgesamt 56 Blättern aus dem Jahre 1762, die durch Tausch von der Albertina über das Kriegsarchiv ins Heeresgeschichtliche Museum gelangte. Die Handschrift dürfte für Albert von Sachsen Teschen, dem Schwiegersohn Maria Theresias, angefertigt worden sein. Die mit Deckfarben auf Büttenpapier ausgeführten Mannschaftstypen umfassen alle Waffengattungen und Korps des k. k. Heeres. Ein Beispiel für Massenproduktion hingegen sind die zahlreichen Blätter des Wiener Kunstverlegers Josef Trentsensky, für dessen weit verbreitete Mandlbögen namhafte Künstler wie etwa Moritz von Schwind tätig waren. Auch Lithografen wie Franz Gerasch oder Josef Lanzedelli widmeten der kaiserlichen Armee und ihren Feldzügen ihr Augenmerk. Topografische Werke, malerische Landschaften und Veduten ergänzen den Bestand und sind häufig auf Handzeichnungen oder Farb- und Chromolithographien zu finden.
Einen hohen künstlerischen Wert repräsentieren die teilweise mit Öl ausgeführten Handskizzen des Karl von Blaas zu den historistischen Fresken der Ruhmeshalle des Museums, mit denen sowohl die Arbeitsweise des Künstlers als auch der Einfluss der Auftraggeber nachvollzogen werden kann. Weniger bekannt als die topografischen Arbeiten des Matthäus Merian oder jene des Georg Matthäus Vischers sind die Städteansichten des Johann Martin Will, die sich im Bestand finden, oder die Blätter des Wilhelm von Doderer, der alle Militärerziehungsanstalten in den Kronländern detailgetreu dokumentierte. Ebenso beinhaltet der Bestand eine umfangreiche Porträtsammlung namhafter Persönlichkeiten der Militärgeschichte und des Kaiserhauses auf kolorierten und unkolorierten Kupferstichen, Schabkunstblättern, Holzschnitten, Holzstichen, Heliogravuren, Radierungen, Lithographien und Aquarellen. Josef Kriehubers Signatur etwa, der sich vorwiegend mit seiner Porträtkunst einen Namen machte, findet sich auf zahlreichen Bildnissen. Weniger bekannt war lange Zeit, dass auch Egon Schiele mit zwei Porträtskizzen in der Sammlung vertreten ist. Da auch die zahlreichen Maler der Kunstgruppe des Kriegspressequartiers während des Ersten Weltkriegs einen Teil ihrer Skizzen von den jeweiligen Fronten an das Museum abzuliefern hatten, ist der Bestand an zeitgenössischen Belegen aus den Jahren 1914 bis 1918 verhältnismäßig groß. Zu diesen zählen die Frühwerke einiger Bahnbrecher der Moderne wie Herbert Boeckl, Ludwig Heinrich Jungnickel und Anton Kolig. Dass auch Frauen in der Kunstgruppe vertreten waren, wie etwa Stephanie Hollenstein, Helene Arnau und Fritzi Ulreich, deren grafisches Werk zum Bestand gehört, ist eine zusätzliche Besonderheit.
Einige herausragende Beispiele der grafischen Sammlung des Heeresgeschichtlichen Museums:
- Matthäus Küsel: Ruhmesblatt auf den ungarischen Palatin Franz Wesselényi. Kupferstich, 1663.
- Jonas Suyderhoef nach Pieter Claesz. Soutman: Porträt Kaiser Ferdinand III. Kupferstich, 1686[42]
- Gemeiner des k. k. Husarenregiments Graf Hadik. Albertina-Handschrift, Deckfarben auf Büttenpapier, 1762.
- Albin Egger-Lienz: Österreichische Maschinengewehrstellung im Hochgebirge. 1915, Gouache auf Karton
- Egon Schiele: Portraitskizze Heinrich Wagner, Leutnant der Reserve. 1917, Mischtechnik (Kreide/Deckfarben) auf Papier[43]

Ruhmesblatt auf den ungarischen Palatin Franz Wesselenyi. 1663
Porträt Kaiser Ferdinand III. 1686
Gemeiner des k.k. Husarenregiments Graf Hadik. 1762
Österreichische Maschinengewehrstellung im Hochgebirge. 1915
Portraitskizze Heinrich Wagner. 1917

## Veranstaltungen, Sonderausstellungen, Außenstellen

### Veranstaltungen

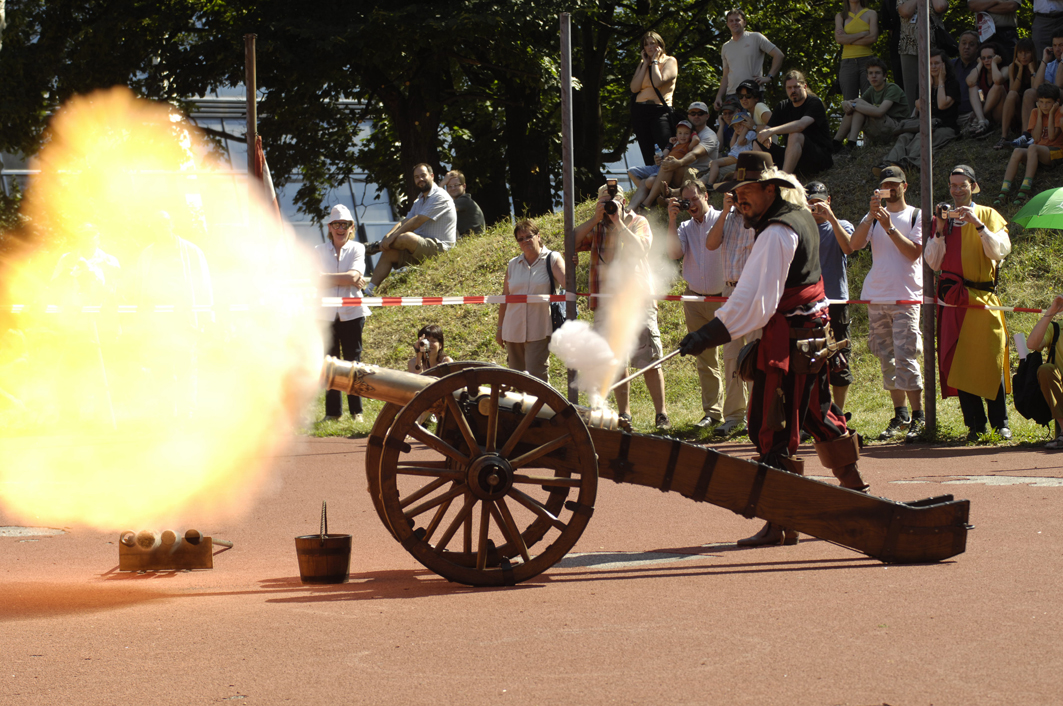
Montur und Pulverdampf 2007

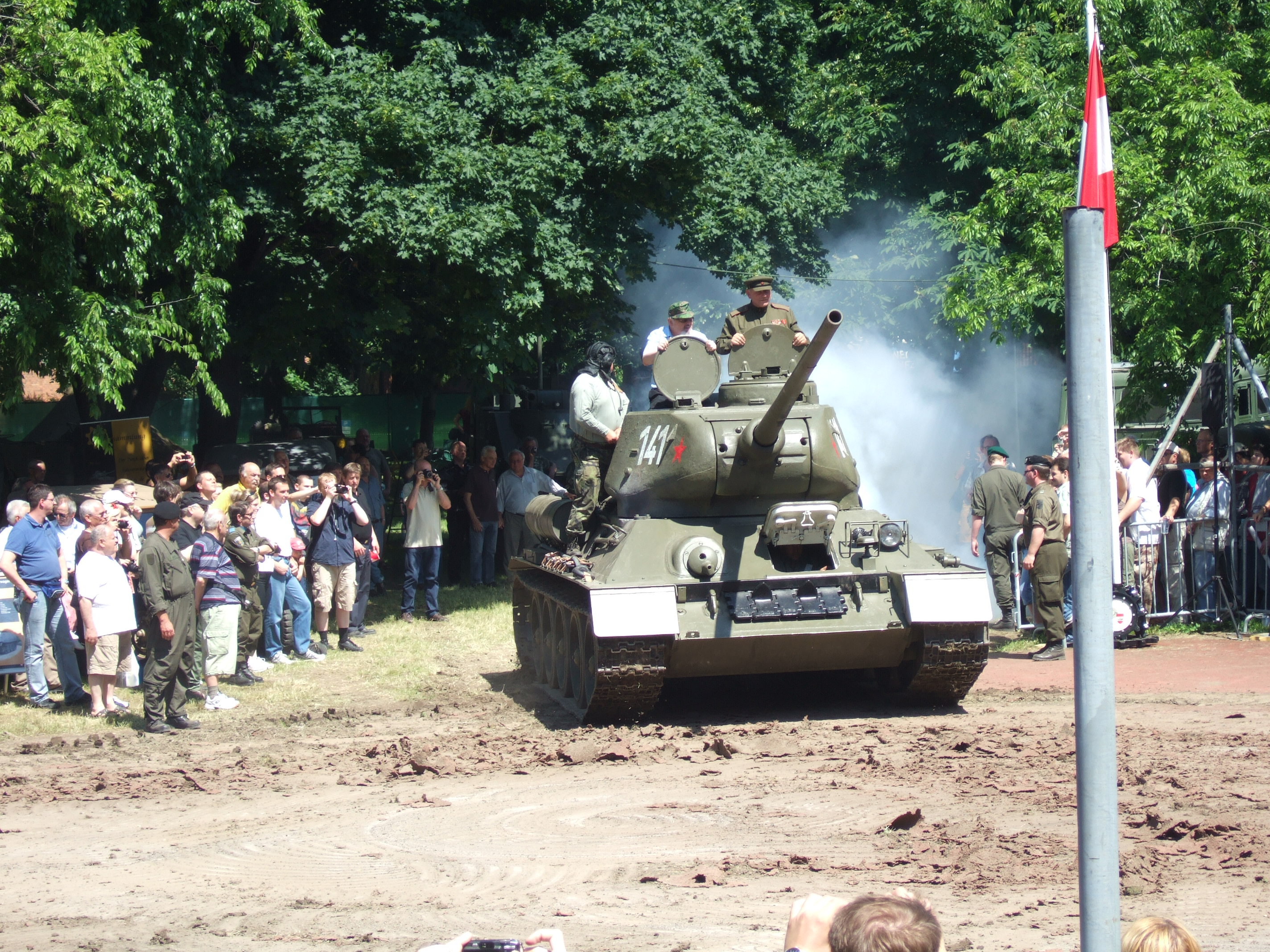
Fahrbereiter sowjetischer Kampfpanzer T-34 aus dem Zweiten Weltkrieg bei „Auf Rädern und Ketten“ 2010

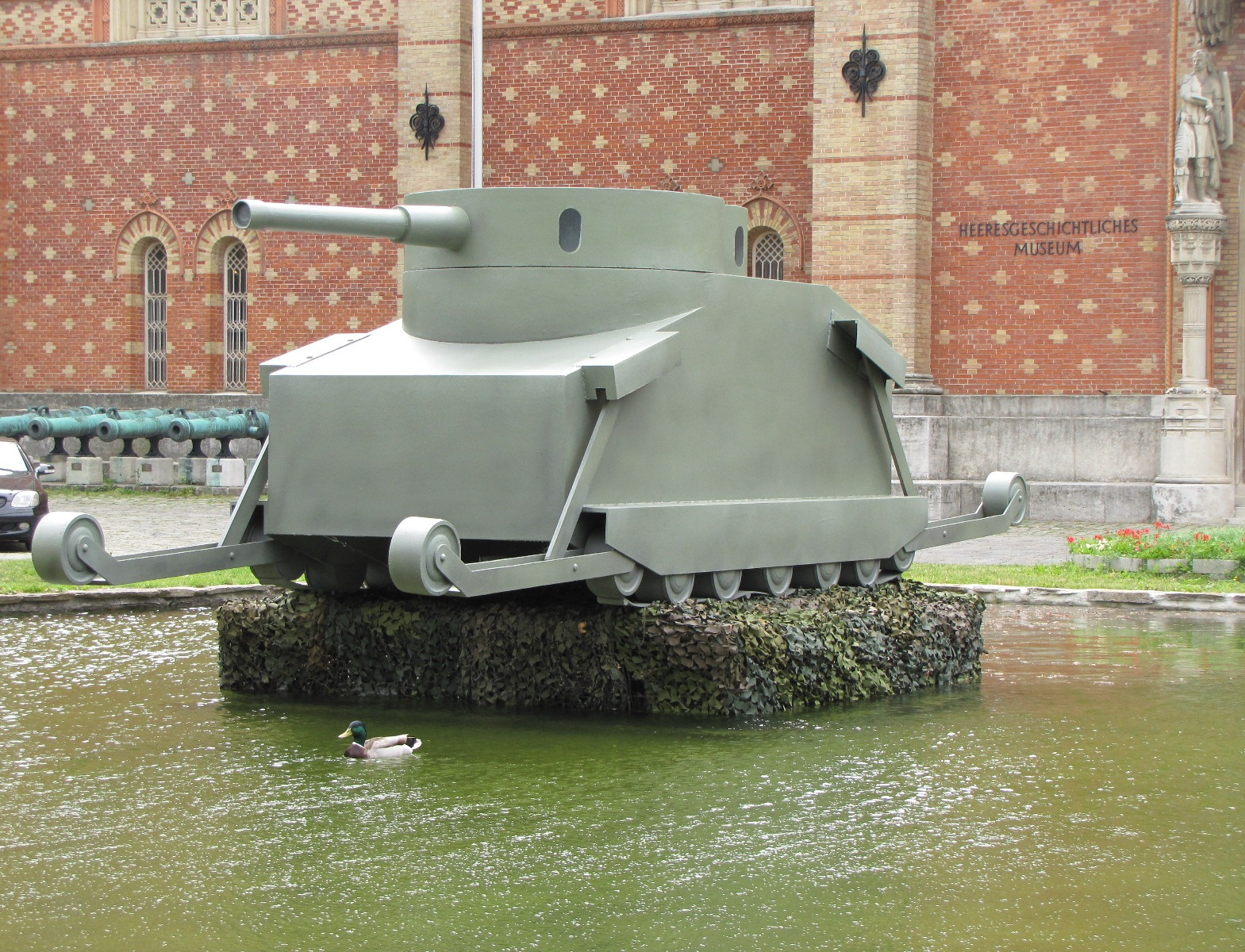
Modell des Motorgeschützes von Gunther Burstyn (1879–1945) vor dem Museum, aufgestellt anlässlich der Ausstellung „Projekt & Entwurf“

Tausende von Besuchern werden jährlich durch vier Großereignisse angezogen:
- Go Modelling, eine Ausstellung für Maßstabsmodellbau der International Plastic Modellers Society Austria (IPMS), findet jährlich etwa Mitte März statt. Gezeigt werden dabei zahlreiche maßstabsgetreue Modelle historischer Militärfahrzeuge, Flugzeuge und Schiffe.
- Auf Rädern und Ketten, ein großes Treffen historischer Militärfahrzeuge bis zum Baujahr 1969, welches jedes Jahr etwa Anfang Juni stattfindet. Im Freigelände hinter dem Museumsgebäude werden mehr als 100 Fahrzeuge verschiedenster Gattungen – vom Panzer bis zum Fahrrad – dem Publikum vorgeführt.
- Montur und Pulverdampf, ein dreitägiges Fest der militärhistorischen Zeitreise vom Mittelalter bis in die Neuzeit, welches jährlich etwa Anfang bis Mitte Juli stattfindet. Auf dem großen Freiluftareal hinter dem Museum werden Geschichtsdarsteller, historische Gefechtsvorführungen, Handwerker, Händler, Musiker sowie Kulinarisches und ein umfassendes Kinderprogramm geboten.
- Mittelalterlicher Adventmarkt, wird in der Regel an einem Wochenende Anfang Dezember veranstaltet und zieht bis zu 20.000 Menschen an. Es handelt sich um einen mittelalterlichen Weihnachtsmarkt mit Gauklern, Musikanten, Fechtvorführungen und Händlerzelten.

Neben diesen Großveranstaltungen finden regelmäßig Fechtvorführungen der Gruppen Rittersporn und Klingenspiel sowie Exerziervorführungen und Salutschießen der Reitenden Artilleriedivision Nr. 2 statt. Besondere Höhepunkte bilden auch die Lange Nacht der Museen des ORF, sowie Veranstaltungen rund um den Nationalfeiertag am 26. Oktober.

### Sonderausstellungen
Das Heeresgeschichtliche Museum eröffnet in der Regel zweimal jährlich eine Sonderausstellung zu einem militärhistorischen Thema, u. a. wurden bzw. werden gezeigt:
- Schutz & Hilfe. Das österreichische Bundesheer 1955–1991 (16. Mai bis 28. Oktober 2018 und 15. April bis 27. Oktober 2019)[44]
- Flugpolizei einst und jetzt (27. April bis 15. Oktober 2018), Militärluftfahrtmuseum Zeltweg, Fliegerhorst Hinterstoisser, Hangar 8[45]
- Die k.u.k. Militär-Aeronautische Anstalt Fischamend (28. April 2017 bis 15. Oktober 2017), Fliegerhorst Hinterstoisser[46]
- MUSEUMSDING – gekauft, geschenkt, vermacht. Neuerwerbungen der Jahre 2007–2017 (28. März bis 29. Oktober 2017)[47]
- 125 Jahre Heeresgeschichtliches Museum (25. Mai 2016 bis 11. September 2016)[48]
- Seelen der gewesenen Zeit – Historische Schätze der Bibliothek (3. Dezember 2013 bis 31. August 2014)[49]
- Dröhnende Motoren (7. September bis 20. Oktober 2013), Fliegerhorst Hinterstoisser[50]
- Fliegen im Ersten Weltkrieg (26. April bis 20. Oktober 2013), Fliegerhorst Hinterstoisser, Hangar 8[51]
- WoMen at War – k.u.k. Frauenbilder 1914–1918 (14. März 2013 bis 29. September 2013)
- Alexander Pock – Militärmalerei als Beruf (12. September 2012 bis 13. Jänner 2013)
- Kaiser Karl I. – Gesalbt, Geweiht, Gekrönt (12. April bis 19. August 2012)
- Projekt & Entwurf – Militärische Innovationen aus fünf Jahrhunderten (2011)
- Schutz und Hilfe – 50 Jahre Auslandseinsatz (2010)
- Bulgarien – Der unbekannte Verbündete (2009)
- Spätsommer 68 – Der Einsatz des Österreichischen Bundesheeres (2008/09)
- Einmarsch 38 – Militärhistorische Aspekte des März 1938 (2008)
- Im Keller – Österreich im Zeichen des Luftschutzes (2007/08)
- Your Buddy – Das Jagdkommando des Österreichischen Bundesheeres (2007)

### Außenstellen
Dem Heeresgeschichtlichen Museum sind die vier folgenden Außenstellen angegliedert:
- Patrouillenboote Oberst Brecht und Niederösterreich: 2006 wurden dem Heeresgeschichtlichen Museum die beiden Patrouillenboote des Bundesheeres übergeben.[52] Die Boote liegen in der Schiffswerft Korneuburg und können, betreut durch den Österreichischen Marineverband, besichtigt werden.[53][54]
- Bunkeranlage Ungerberg bei Bruckneudorf: seit 2014 ist dortige, weitgehend erhaltene Bunkeranlage des Österreichischen Bundesheeres aus der Zeit des Kalten Krieges als Freilichtmuseum der Öffentlichkeit zugänglich.[55]
- Militärluftfahrtmuseum Zeltweg im Fliegerhorst Hinterstoisser: Seit 2005 werden im Hangar 8 auf 5000 m² 23 historische Luftfahrzeuge von der Jak-18 bis zum Draken ausgestellt. Darüber hinaus sind Flugmotoren und Jet-Triebwerke, Luftraumüberwachungs-Radaranlagen, fliegertechnische Geräte, Fliegerabwehrkanonen, historische Fahrzeuge der Luftstreitkräfte, Geräte der Flieger- und Fernmeldetruppe, Uniformen, Fliegersonderbekleidung, Modelle, Abzeichen sowie historische Fotos ausgestellt.[56] Auch Sonderausstellungen werden organisiert, wie etwa Fliegen im Ersten Weltkrieg (26. April bis 20. Oktober 2013)[51] oder Dröhnende Motoren (7. September bis 20. Oktober 2013).[57]
- Fernmeldesammlung in der Starhemberg-Kaserne: Diese Sammlung beinhaltet eine hohe Anzahl historischer Fernmeldegeräte, beginnend bei historisch wertvollen Exponaten aus dem 19. Jahrhundert über Nachrichten- und Verschlüsselungstechniken des Kalten Krieges bis hin zu aktueller militärischer Kommunikationstechnik.[58]

## Projekte und Zusammenarbeit mit internationalen wissenschaftlichen Institutionen

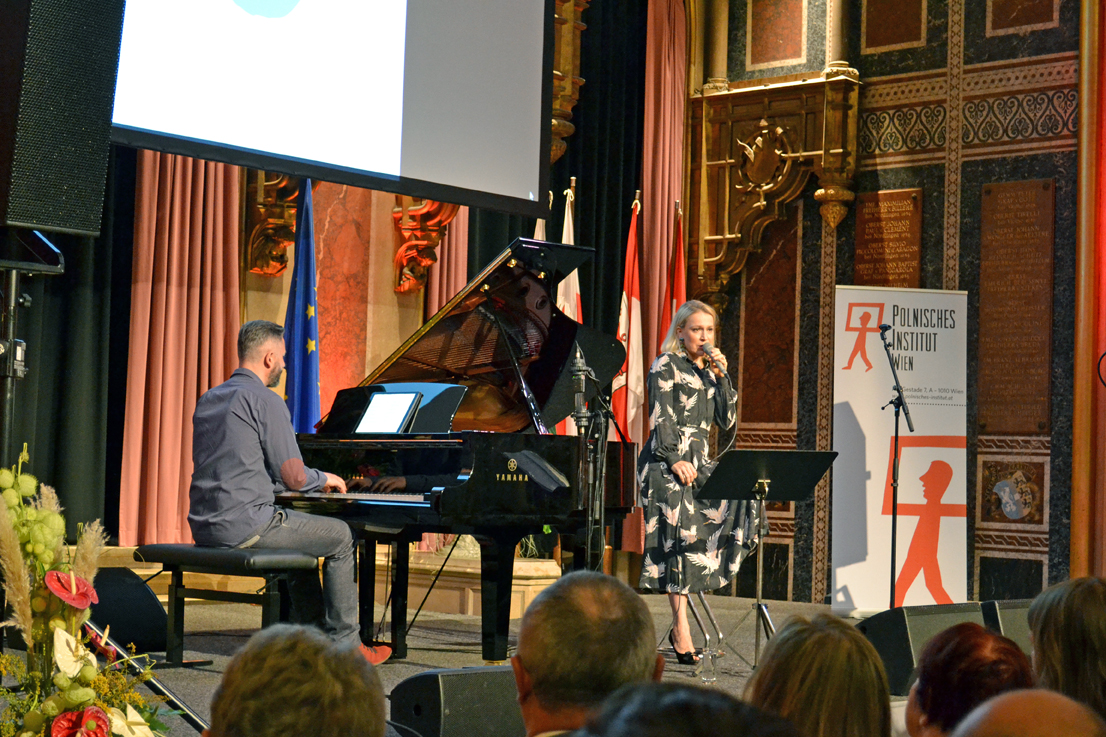
Die Jazzsängerin Aga Zaryan bei einem Konzert im HGM, 2018

- In Zusammenarbeit mit der Polnischen Akademie der Wissenschaften in Wien findet seit 2007 jährlich ein Symposium über die gemeinsame Militärgeschichte Österreichs und Polens in der Ruhmeshalle des HGM statt.
- In Kooperation mit dem Polnischen Institut wurde im Sommer 2018 die Sonderausstellung Kampf um die Freiheit. Der Warschauer Aufstand 1944 gezeigt.[59] Bei der Finissage gab die polnische Jazzsängerin Aga Zaryan, die sich in ihrer Musik eingehend mit dem Warschauer Aufstand auseinandersetzt, ein Konzert in der Ruhmeshalle des HGM.[60]
- 2017 wurde in Kooperation mit dem Militärmuseum des Verteidigungsministeriums der Republik Mazedonien die Sonderausstellung Mazedonien und die Mazedonier im Ersten Weltkrieg gezeigt.[61]
- In Zusammenarbeit mit der Türkischen Botschaft in Wien wurde 2015 anlässlich des 100. Jahrestages der Schlacht von Gallipoli die Sonderausstellung Çanakkale/Gallipoli 1915–2015 im HGM präsentiert.[62]
- Eine Auswahl der Arbeiten von drei der insgesamt fünf bedeutendsten tschechischen Fotografen, die im Ersten Weltkrieg als Angehörige der k.u.k. Armee am Kriegsgeschehen teilnahmen und ihren Kriegsalltag mit Hilfe ihrer Fotoapparate dokumentierten, wurde 2015 in der Sonderausstellung Fotografen des Krieges in Zusammenarbeit mit dem Tschechischen Zentrum präsentiert.[63]
- In Kooperation mit dem Münchener Adalbert-Stifter-Verein wurde 2009 die Sonderausstellung Musen an die Front! Schriftsteller und Künstler im Dienst der k.u.k. Kriegspropaganda 1914–1918 gezeigt.
- Im gleichen Jahr fand in Zusammenarbeit mit dem Bulgarischen Nationalen Militärhistorischen Museum die Sonderausstellung Der unbekannte Verbündete. Bulgarien im Ersten Weltkrieg statt.[64]

## Provenienzforschung und Restitution
Das Heeresgeschichtliche Museum betreibt auf Grundlage des Bundesgesetzes über die Rückgabe von Kunstgegenständen (BGBl. I Nr. 181/1998) seit 1998 Provenienzforschung. Im Zuge der laufenden Untersuchungen konnte festgestellt werden, dass das nach dem „Anschluss“ Österreichs an das Deutsche Reich 1938 in die deutsche Wehrmacht überführte und in den Verband der deutschen Heeresmuseen eingegliederte Heeresmuseum Wien von Zuweisungen aus beschlagnahmten Vermögen durch das nationalsozialistische Regime ebenso profitiert hatte.
Die Mehrzahl dieser Objekte mit militärhistorischem Hintergrund wurden ab 1943, bedingt durch die ansteigende Gefahr der Zerstörung durch alliierte Bomberangriffe, in die verschiedenen Bergungsorte des Museums ausgelagert (Feldsberg, Nikolsburg, Eisgrub in Südmähren; die Kartause Gaming, Burg Ottenstein, Schloss Stiebar bei Gresten und Schloss Seebarn). Ganze Sammlungen wurden dabei auseinandergerissen und oft regional sehr weit verstreut. Hinzu kamen noch zahlreiche Umlagerungen während des Krieges selbst, sodass eine lückenlose Aufklärung des Verbleibs der jeweiligen einzelnen musealen Objekte teilweise bis heute nicht vollständig möglich erscheint. Hinzu kam, dass trotz all dieser getroffenen Schutzmaßnahmen es immer wieder zu Plünderungen und Diebstahl bzw. Verlusten im Zuge der letzten Kampfhandlungen kam. Auch in Wien selbst wurden das Museumsgebäude sowie zahlreiche Depots bei Luftangriffen 1944 bzw. in den Kämpfen um den Südbahnhof 1945 zerstört.
Trotzdem begann die seinerzeitige Direktion des Museums bereits unmittelbar nach dem Krieg mit der Rückerstattung von Objekten, die ihren vormaligen Besitzern zwangsweise entwendet worden waren. Im Zuge dieser „Rückstellungsverfahren“ konnten sukzessive ab dem Jahre 1945 Objekte aus den seinerzeit beschlagnahmten Sammlungen wie Alphonse Rothschild, Albert Pollak, Ernst und Gisela Pollak, Viktor Ephrussi, Emilio Hofmannsthal, Franz Ruhmann und Oscar Bondy restituiert werden. Im jüngsten Fall (Februar 2013) wurden vom Museum drei Ölgemälde an die rechtmäßigen Erben nach Albert Klein (vertreten durch die Israelitische Kultusgemeinde) restituiert.

## Besucherzahlen
Mindestens seit 2005 konnte das Museum einen bedeutenden Besucherzuwachs verzeichnen. Wurden im Jahr 2005 noch 62.984 Besucher gezählt, waren es 2007 bereits 93.637, im Jahr 2008 126.006, 2009 139.792 und rund 172.007 im Jahr 2010. Die Besucherzahl wurde somit in einem Zeitraum von fünf Jahren fast verdreifacht. Im Geschäftsjahr 2012 konnten die Besucherzahlen noch einmal auf einen neuen Rekord gesteigert werden, da 174.146 Personen gezählt wurden. Dieser Erfolg brachte dem Museumsdirektor den Preis Civil Servant of the Year 2012, der Auszeichnung des Bundesministeriums für Landesverteidigung für zivile Bedienstete, ein. Im Jahr 2013 wurden erstmals in der Geschichte des Museums über 200.000 Besucher gezählt, in den Folgejahren 2014 (224.267), 2017 (248.129) und 2018 (272.000) wurden kontinuierlich neue Besucherrekorde erreicht.

## Adaption

### Film
- Die Episode 6, Im Heeresgeschichtlichen Museum, Wien der westdeutschen Fernsehserie Die Museumsratten wurde am 30. März 1967 im Museum gedreht.
- 1993 produzierte der Historiker Ernst Trost (Sprecher: Axel Corti) die Dokumentation Zwingburg und Ruhmeshalle. Das Wiener Arsenal, welche zum überwiegenden Teil das Heeresgeschichtliche Museum als Herzstück des Arsenals darstellt.[82]
- Teile des Fernsehfilms Kronprinz Rudolf mit Max von Thun wurden 2005 in der Ruhmeshalle des Heeresgeschichtlichen Museums gedreht.
- Im Jänner 2013 wurde das Heeresgeschichtliche Museum durch den Spartensender ORF III des Österreichischen Rundfunks im Rahmen der Dokumentation Aus dem Rahmen durch Karl Hohenlohe gewürdigt.[83]
- Im Juli 2014 drehte Karl Hohenlohe erneut eine Dokumentation Aus dem Rahmen, anlässlich der Neueröffnung der Saalgruppe zum Ersten Weltkrieg im Heeresgeschichtlichen Museum.[84]

## Kritik

### Ausstellung „Republik und Diktatur“
Der Dauerausstellung Republik und Diktatur, 1998 nach Vorgaben des damaligen Museumsdirektors Manfried Rauchensteiner unter Beachtung der Museumsordnung gestaltet, wurde von Historikern eine mangelnde Distanz und Kontextualisierung der Ausstellungsinhalte vorgeworfen. Die Historikerin Ina Markova urteilte, das HGM sei „typisch für einen Zeitgeist, der sich in rückwärtsgewandter Manier an das ‚große Erbe‘ der Monarchie klammert“, und sieht die vage und spärliche Kontextualisierung durch Begleittexte von Themen wie den Verbrechen der Wehrmacht als schweigenden Gegensatz zur Aufbereitungsform der Wehrmachtsausstellung. Auch Leidinger und Moritz, auf die die Objekte der Ausstellung wie „Requisiten eines Stückes, dessen Text nicht vorgegeben ist“, wirken, konstatieren den illustrativen Charakter der Ausstellung.

### Kontroverse zu Revisionismus-Vorwürfen
Recherchen der Online-Plattform „Stoppt die Rechten“, die dem Museum Geschichtsrevisionismus vorwarfen, wurden im September 2019 von mehreren österreichischen Tageszeitungen aufgegriffen. Demnach sei im Museumsshop Literatur erhältlich, die die Wehrmacht verherrliche, und auf durch das HGM durchgeführten Veranstaltungen seien „Nazi-Devotionalien“ sowie „Wehrmachts-Merchandise“ verkauft worden.
Ein Bericht von Christoph Schattleitner im Kurier über ein „blaues Netzwerk“ unter den Mitarbeitern des Museums führte nach Ansicht von Fabian Schmid (Der Standard) Anfang September 2019 dazu, dass der zuständige Minister Thomas Starlinger eine Untersuchung der Vorwürfe in Auftrag gab. Die Historikerin und Grüne Nationalratsabgeordnete Eva Blimlinger bezeichnete das Museum als „musealisierte Kaserne“, in der „kaum Museumsfachleute arbeiten“.
Im September 2019 wurden von der Liste JETZT sowie von den Nationalratsabgeordneten Sabine Schatz und Wolfgang Zinggl zwei Parlamentarische Anfragen zu den Vorkommnissen eingebracht. Die Anfragen umfassten verschiedene Vorwürfe, darunter „Rechtsextreme Umtriebe im HGM-Kontext“, Verharmlosung des NS-Systems durch Museum und Museumsshop sowie ideologiepolitische Aktivitäten zugunsten des „politisch rechten Lagers“. Bei der Anfragebeantwortung durch Minister Thomas Starlinger an eine dieser Anfragen stellte dieser fest, dass ihm im Vorfeld der Berichterstattung keine entsprechenden Vorwürfe an das Museum bekannt waren, und dass sich bei routinemäßigen, durch „regelmäßigen schriftlichen und mündlichen Informationsaustausch“ erfolgten Kontrollen der Vorjahre „keine Anhaltspunkte bzw. Verdachtsmomente zu angeblichen „rechtsextremen Umtrieben“ im HGM/MHI ergeben“ hätten. Zugleich verwies er auf die laufende Überprüfung der Vorwürfe durch das Bundesministerium für Landesverteidigung, die nach Bekanntwerden derselben angeordnet wurde, und die Absicht, „nach Abschluss der Prüfungen das Parlament und die Öffentlichkeit im Rahmen der medialen Berichterstattung zu informieren.“
Nachdem Starlinger zunächst zwei externe Kommissionen zur Prüfung des Museumsshops und des Saals „Republik und Diktatur (1918–1945)“ einsetzte, wurde im Jänner 2020 bekannt, dass die unter Leitung von Wolfgang Muchitsch durchgeführten Untersuchungen auf das ganze Museum inklusive Außenstellen ausgeweitet wurden.
Im April 2020 veröffentlichte die Bundesministerin für Landesverteidigung Klaudia Tanner ihre Antwort auf eine weitere parlamentarische Anfrage. Eine mehrköpfige Weiterbestellungskommission stellte demnach Anfang 2020 nach Befragung sachverständiger Zeugen die Bewährung des seit 2005 amtierenden Museumsleiters Christian Ortner und dessen Eignung zur weiteren Leitung des Museums fest. Die von Starlinger eingesetzte Kommission habe in ihrem Evaluierungsbericht festgehalten: „explizite Hinweise auf antisemitische, rassistische oder rechtsextreme Inhalte finden sich in der Ausstellung nicht“. Der Saal solle jedoch „einer zeitgemäßen Neuaufstellung unterzogen“ werden. Zu einer im Vorjahr vom HGM durchgeführten Veranstaltung mit Flohmarkt sei festzuhalten, dort seien keine Gegenstände verkauft worden, die dem Verbotsgesetz, dem Abzeichengesetz oder dem Symbole-Gesetz unterlägen, was durch tägliche Inspektionen der Landespolizeidirektion Wien sichergestellt worden sei. Die Veranstaltung solle auch 2020 stattfinden, doch solle auf Flohmarktstände verzichtet werden. Ferner erklärte Tanner, es gebe keinerlei Hinweise auf eine Manipulation von Besucherzahlen, und wies derartige Vorwürfe „entschieden zurück“.
Ende 2022 ernannte Tanner den Historiker Georg Hoffmann zum neuen Direktor des Museums ab 2023, der zusammen mit Ortner und einem weiteren Kandidaten in einem Dreiervorschlag nominiert worden war.